# Secolul al XIII-lea î.Hr.
(Secolul al XIV-lea î.Hr. - Secolul al XIII-lea î.Hr. - Secolul al XII-lea î.Hr. - Secolul al XI-lea î.Hr. - Secolul al X-lea î.Hr. - Secolul al IX-lea î.Hr. - Secolul al VIII-lea î.Hr. - Secolul al VII-lea î.Hr. - alte secole)

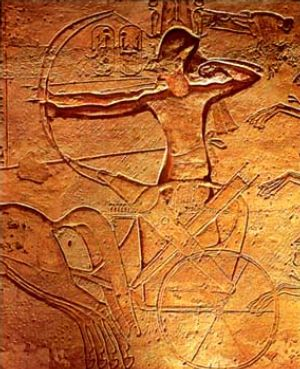
Ramses II - personalitatea secolului

## Hărți

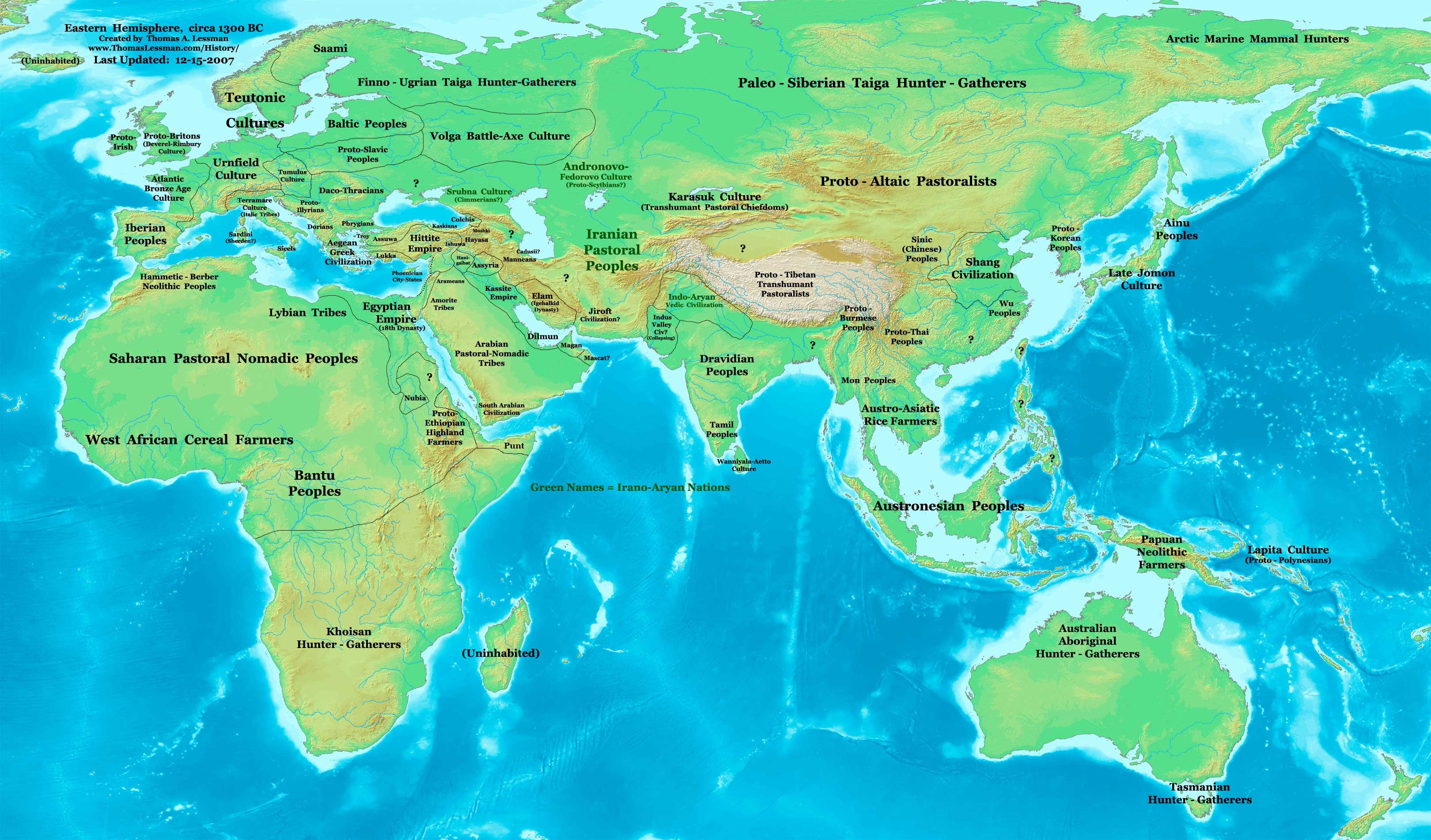
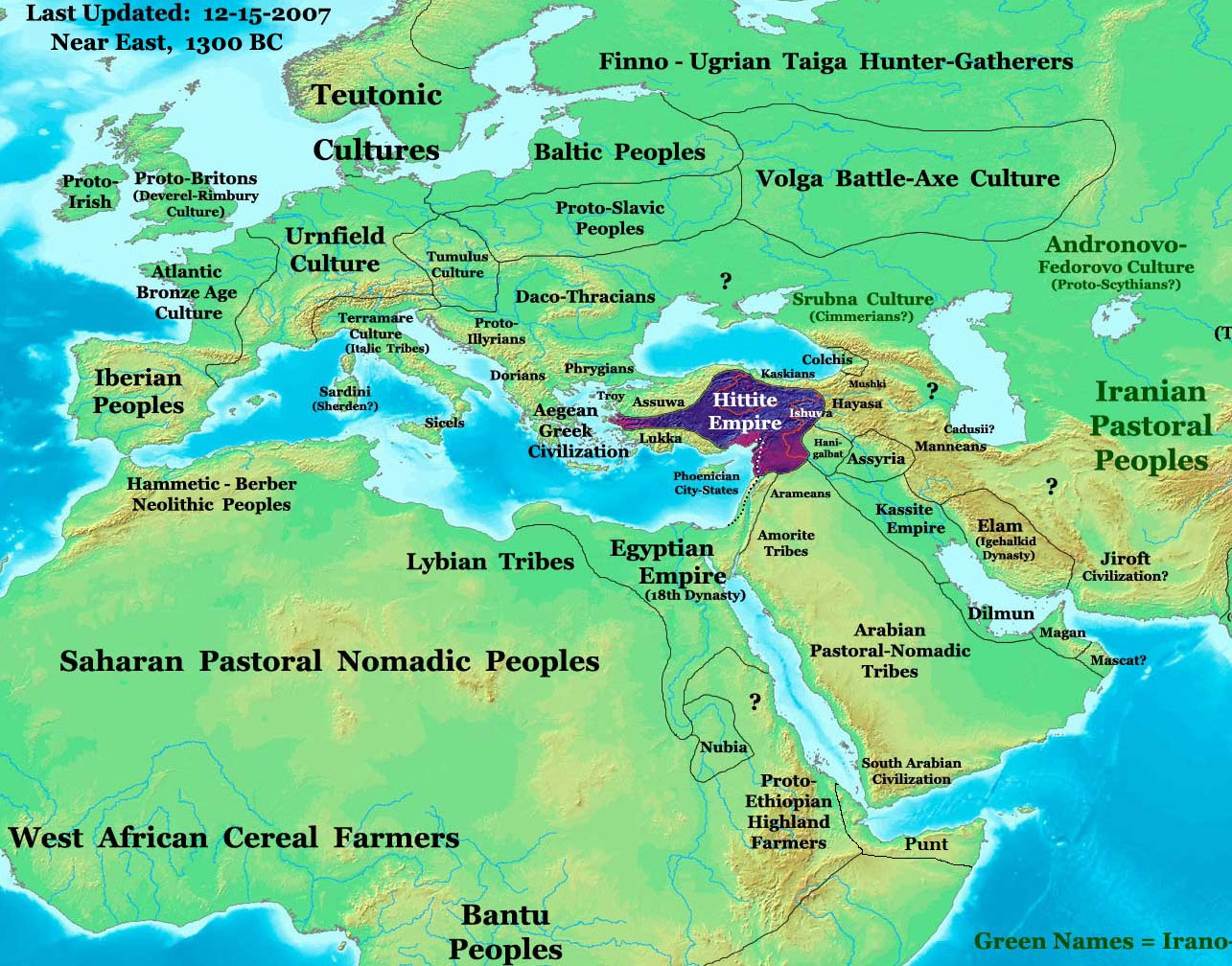
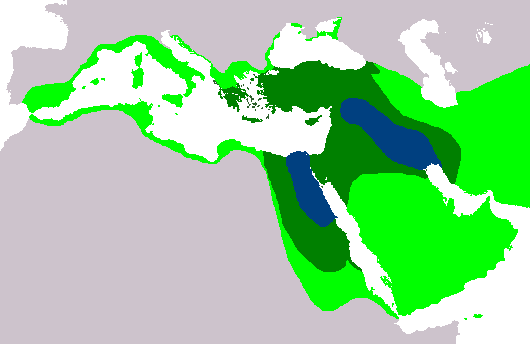
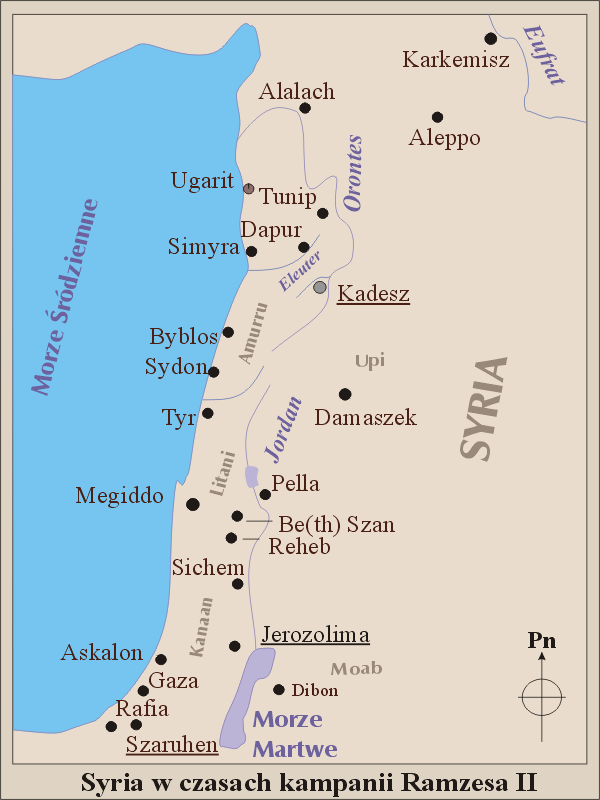
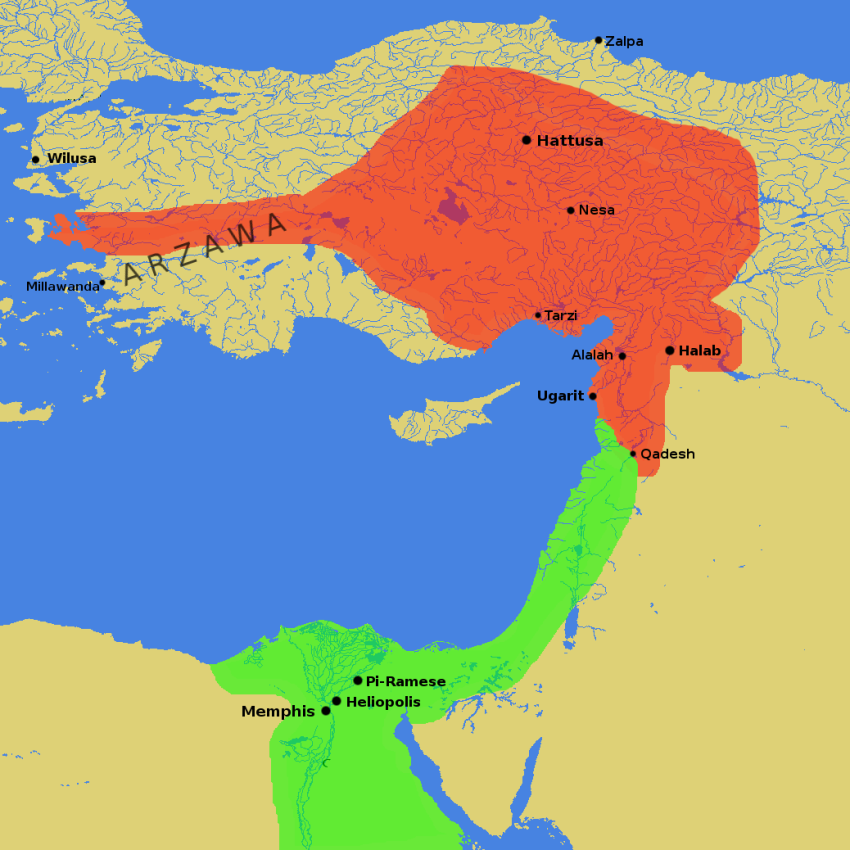

## Evenimente
- Menționarea orașului Pi-Ramses în Vechiul Testament, în Cartea Exodului ar confirma, după unii, faptul că Exodul evreilor din Egipt a avut loc in secolul XIII î.Hr., probabil în timpul domniei faraonului Ramses II. Consensul istoricilor este că acest lucru e o fantezie.[1]
- 1300 î.Hr. : cultura H se încheie
- 1292 î.Hr. : Sfârșitul dinastiei XVIII a Egiptului, începe dinastia a XIX.
- 1282 î.Hr. : Pandion al II-lea, legendarul rege al Atenei, moare după o domnie nominală de 25 de ani. El se pare că a domnit în Megara în timp ce Atena și restul teritoriilor din Attica au fost sub controlul unei alianțe al Nobililor condus de unchiul său Metion (fiul lui Erechtheus din Atena), și a fiilor săi. Cei patru fii duc o campanie militară de succes să-și recâștige tronul. Egeu devine rege al Atenei, Nisos domnește în Megara, Lykos în Eubeea și Pallas în sudul Atticei.
- (31 mai), 1279 î.Hr. : Ramses al II-lea devine faraon al Egiptului Antic.
- 1278 î.Hr. : Seti I moare
- 1274 î.Hr. : Bătălia de la Khadeș, în Siria. Egiptenii și Het semnează cunoscutul Tratat de Pace de la sfârșitul Bătăliei de la Khades
- 1269 î.Hr. : Ramses al II-lea, rege al Egiptului antic, și Hattusilis III, regele lui Het, semnează cunoscutul tratat de pace.
- 1251 î.Hr. : O eclipsă de Soare la această dată ar putea  marca nașterea legendarului Heracles la Teba, Grecia.
- 1250 î.Hr. : Wu Ding rege al dinastiei Shang.
- 1250 î.Hr. : Poarta Leului de la Mycene este construită.
- C. 1230 î.Hr. : Egeu, legendarul rege al Atenei, primește un mesaj fals de la Aethra de Troezena, ca desemnatul moștenitor al său, Tezeu,  este mort. Tezeu a fost trimis la Minos din Creta, ca o jertfă pentru Minotaur. Egeu, un "alt fiu", a fost exilat în Asia și ar deveni strămoșul legendar al mezilor. Fără moștenitori, Regele comite suicid, după o domnie de 48 de ani. El este urmat de Tezeu, care de fapt încă mai trăiește.
- 1210 î.Hr. : Faraonul Merneptah învinge o invazie libiană.
- 1213 î.Hr. : Tezeu, legendarul rege al Atenei, este destituit și este succedat de  Menestheus, strănepot al lui Erechtheus și vărul al doilea al tatălui său, Egeu.
- 1212 î.Hr. : Moartea Faraonului Ramses cel Mare.
- 1207 î.Hr. : Faraonul Merneptah pretinde o victorie asupra poporului lui Israel.
- 1206 î.Hr. : Data aproximativă de începere a colapsului epocii bronzului, o perioadă de migrație, neliniște și distrugere, în estul Mediteranei și Orientul Apropiat.
- C. 1200 î.Hr. : Primele inscripții înregistrate din China antică.
- C. 1200 î.Hr. : Carele de luptă apar în China antică.
- C. 1200 î.Hr. : Începe Epoca de Fier, în Orientul Apropiat, estul Mediteranei, și în India.
- C. 1200 î.Hr. : Migrații masive din jurul Mării Mediterane și Orientul Mijlociu.
- C. 1200 î.Hr. : Nomazii aramaici și haldeii au devenit o mare amenințare pentru fostul imperiu Babilonean și Imperiul Asirian.
- C. 1200 î.Hr. : Migrația și extinderea dorienilor. Distrugerea orașului micenian Pylos.
- C. 1200 î.Hr. : Cultura proto-scitică Srubna se extinde în întreaga zonă Pontică din Volga
- C. 1200 î.Hr. : Cimmerienii încep dominația asupra stepelor din sudul Rusiei
- C. 1200 î.Hr. : Olmecii prosperă în Mezoamerica.
- C. 1200 î.Hr. : San Lorenzo Tenochtitlán la apogeu
- C. 1200 î.Hr. : Anticii Pueblo în America de Nord.
- C. 1200 î.Hr. : Lupta din Tollense River Valley, din nordul Germaniei.

## Oameni importanți
- Hercule
- Elena din Sparta
- Ramses II - faraonul Egiptului
- Merneptah - faraon
- Amenmesse - faraon
- Tezeu
- Egeu
- Pangeng

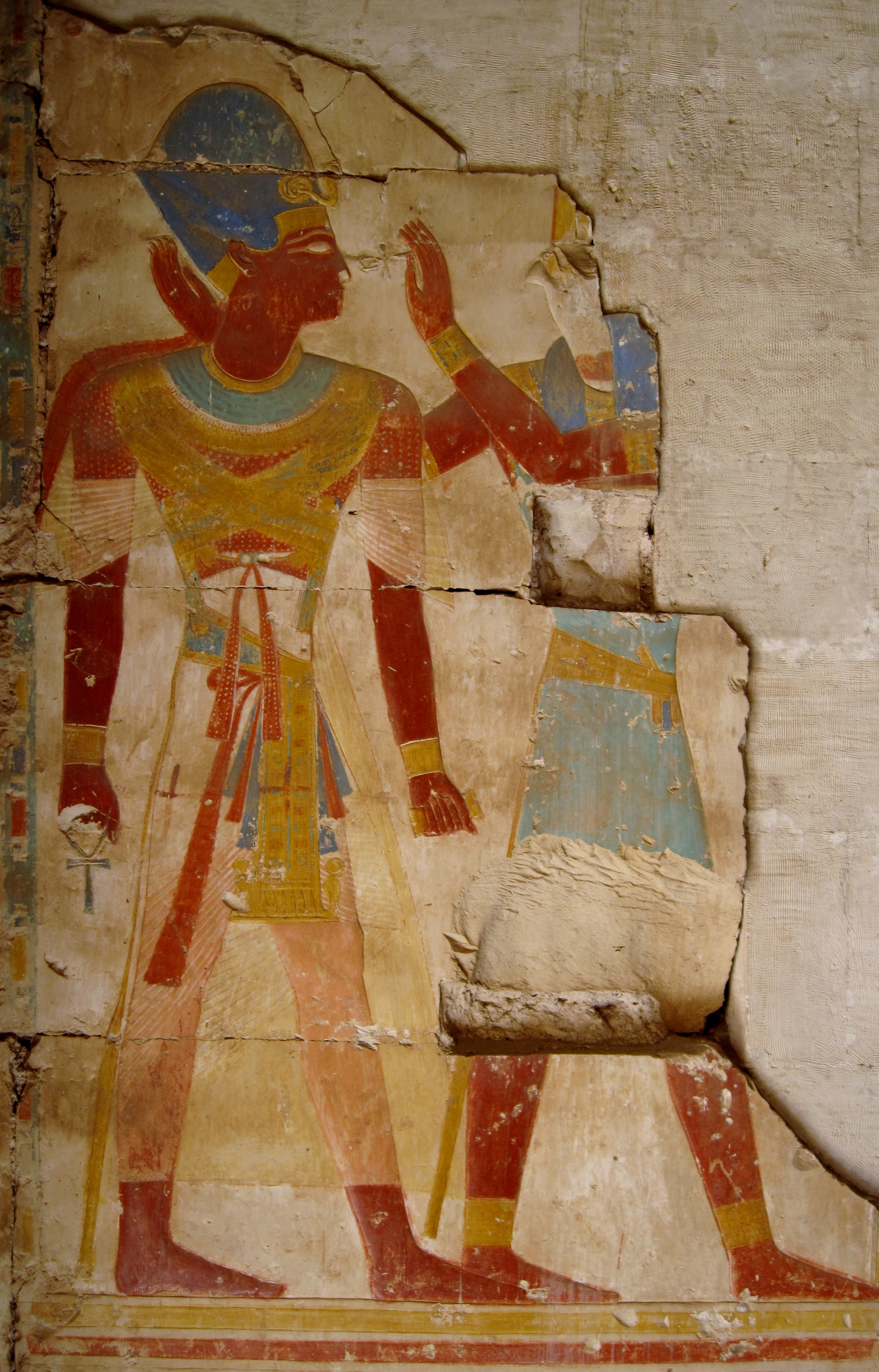
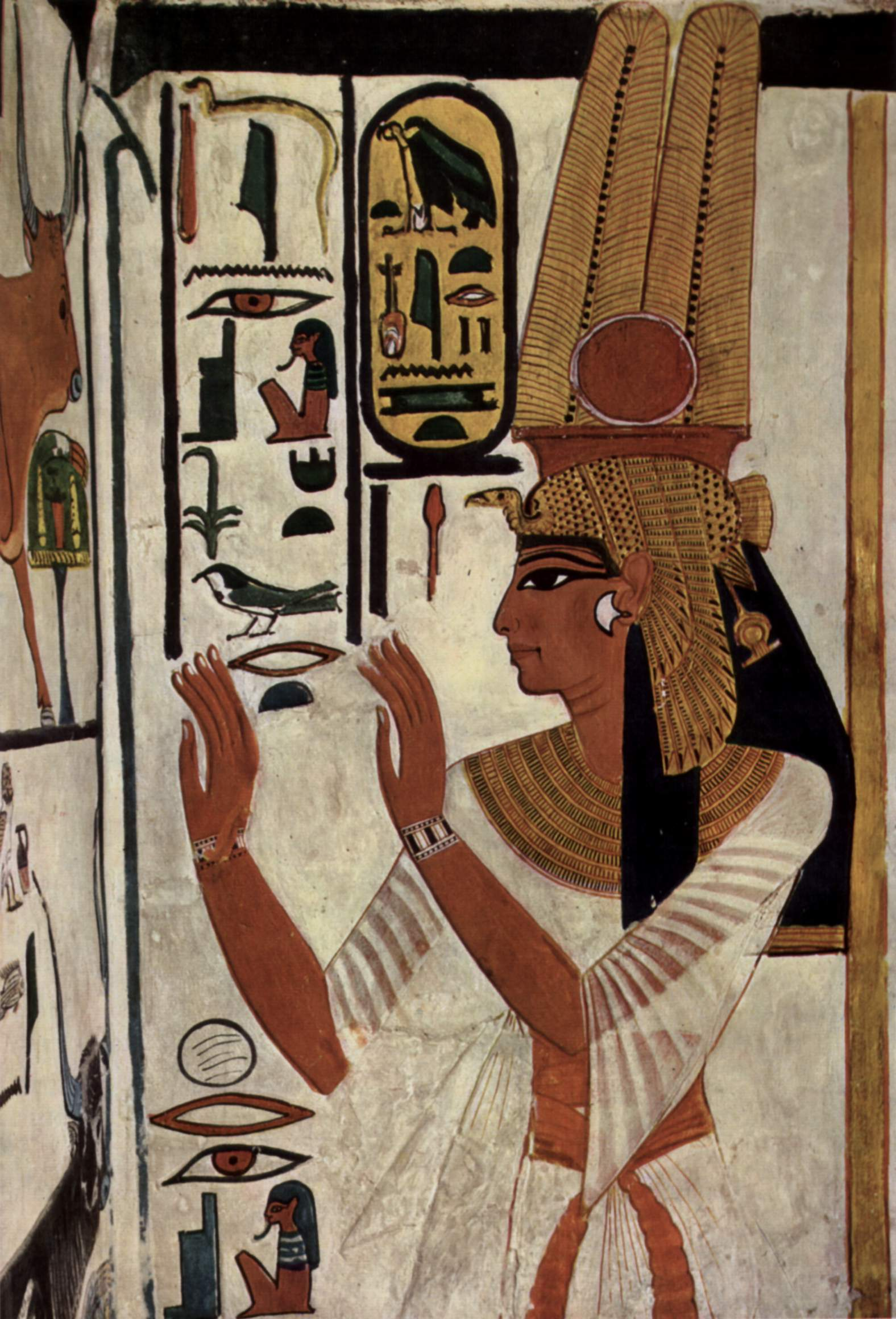
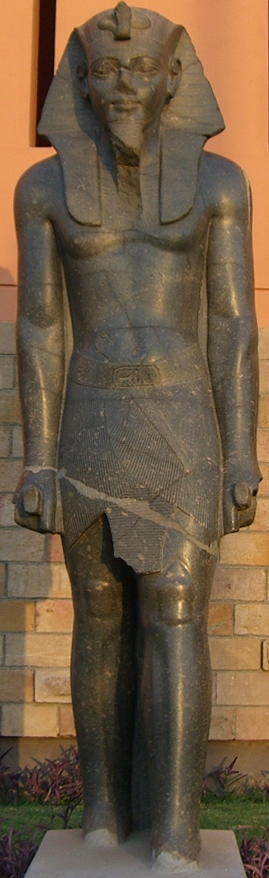
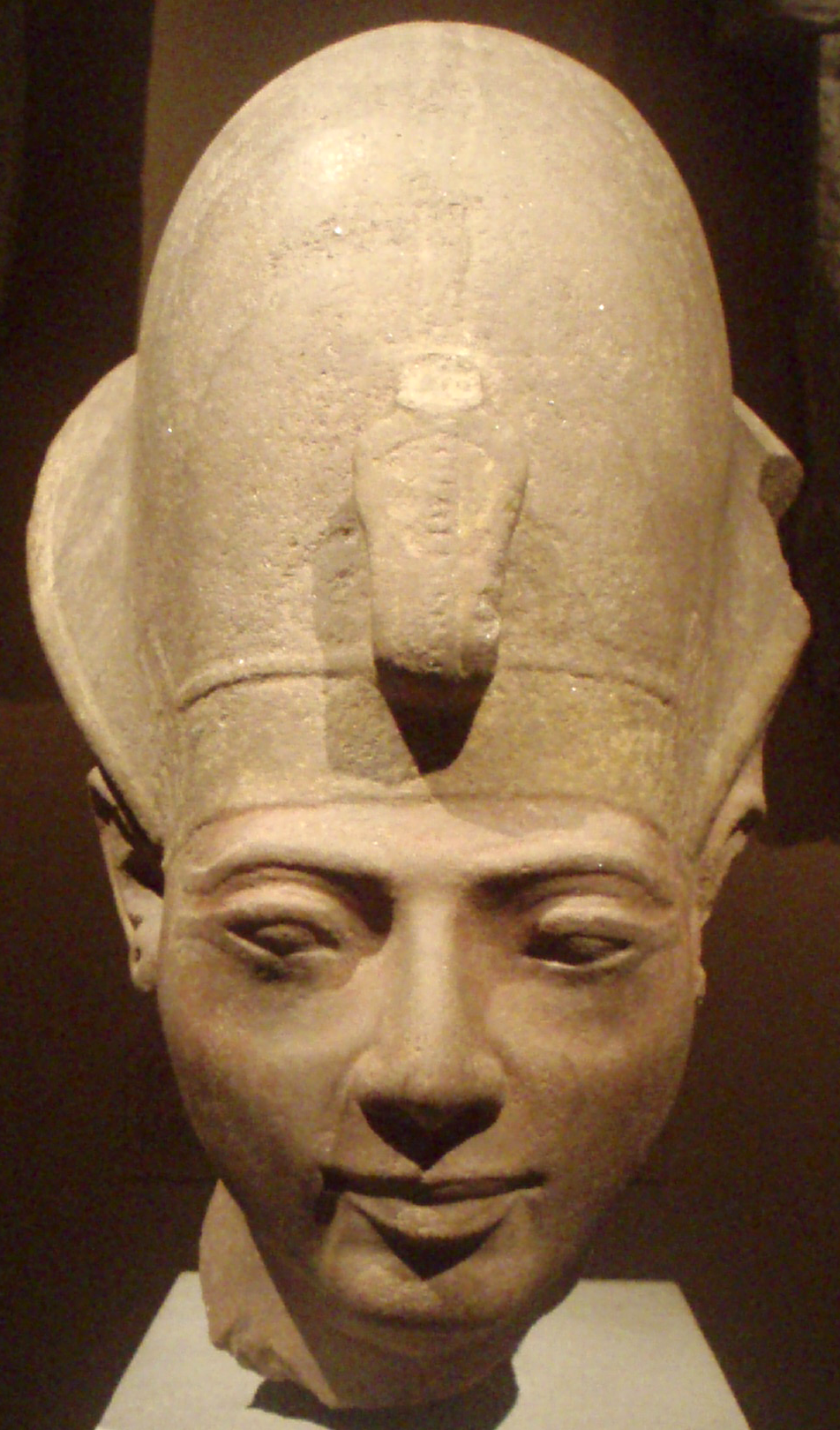
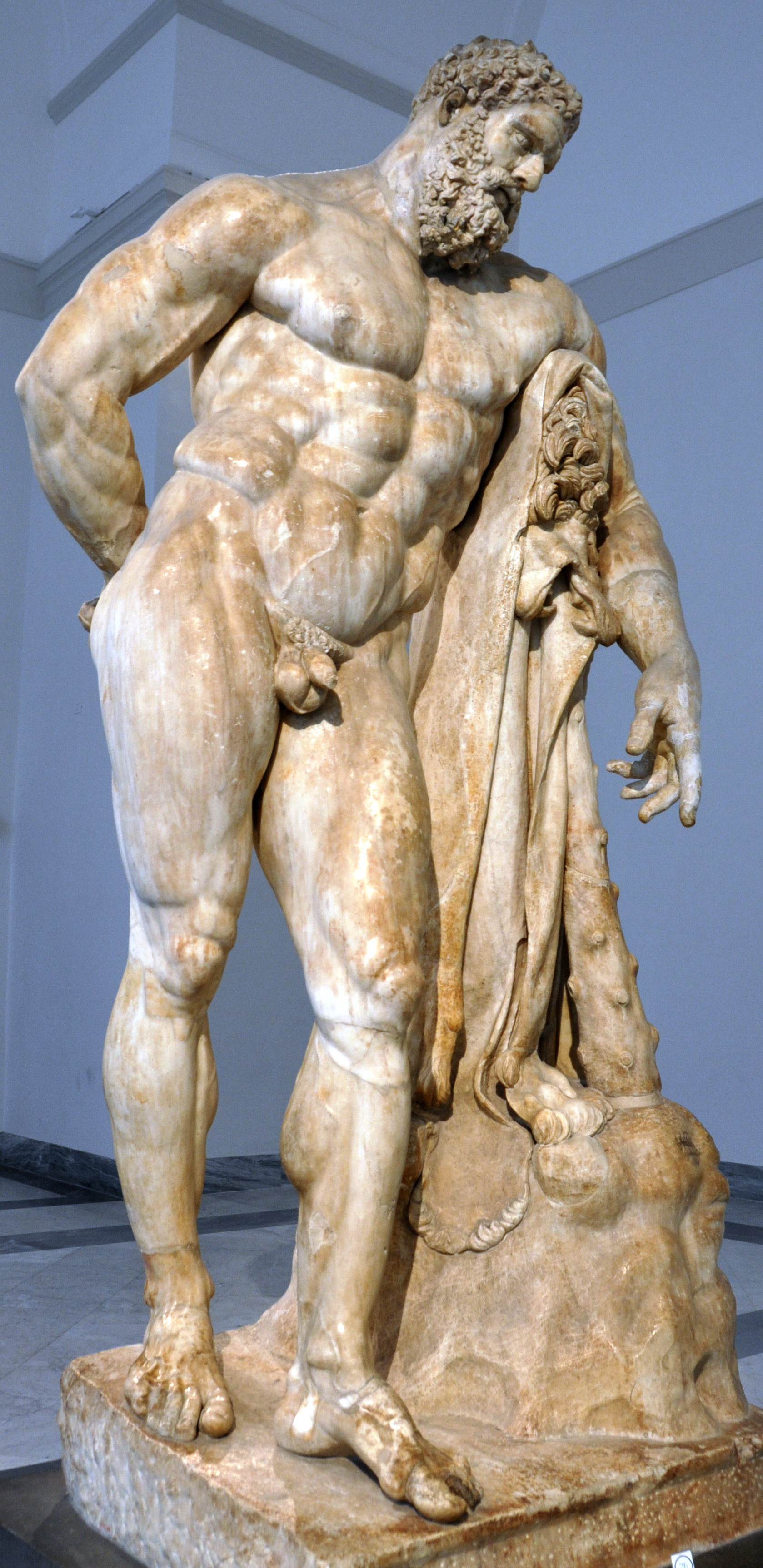
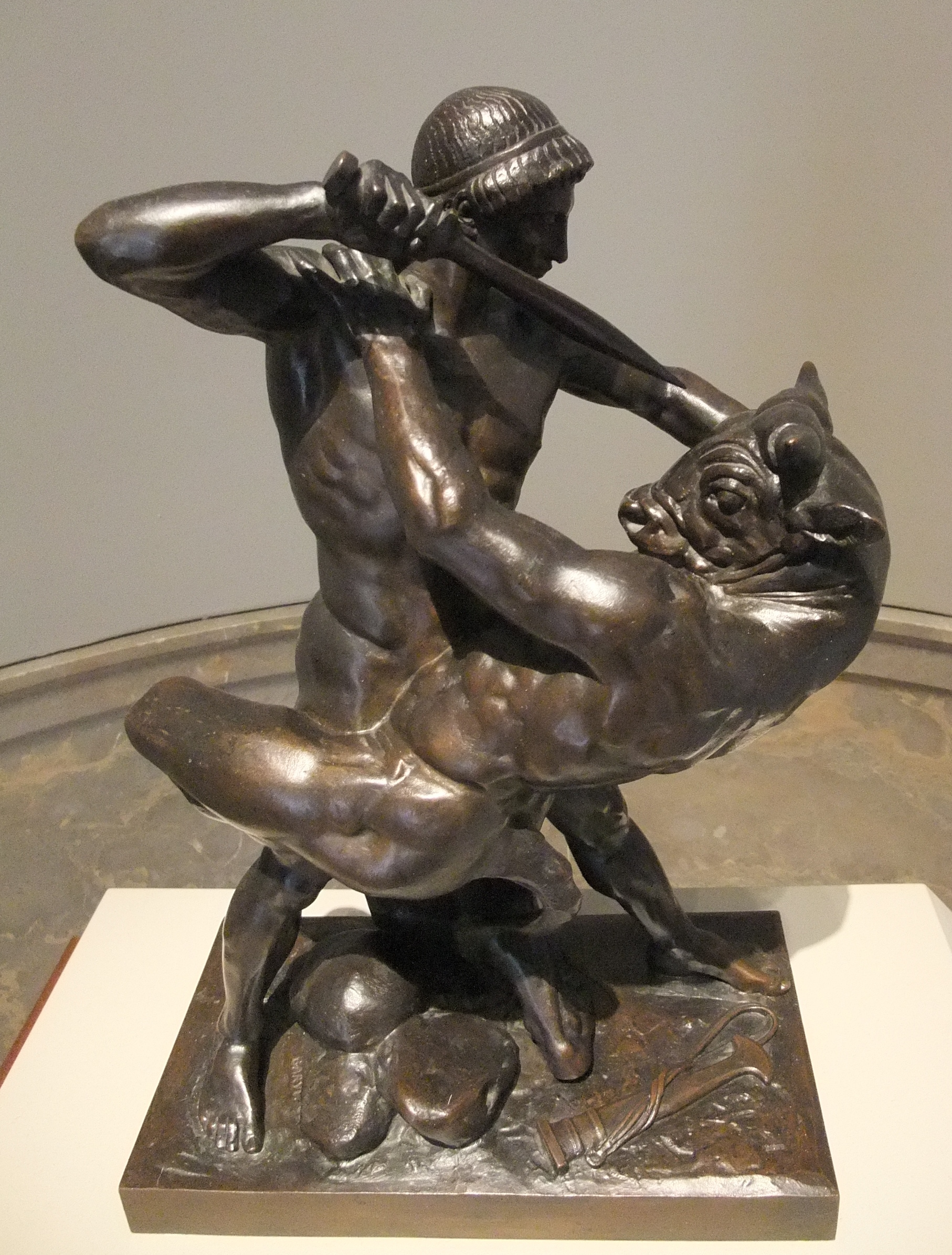
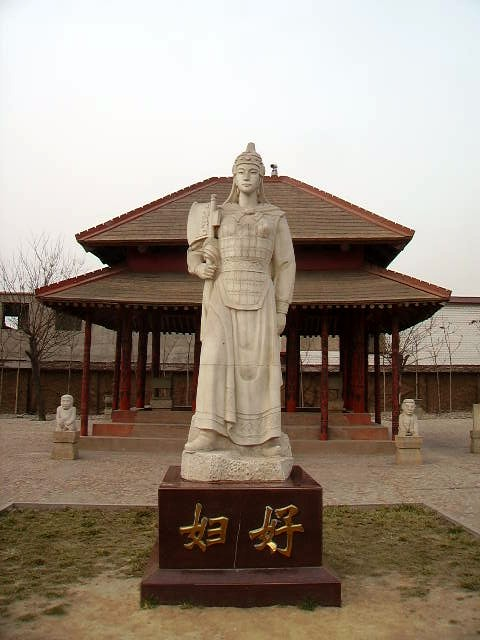
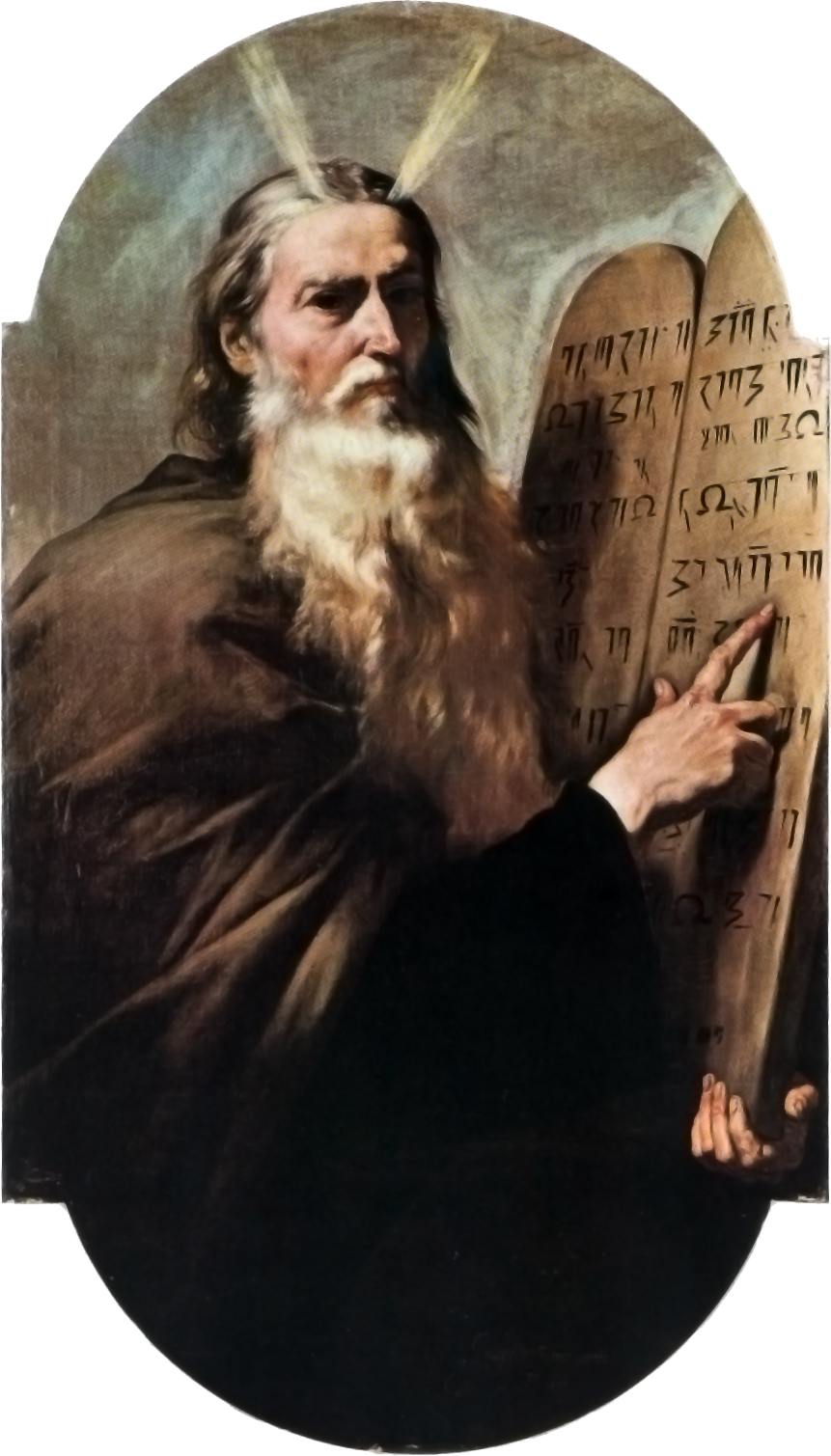

- Moise - profetul eliberator al evreilor și conducătorul Exodului Biblic din Egipt
- Fu Hao

### Obiecte arheologice

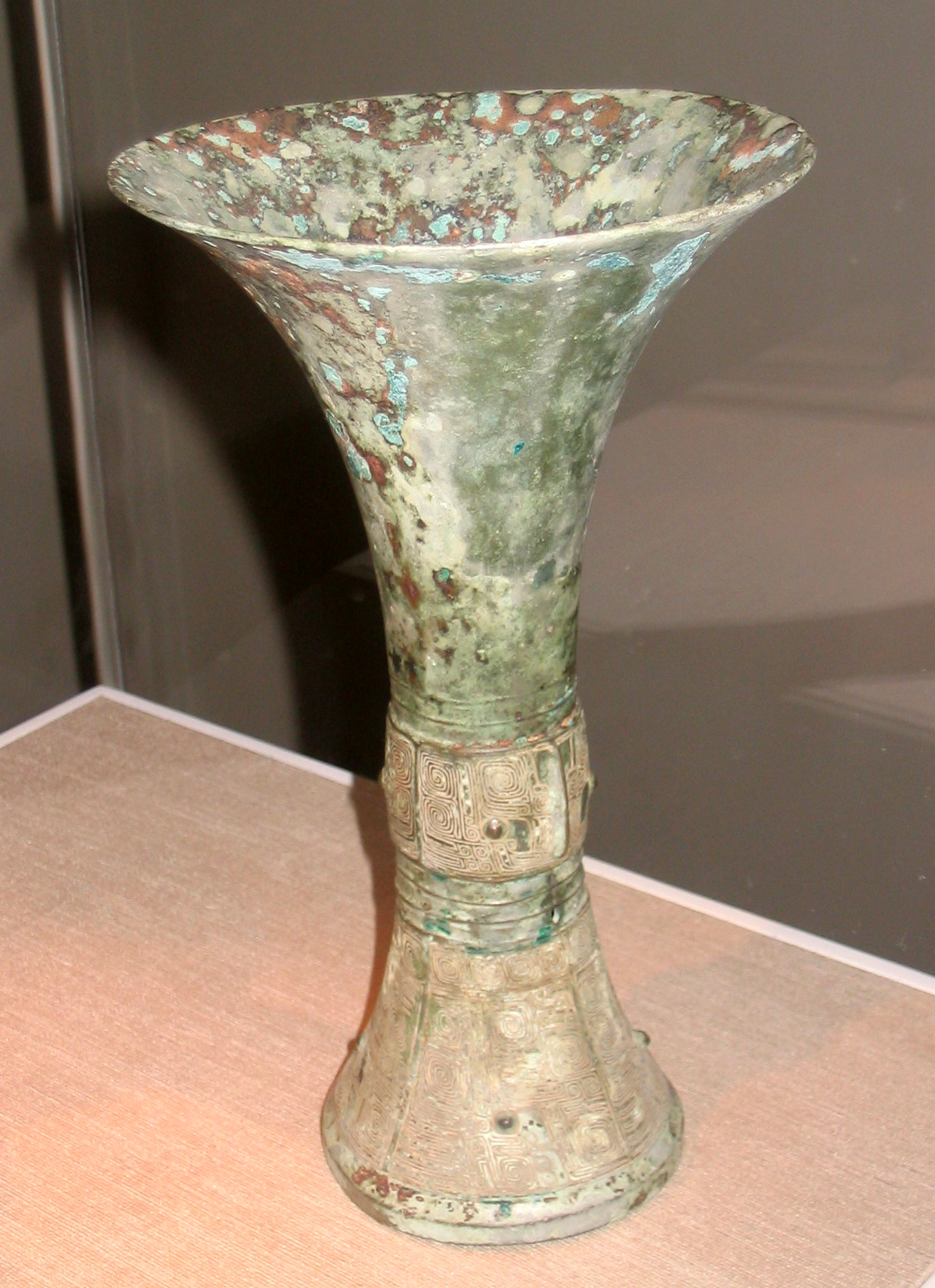
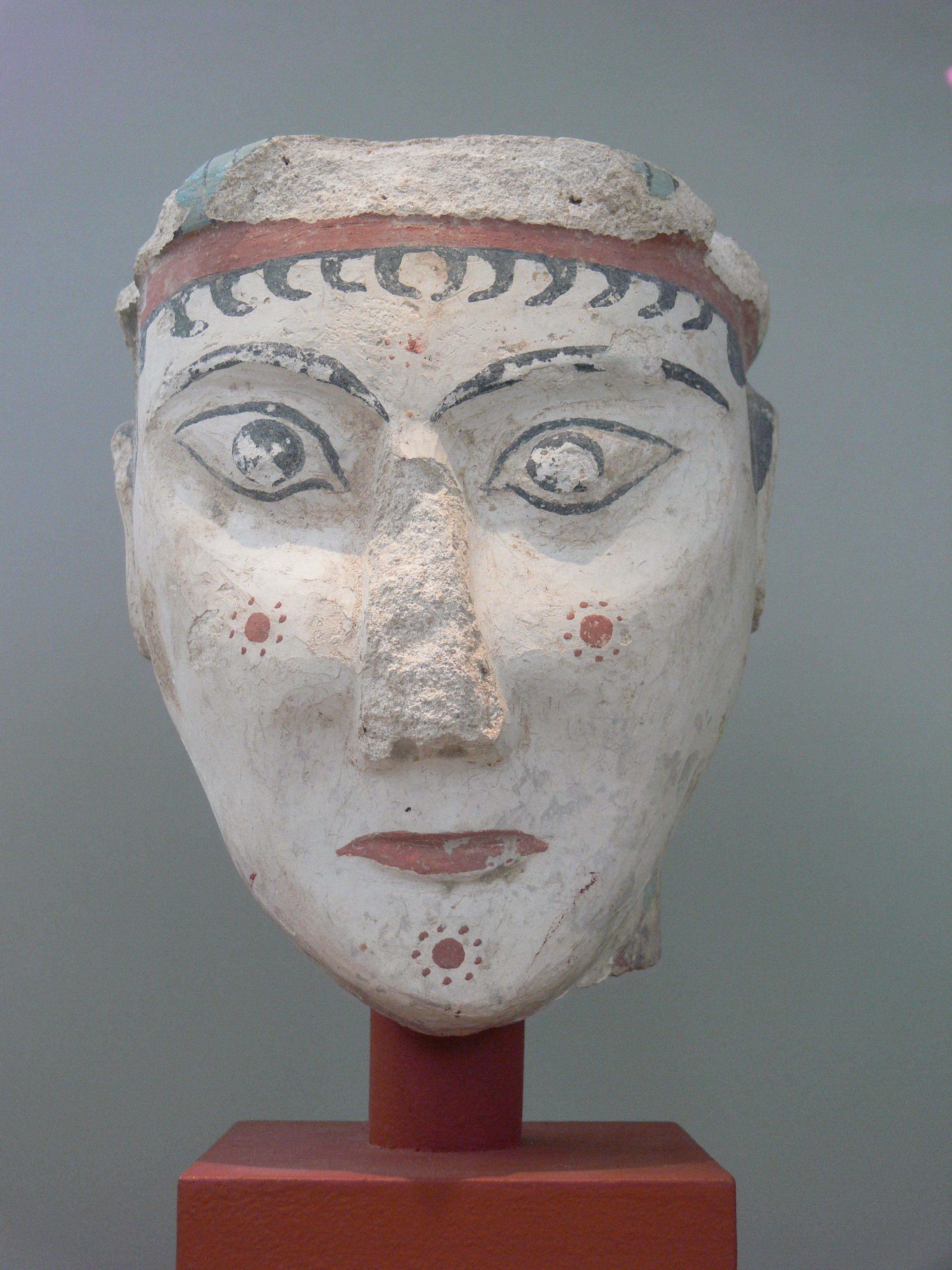
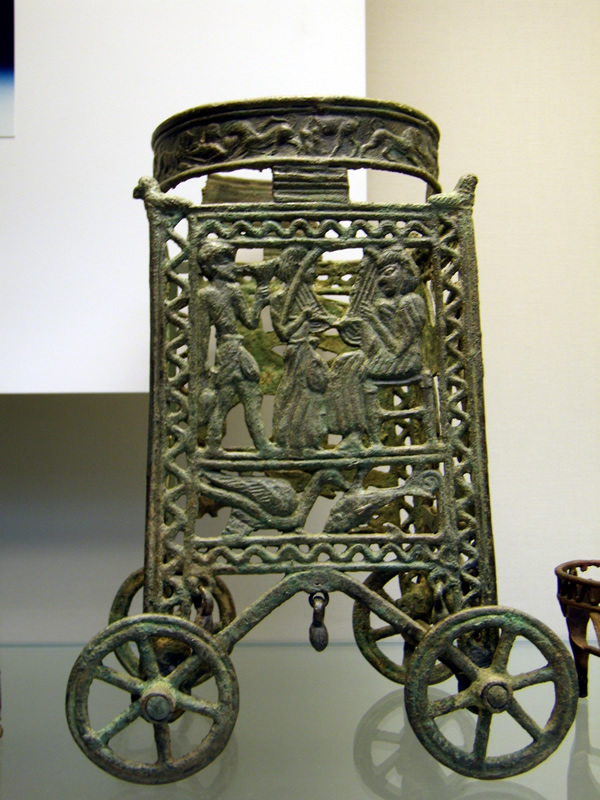
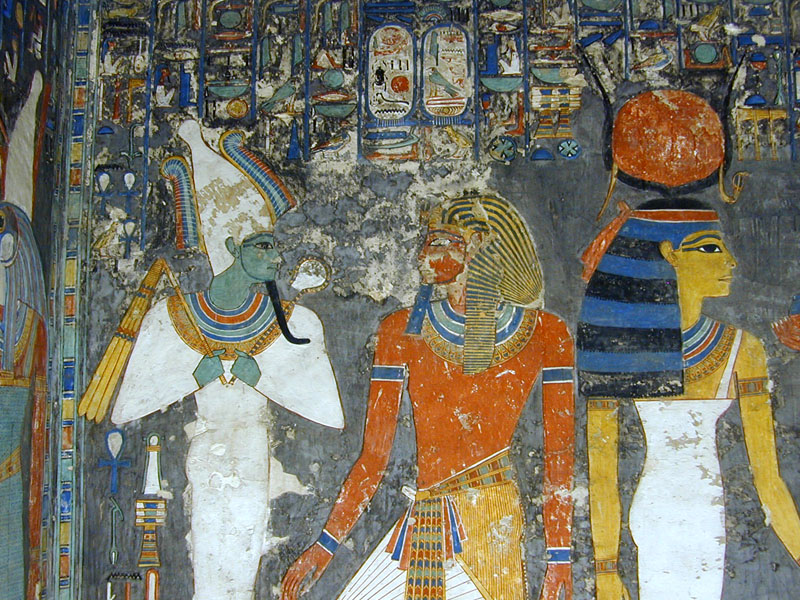
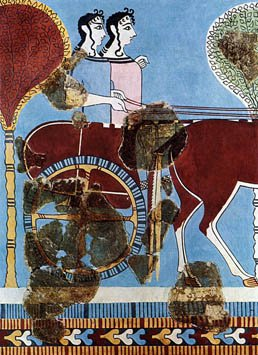
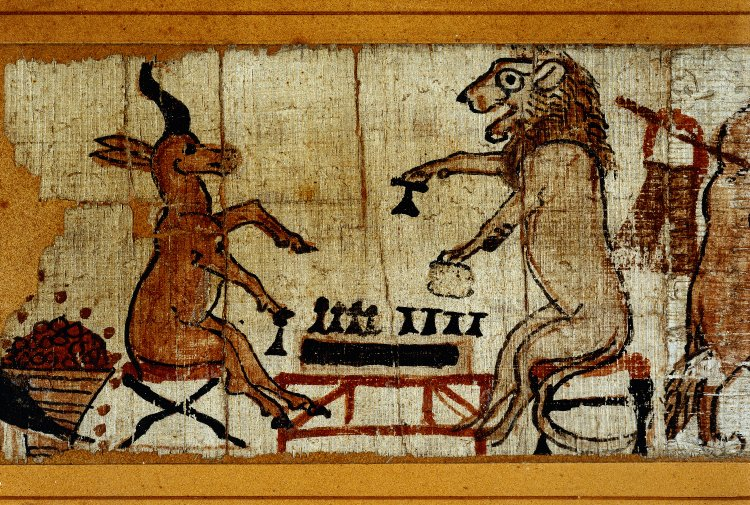
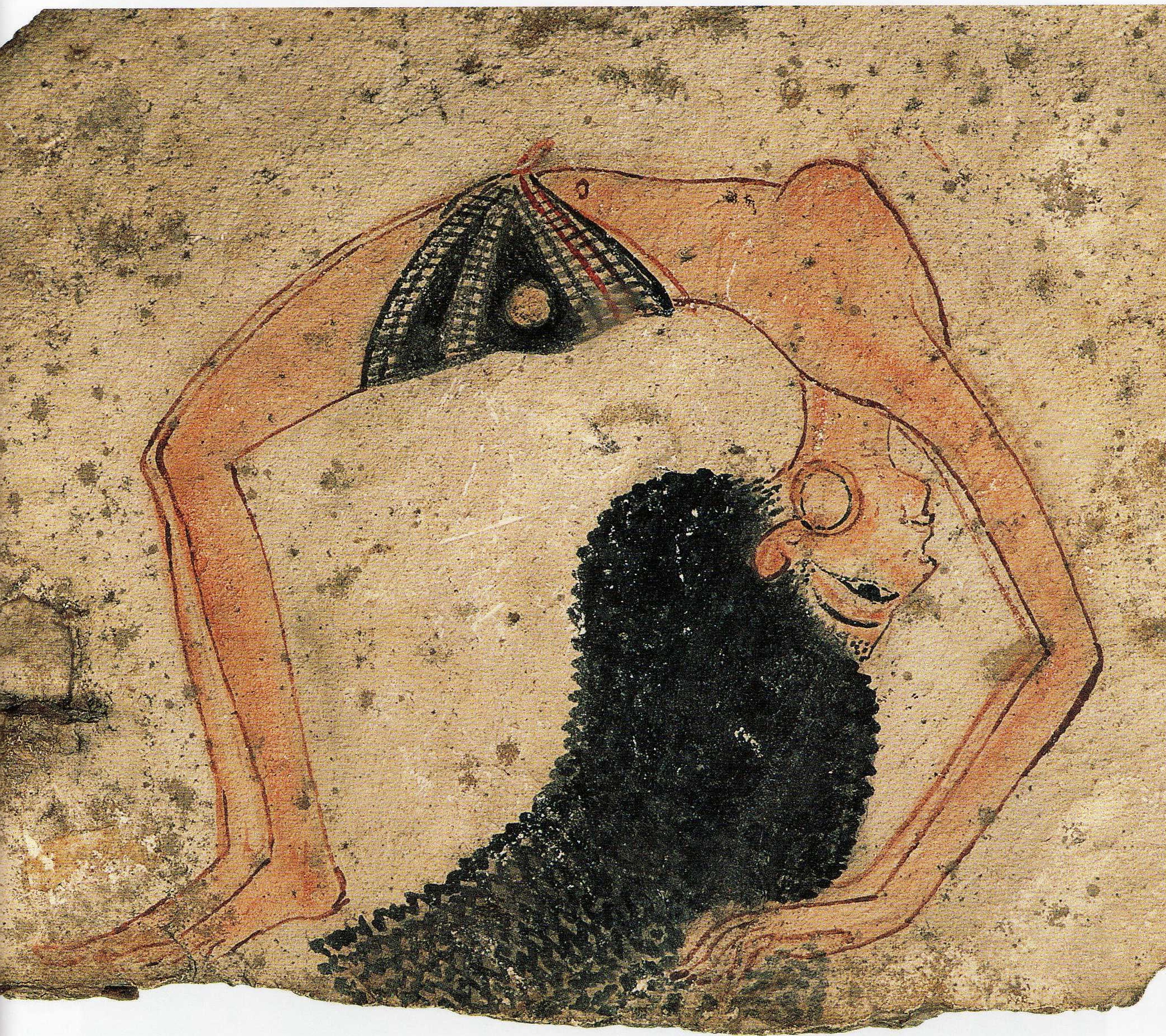
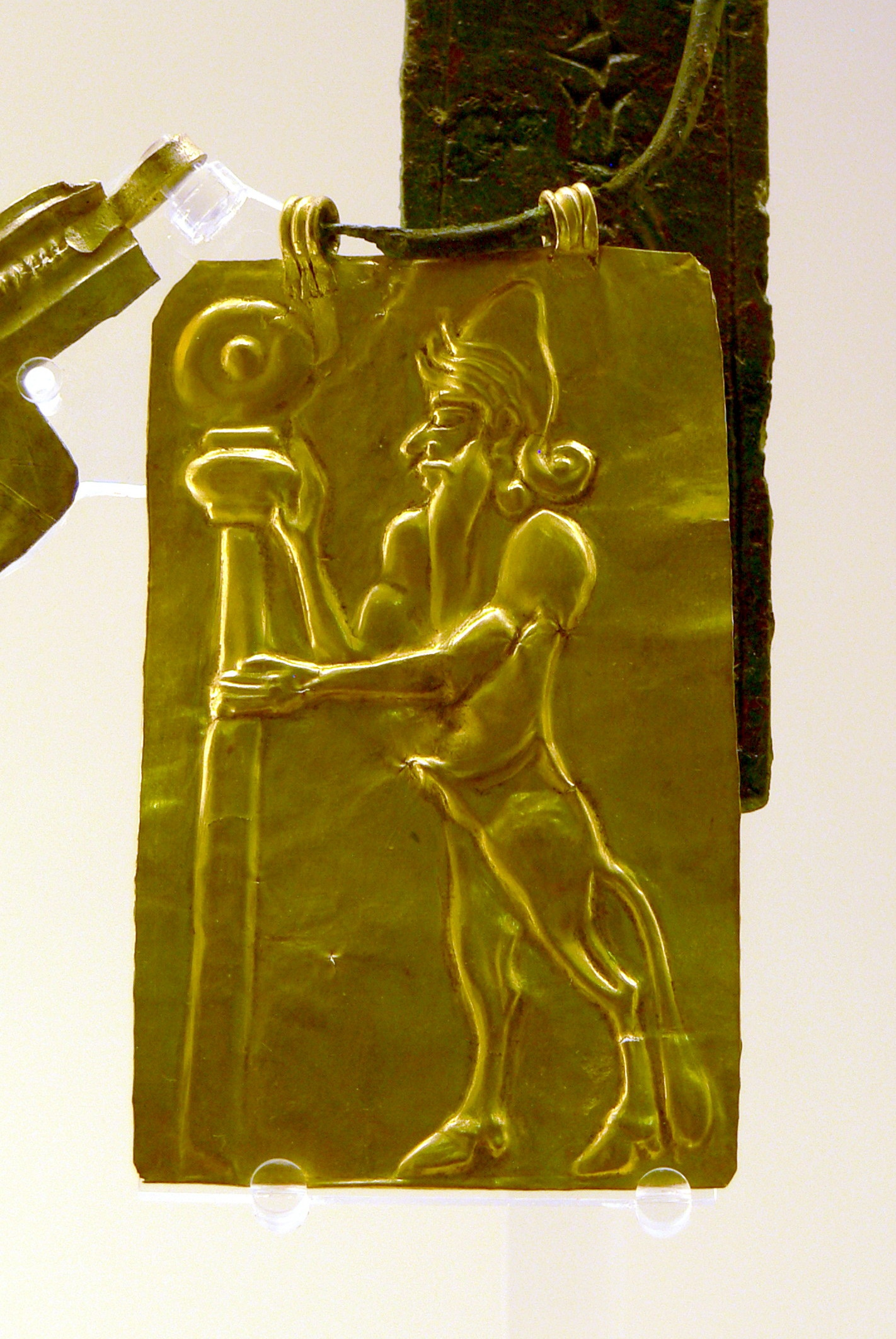
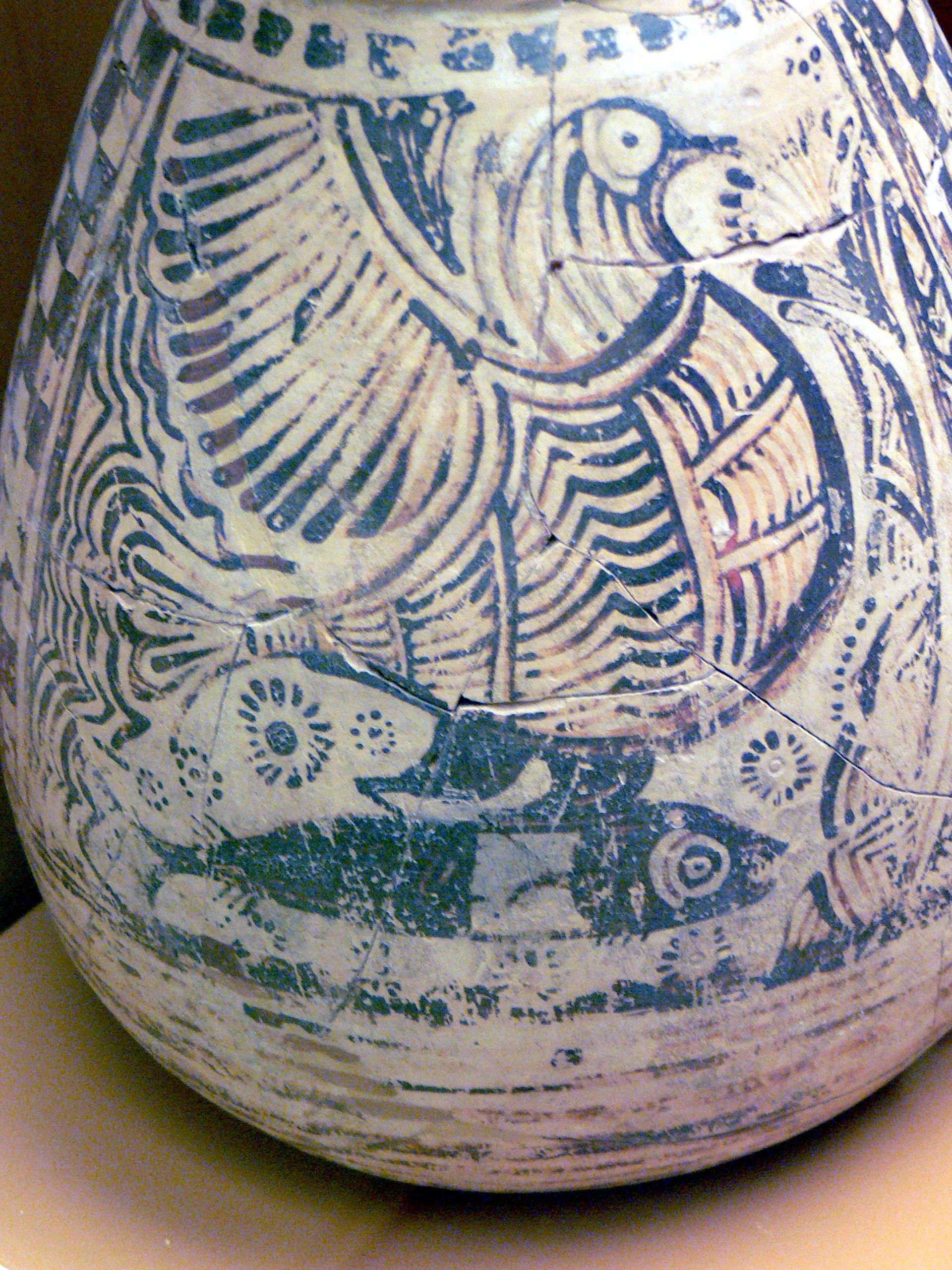
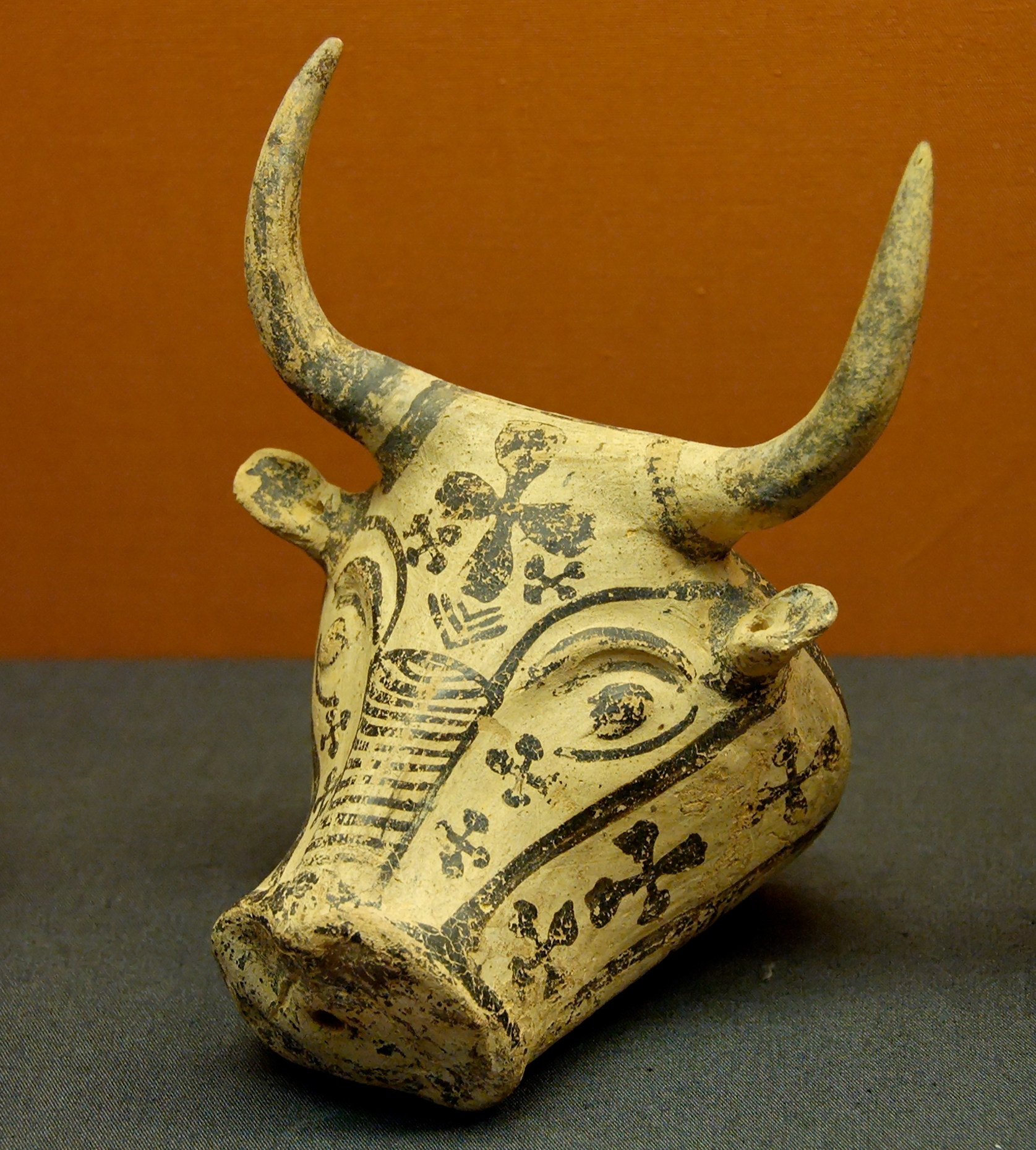
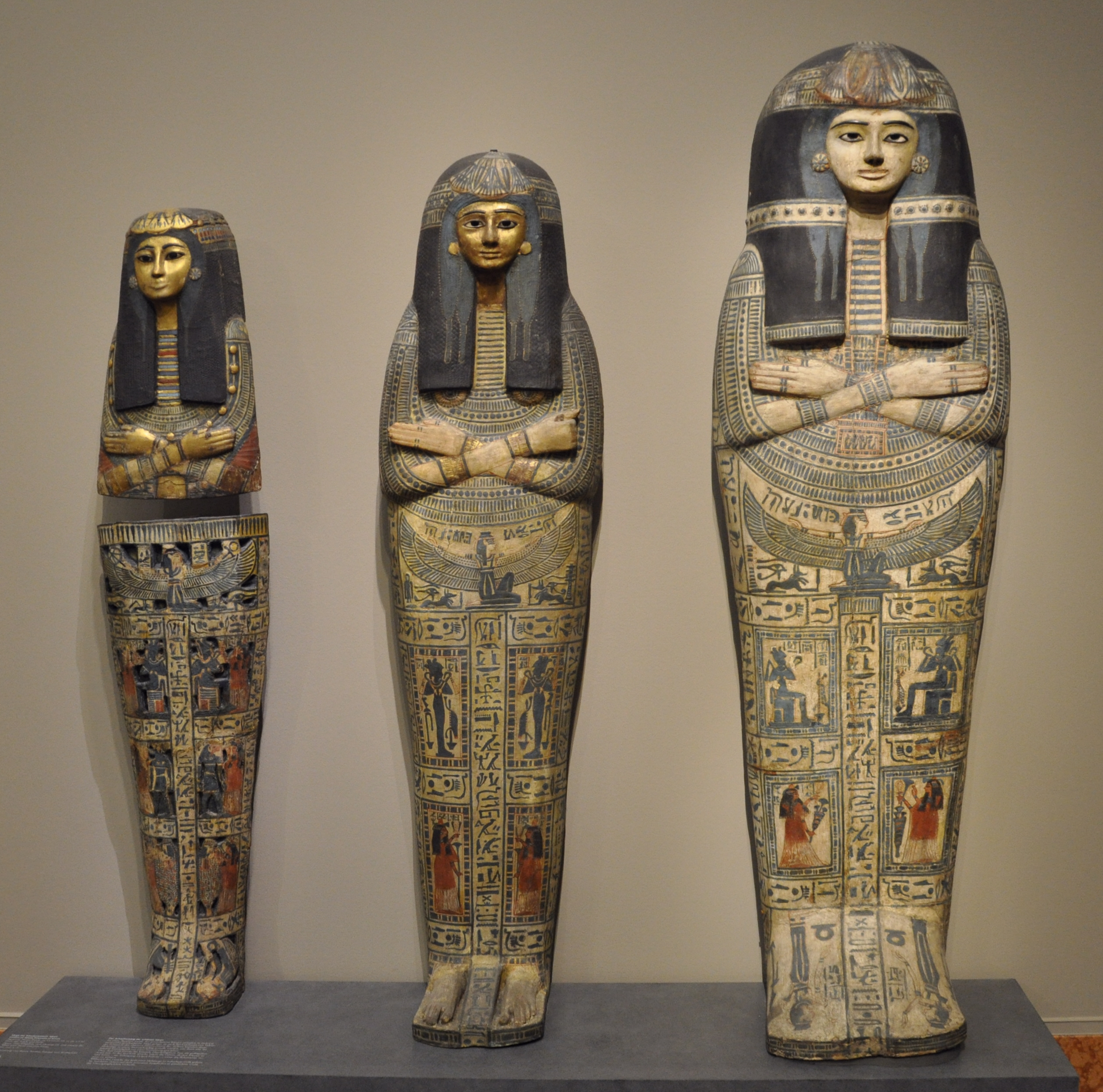
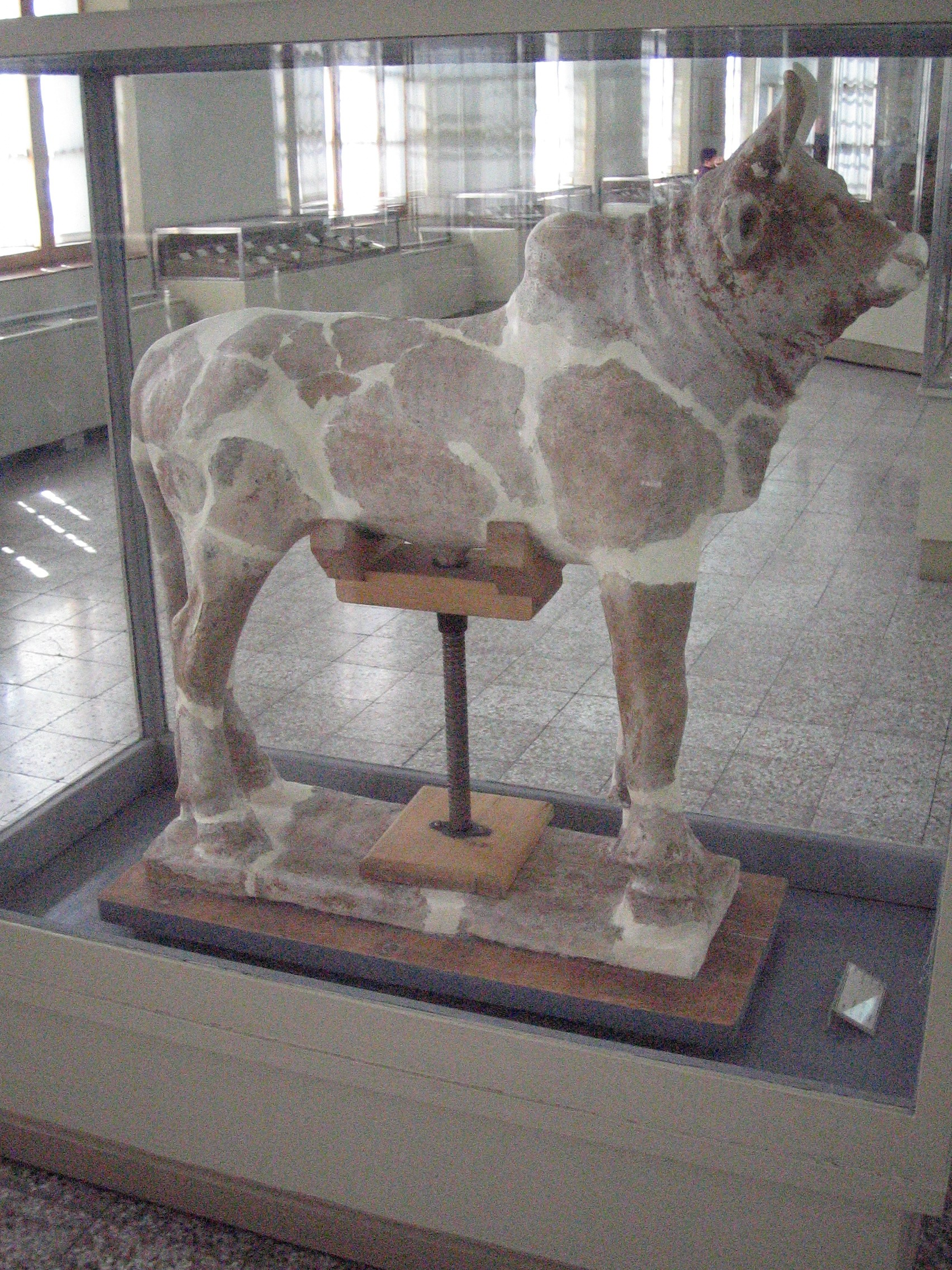
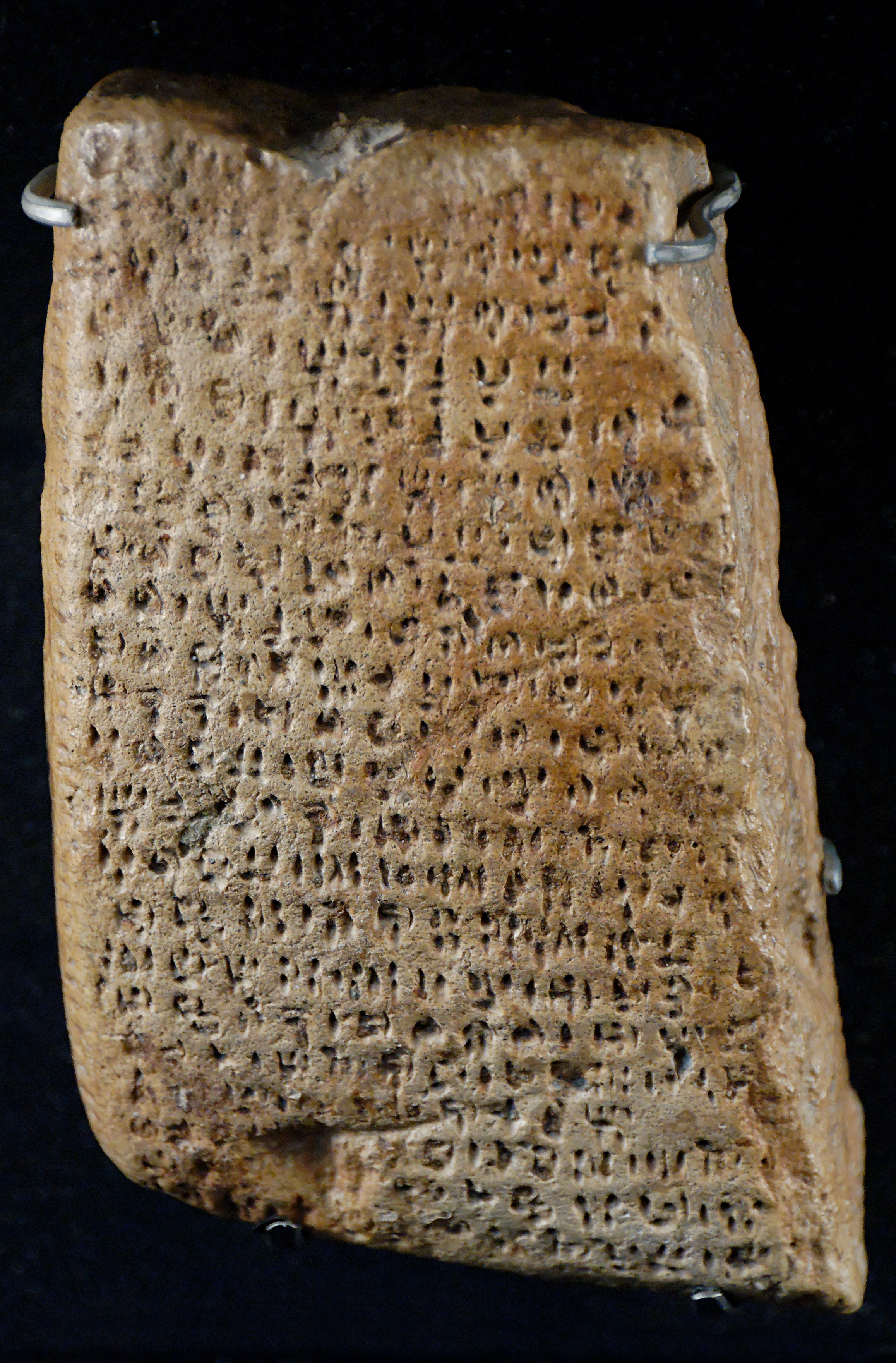
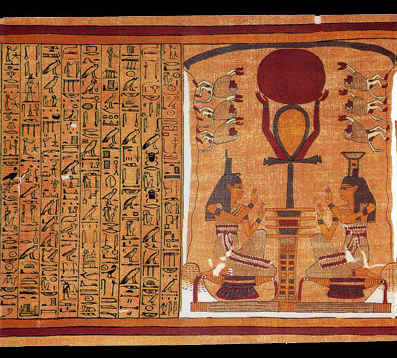
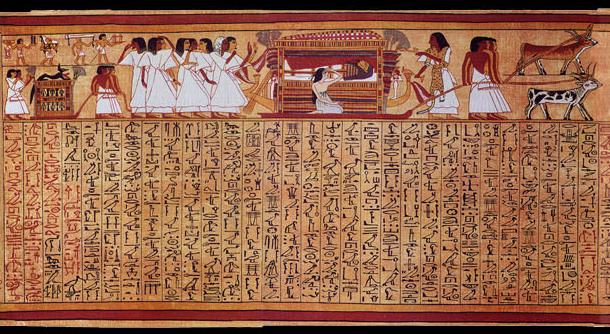
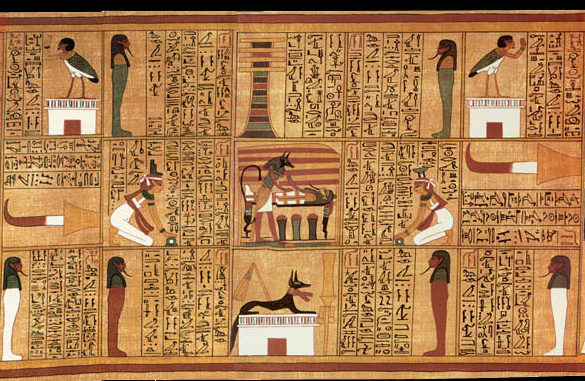
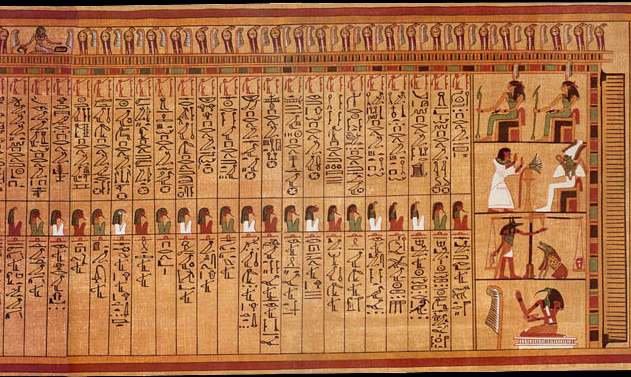
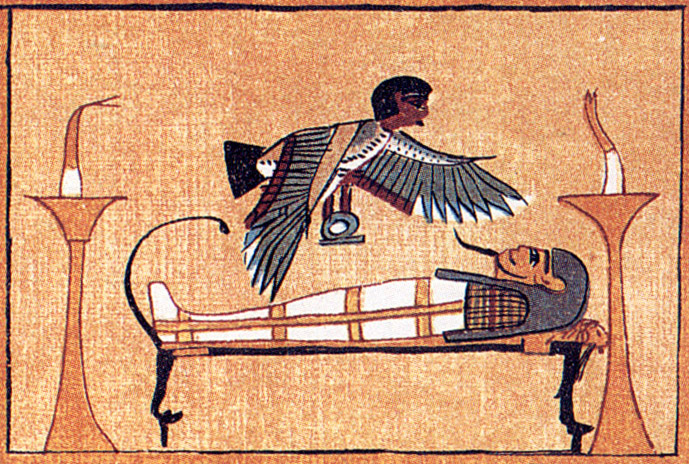
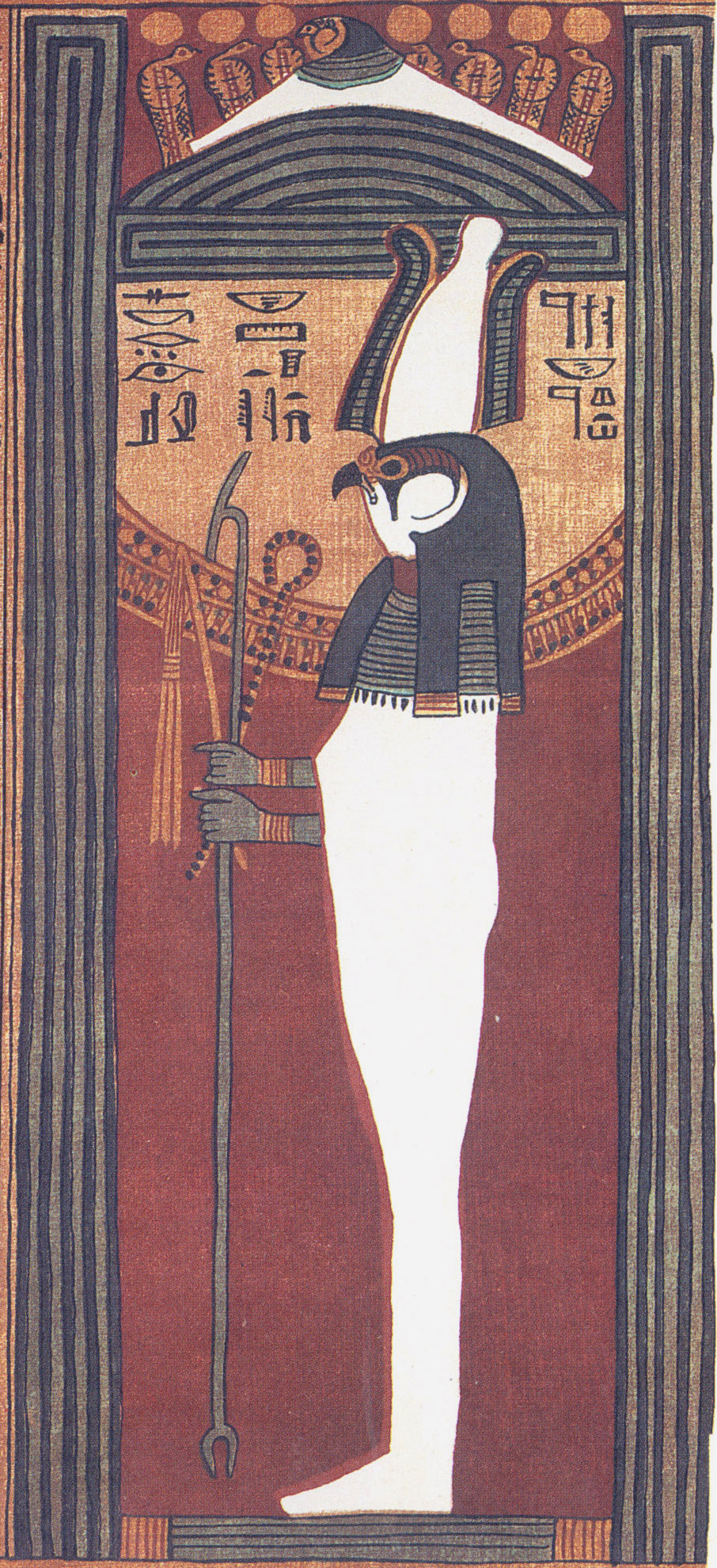
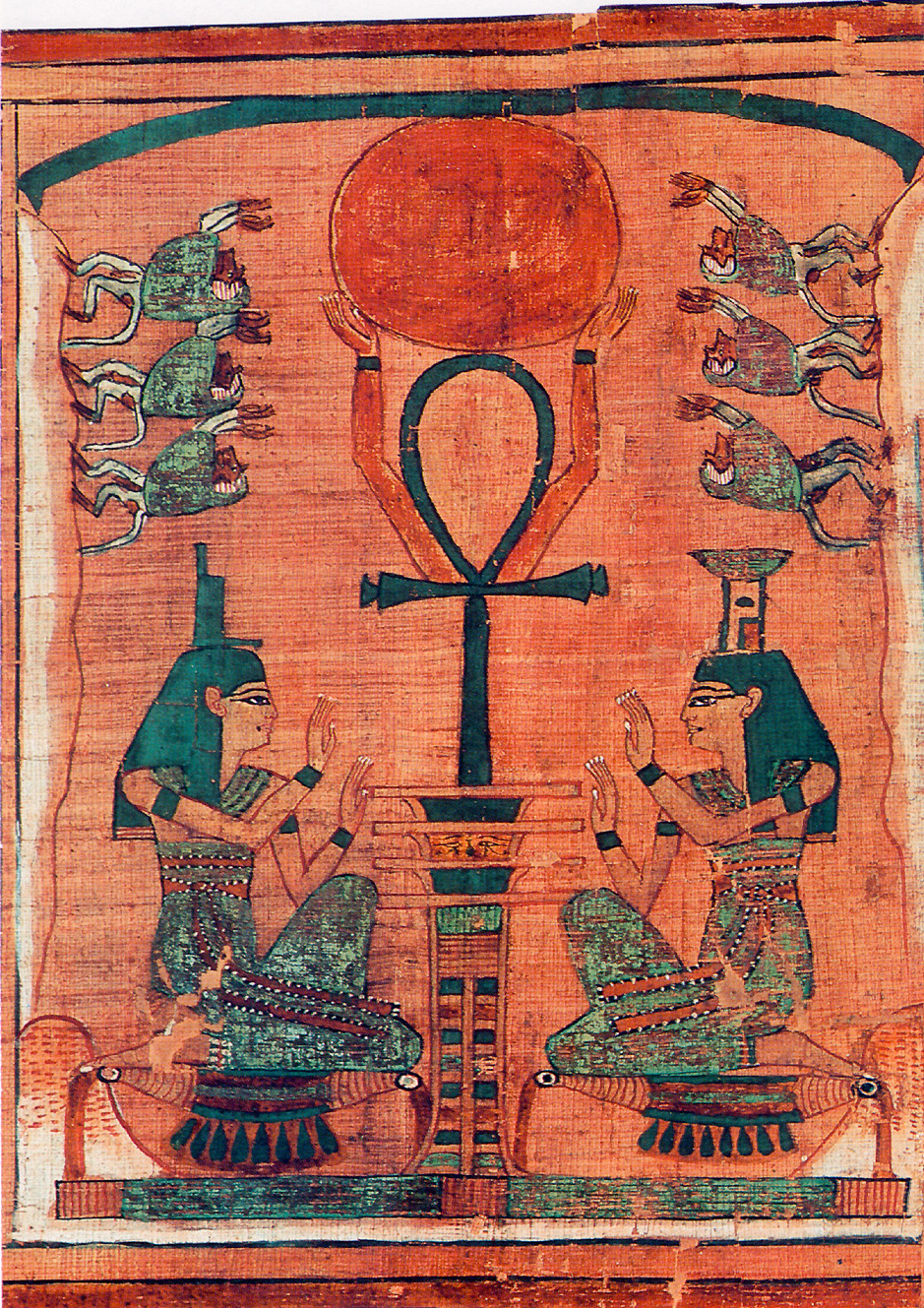
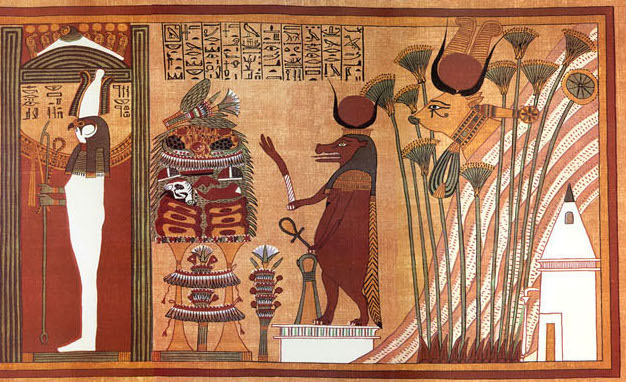
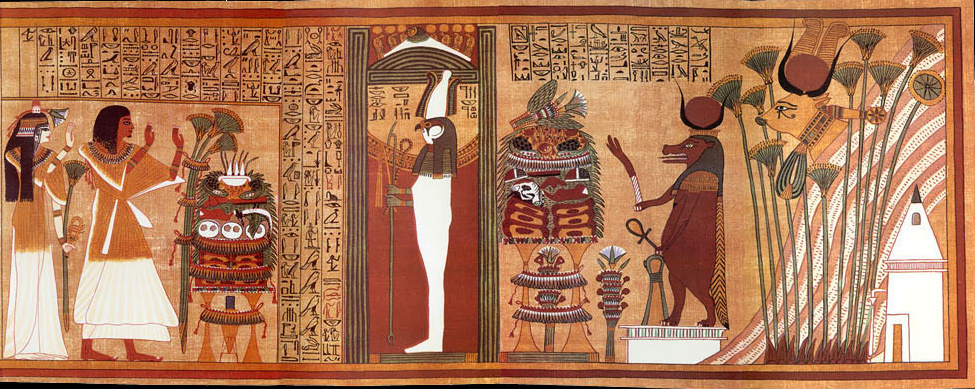
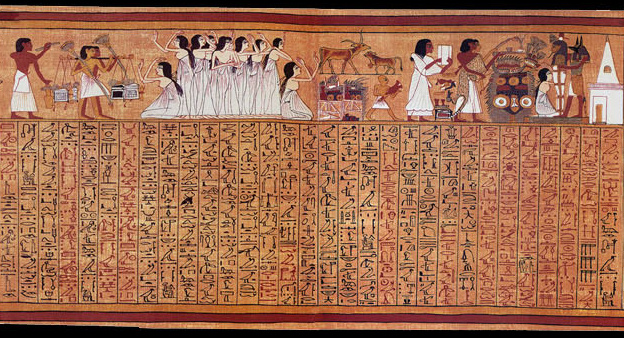
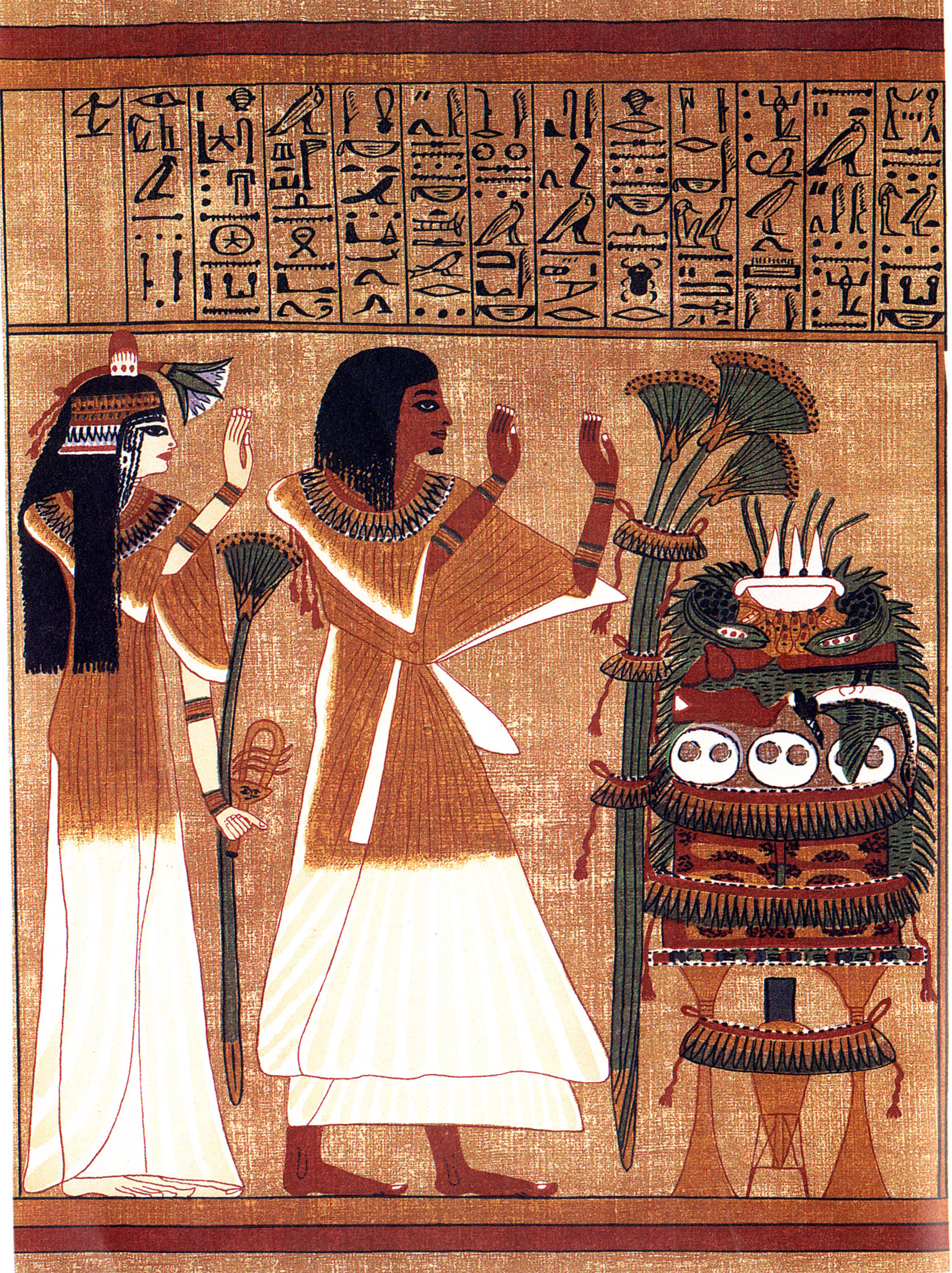
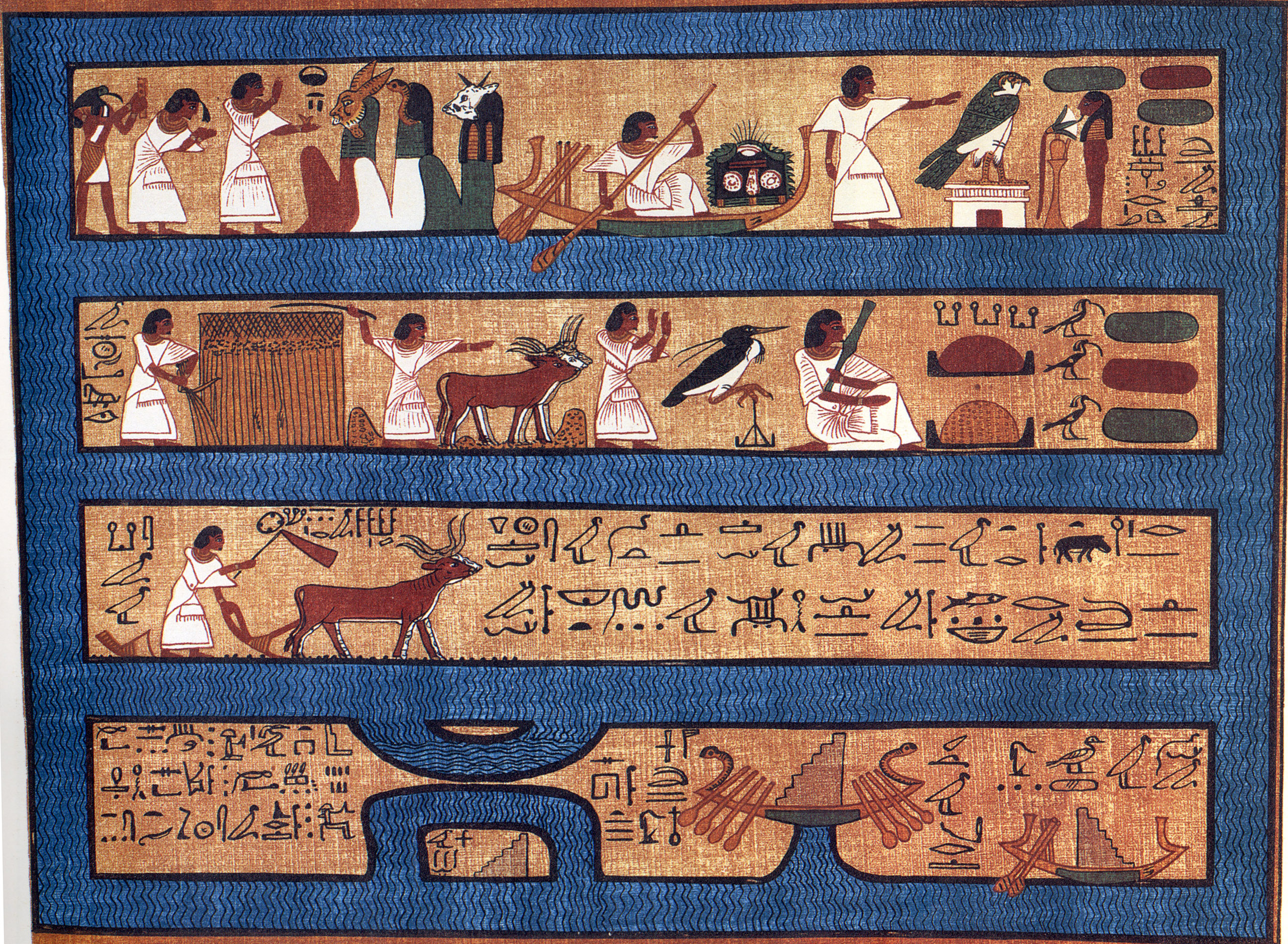
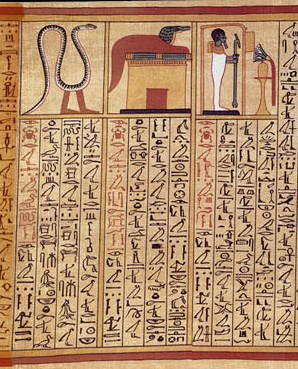
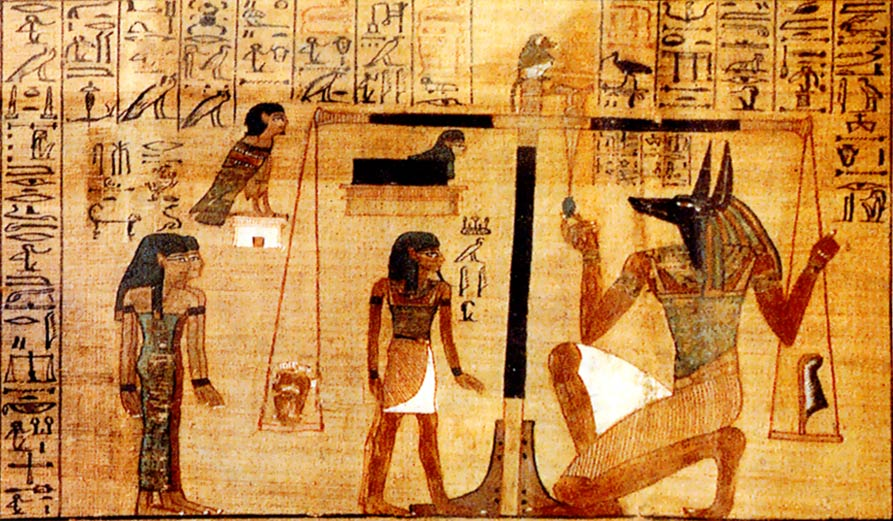
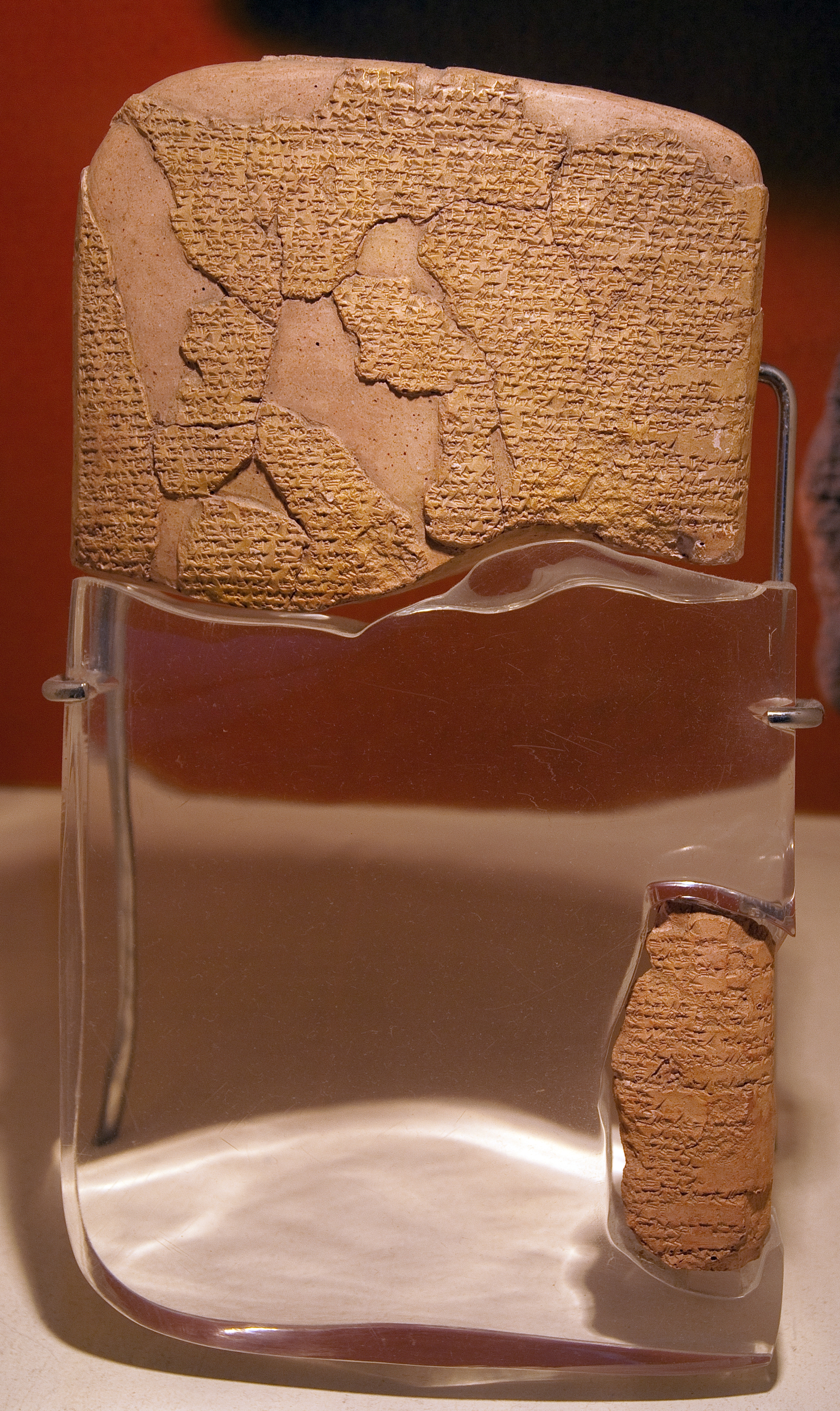
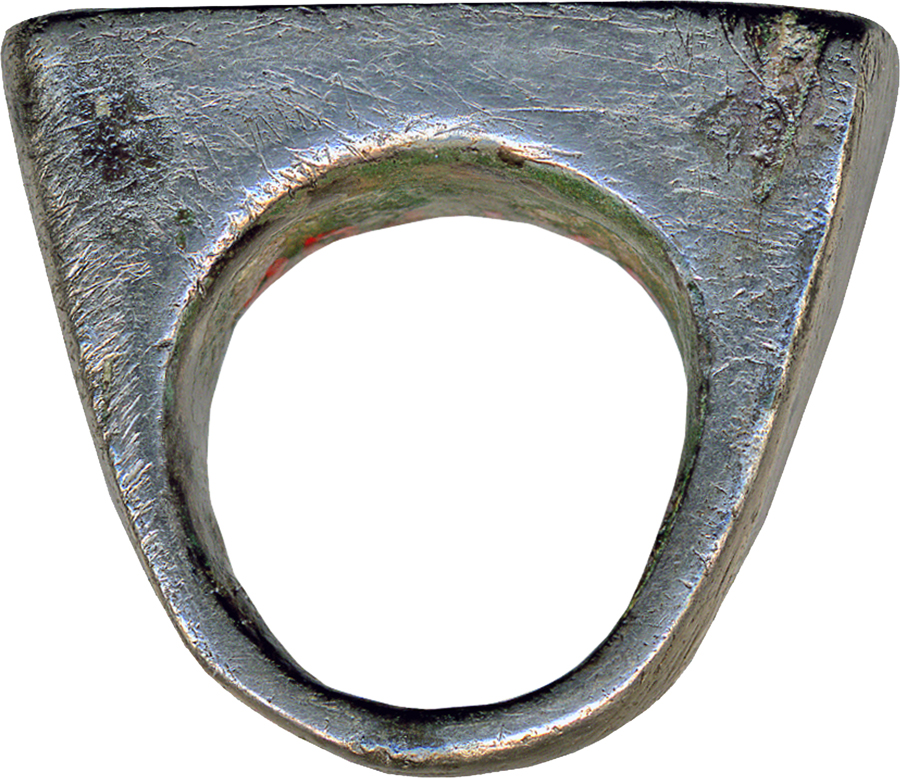
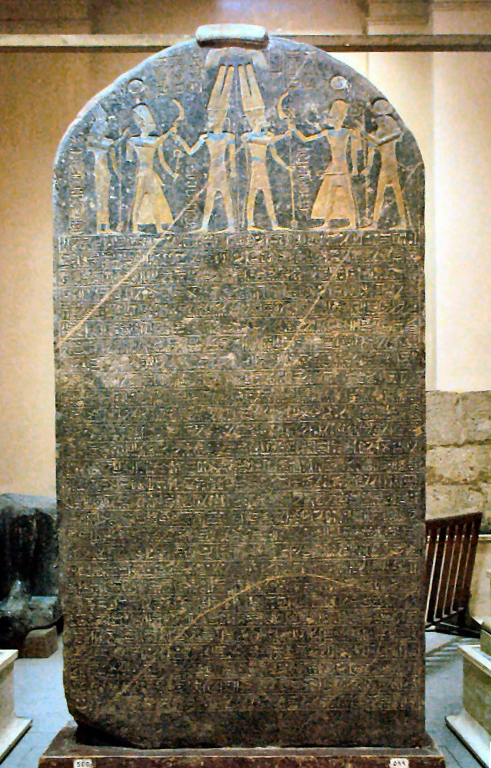
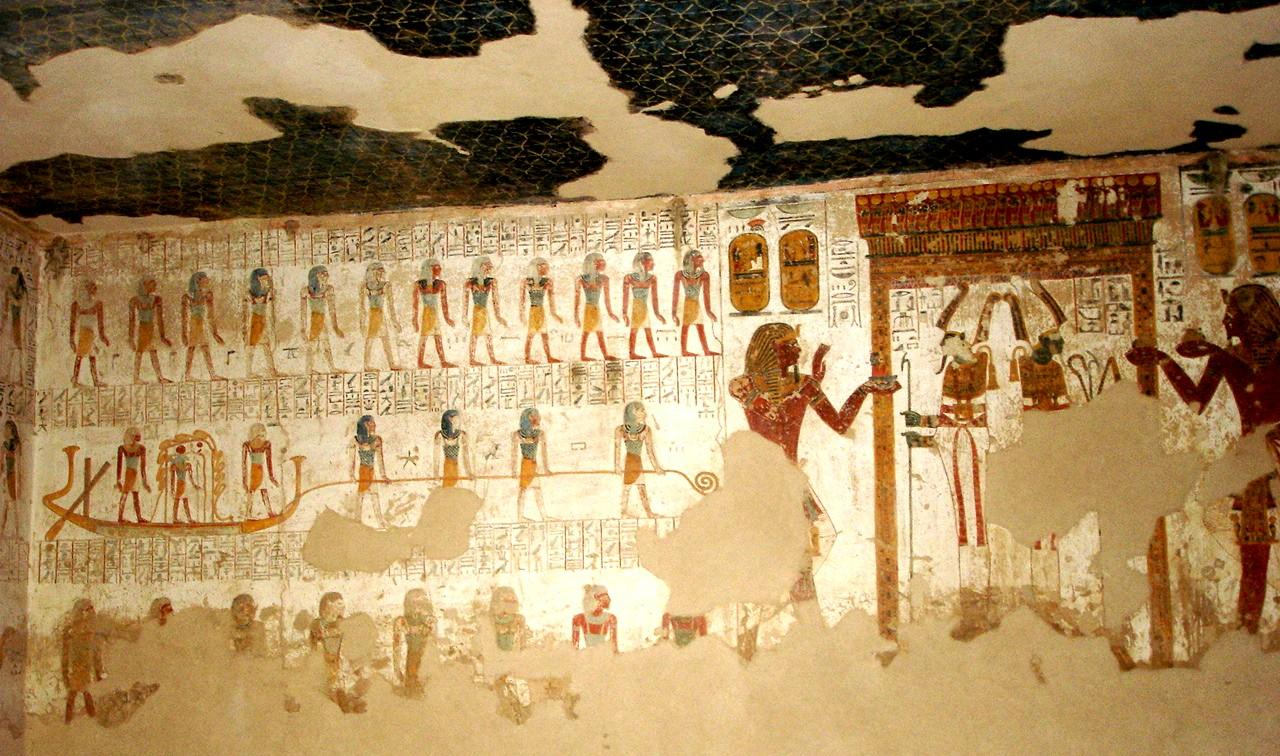
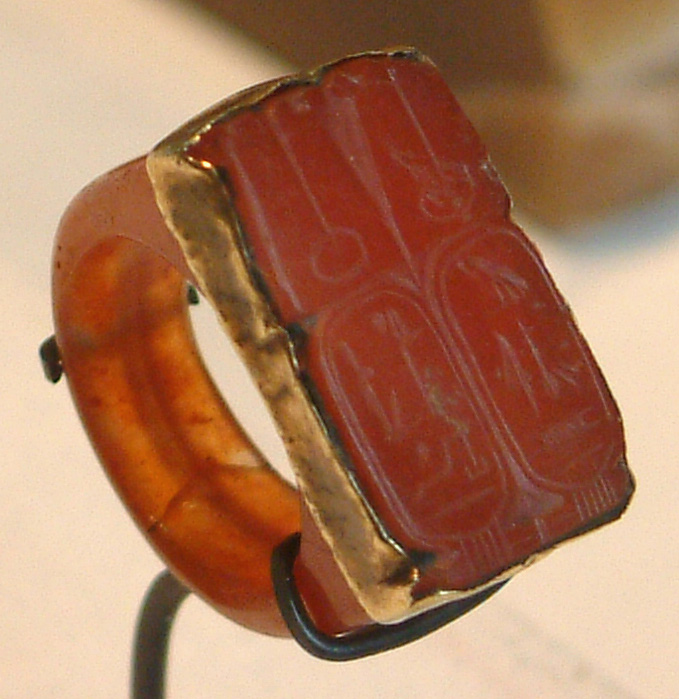
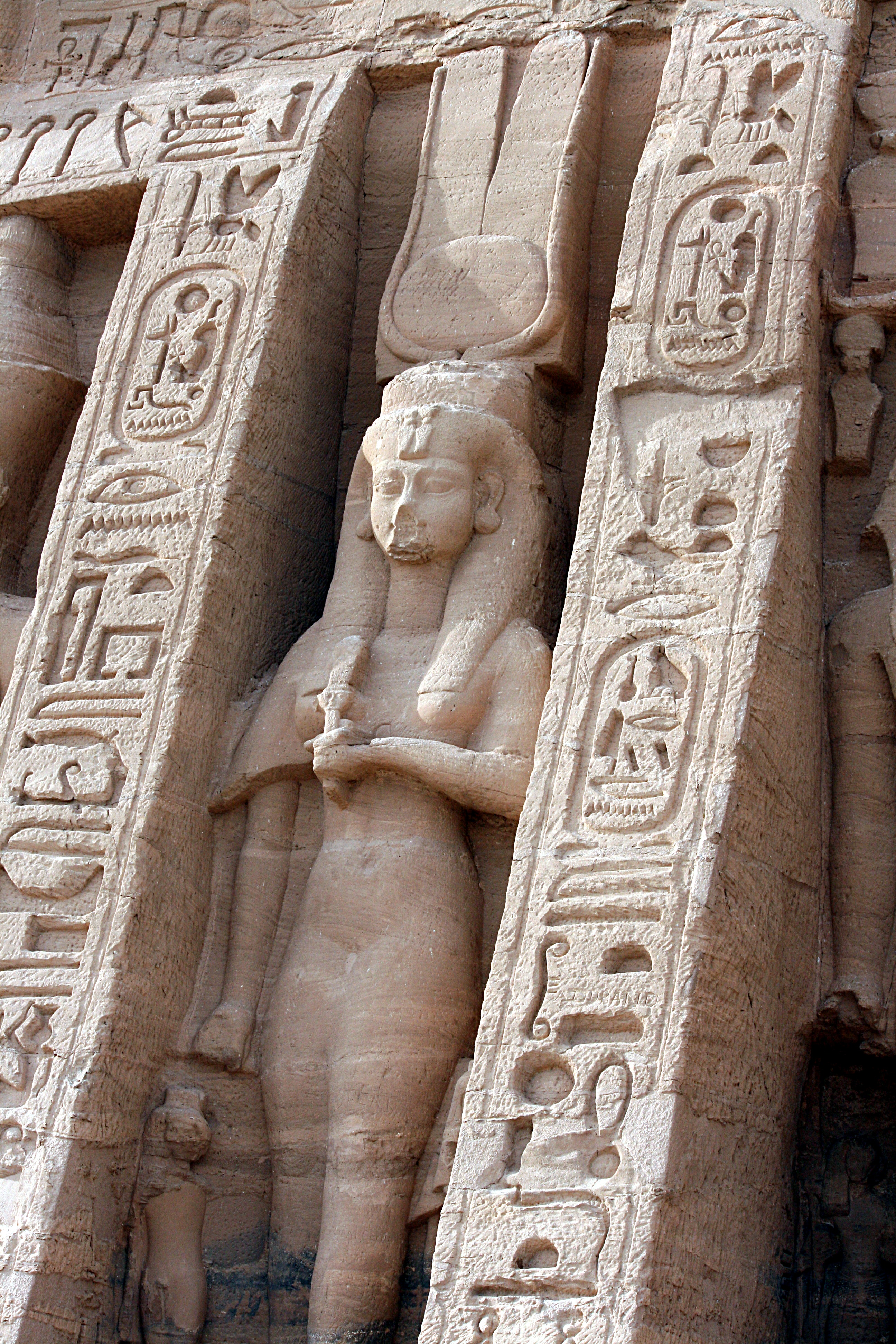
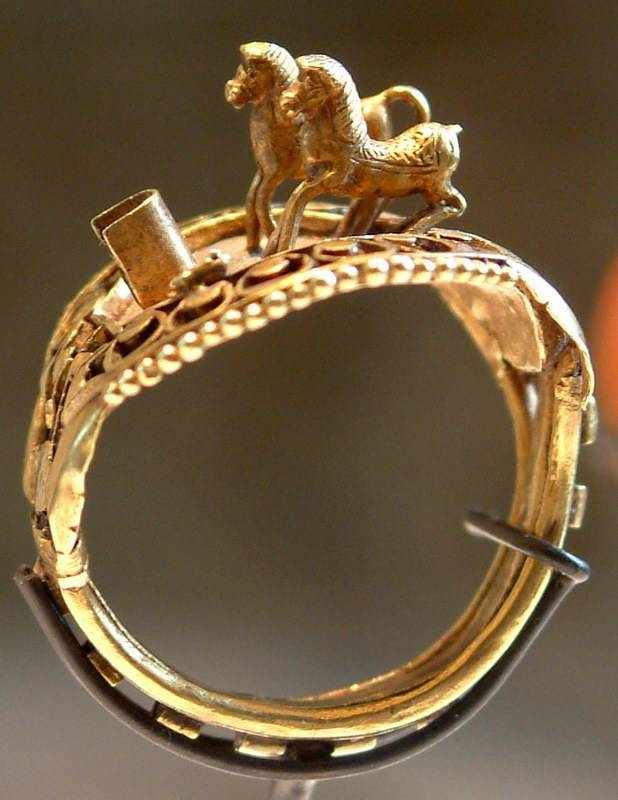
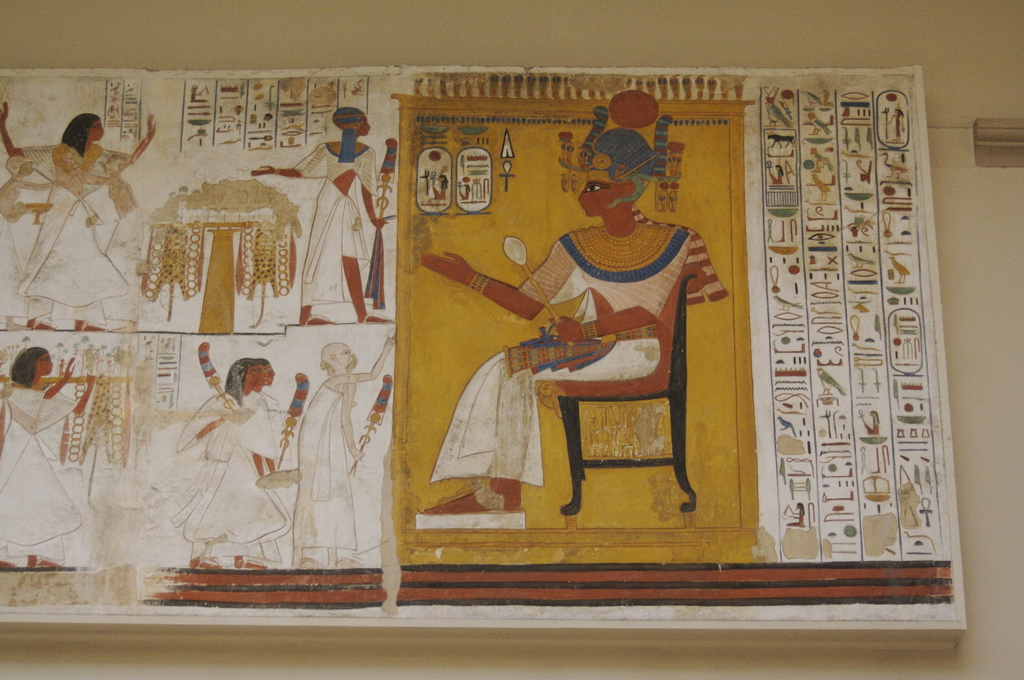
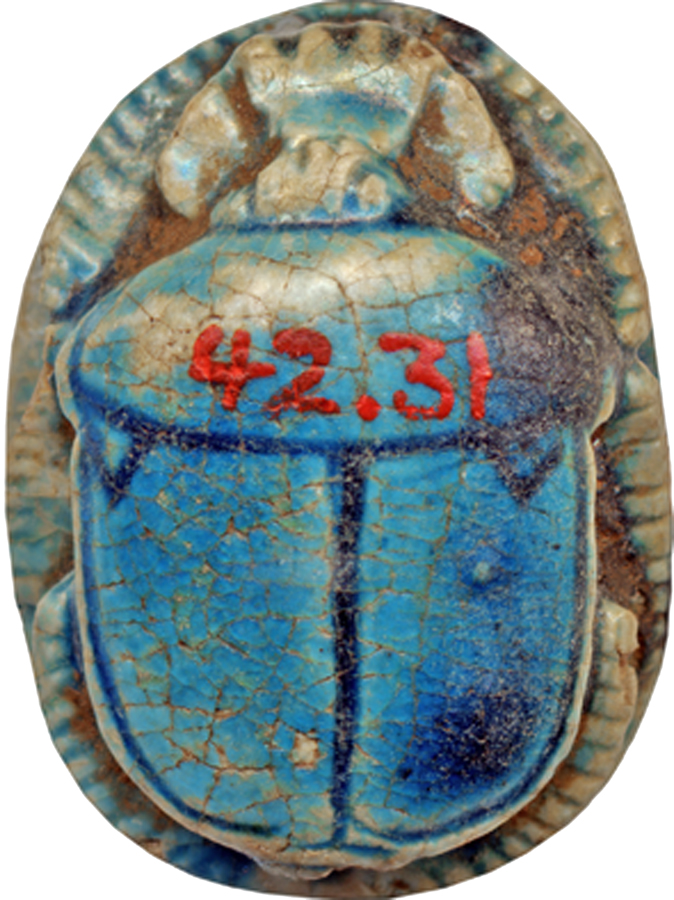
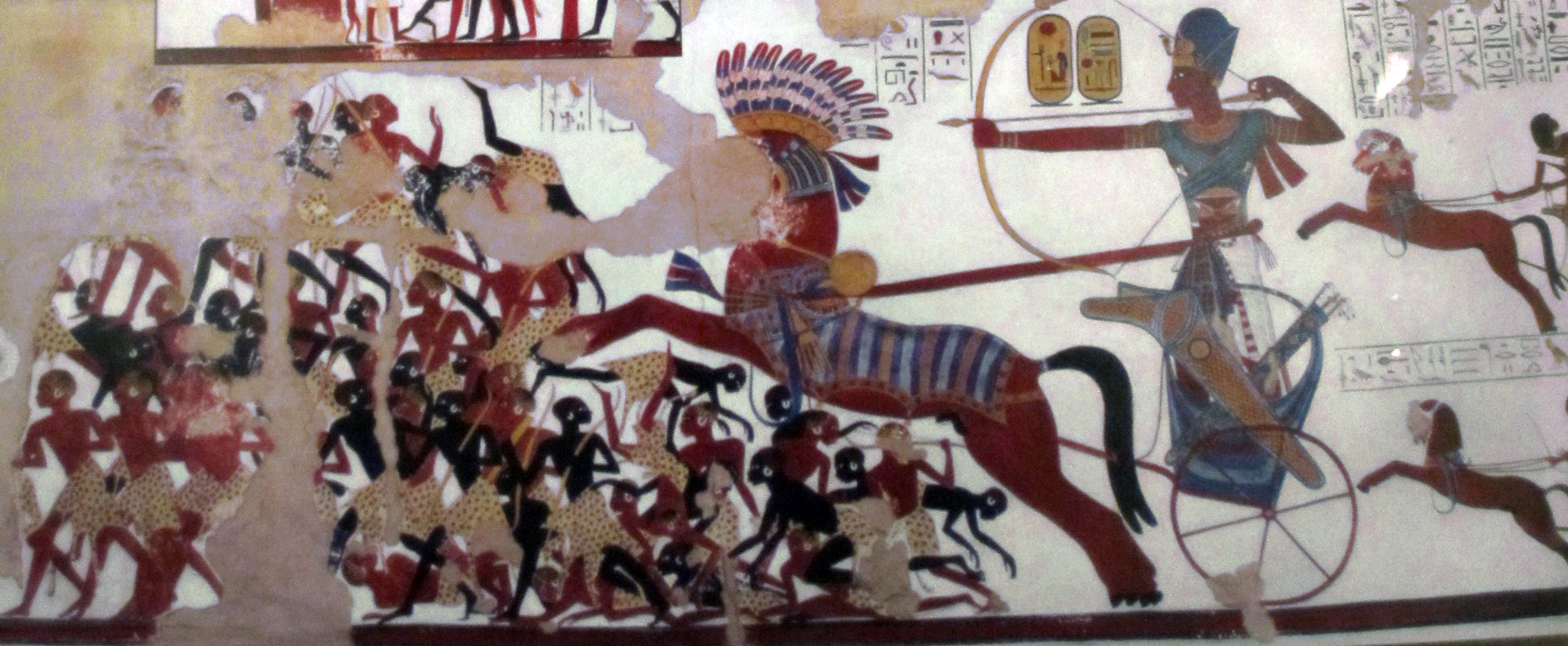
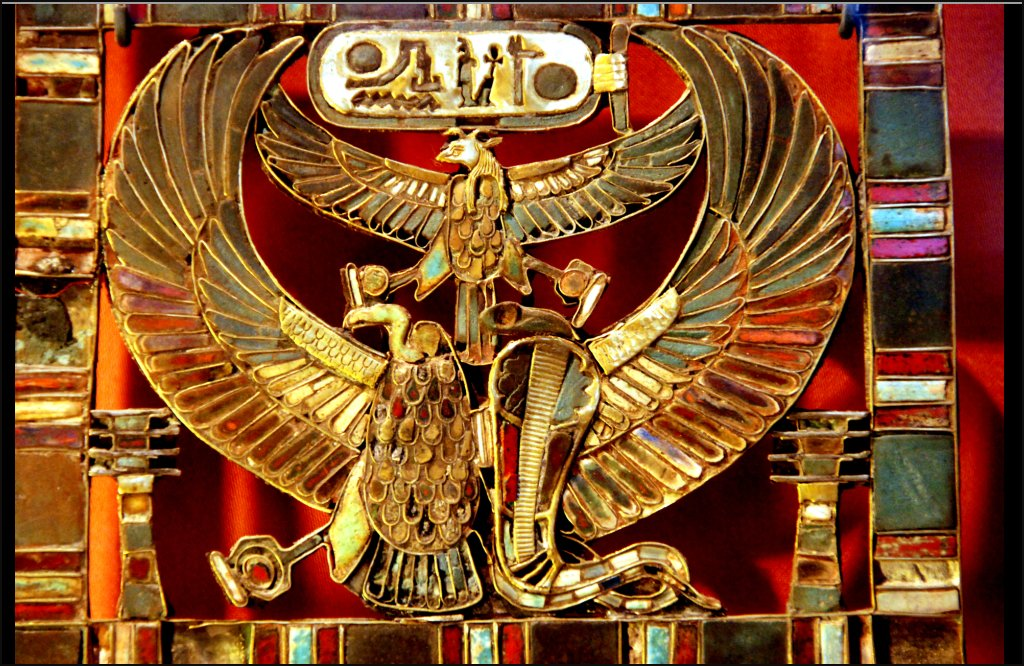
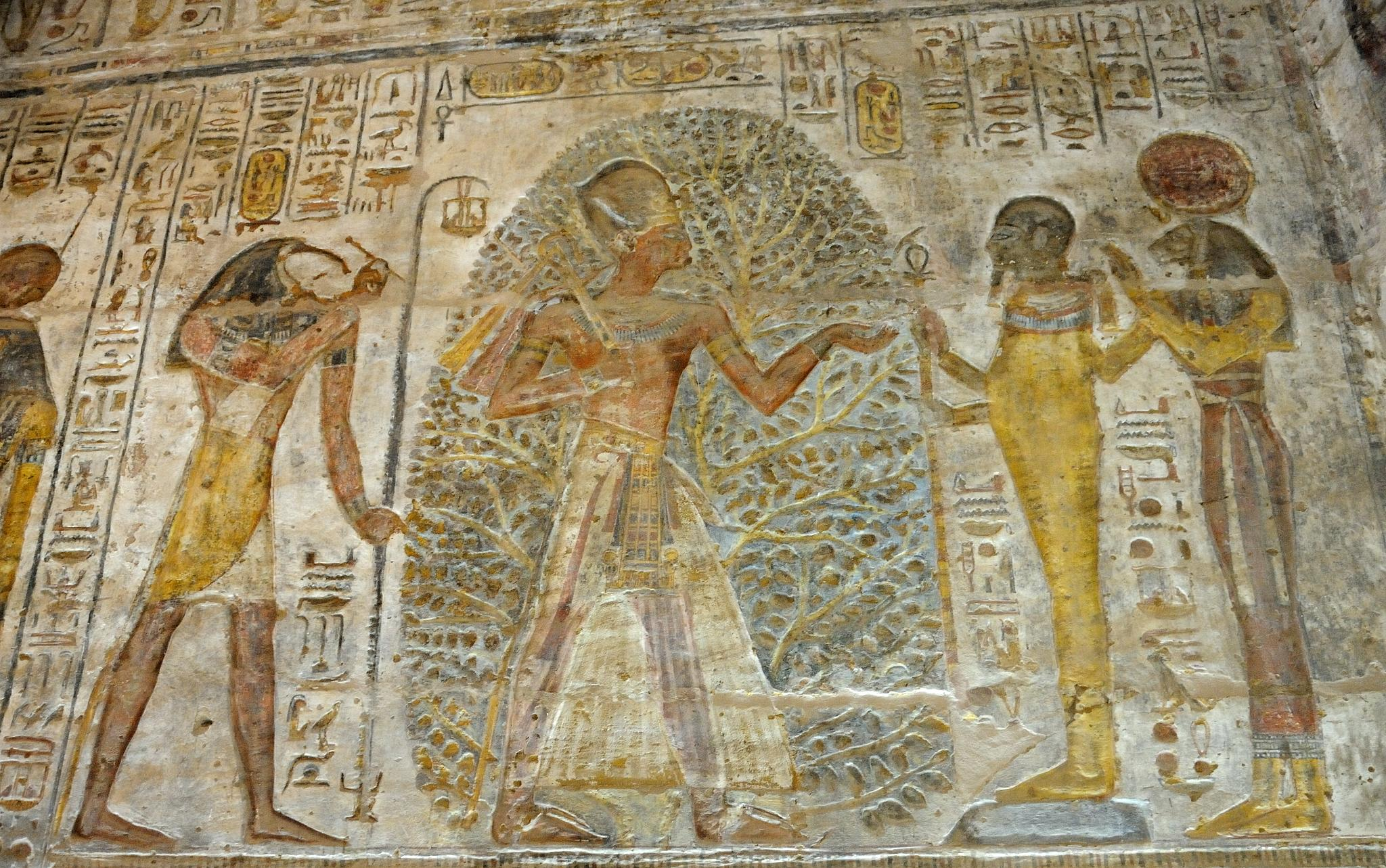
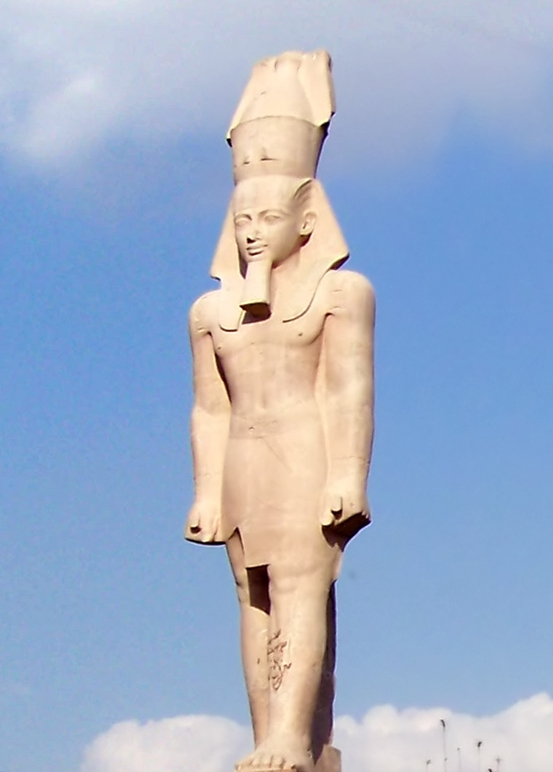
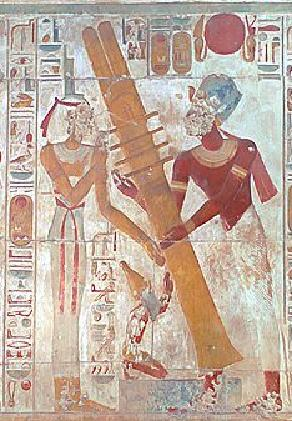
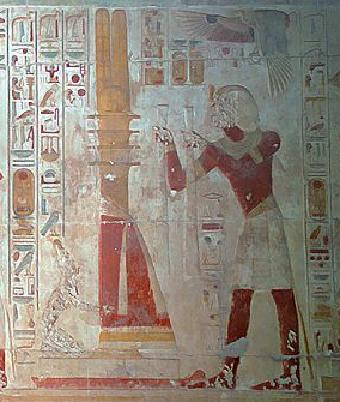
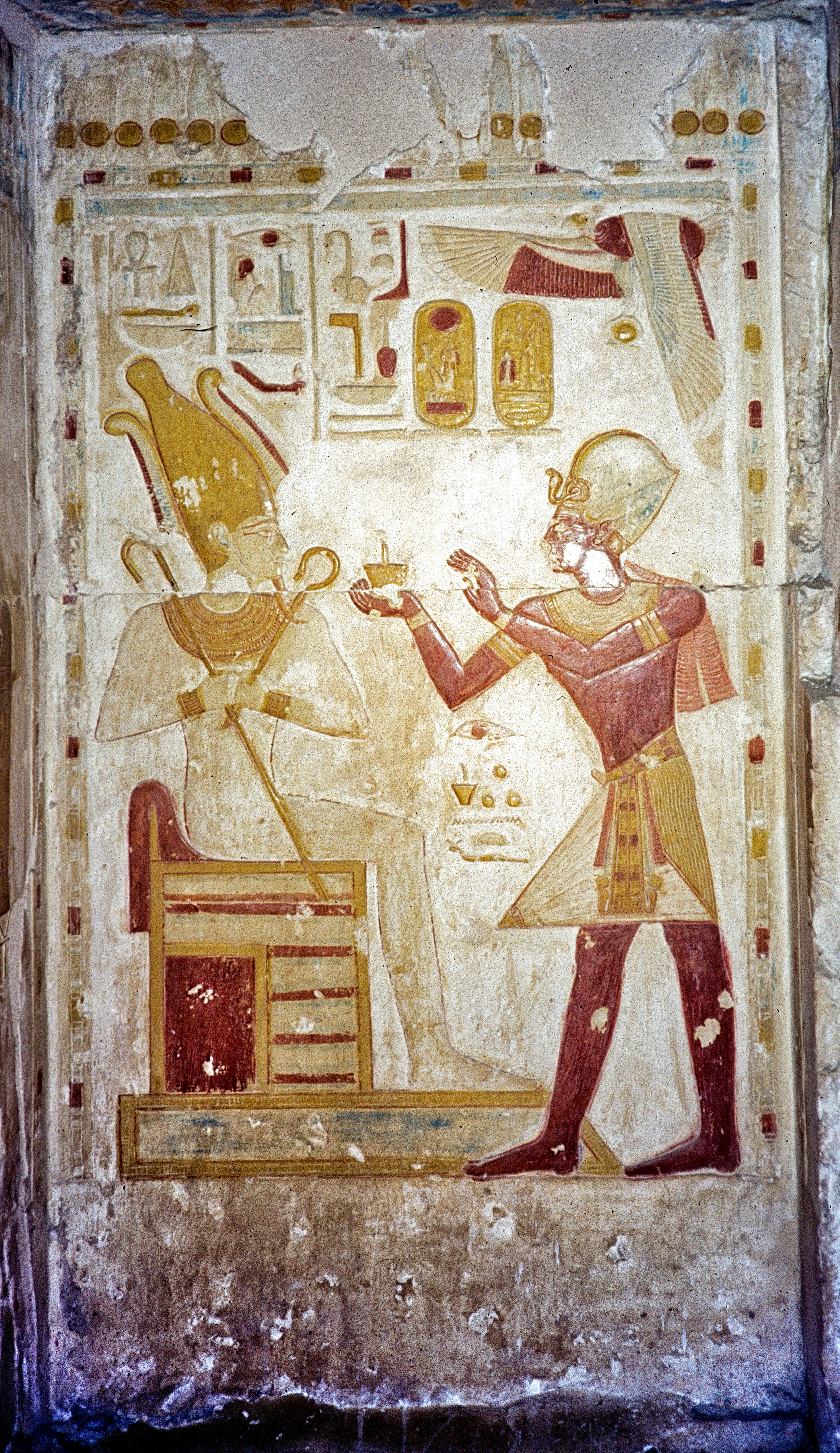
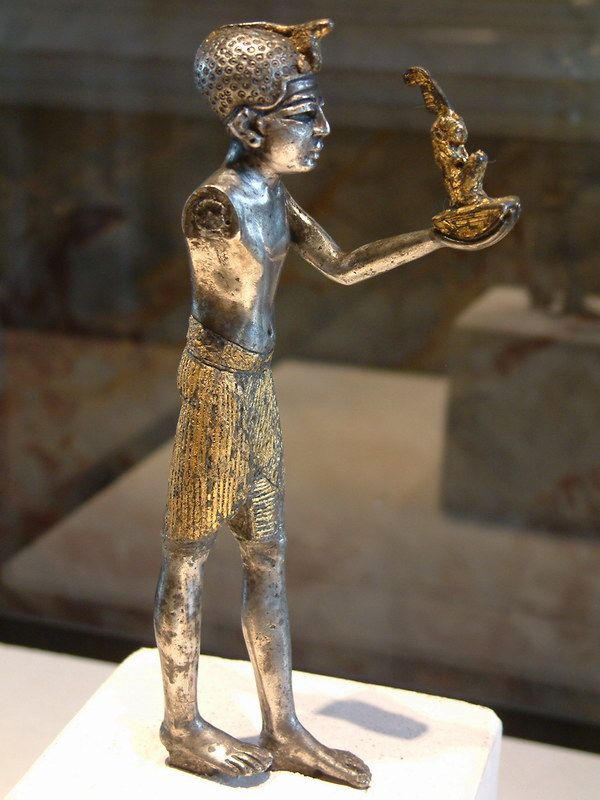
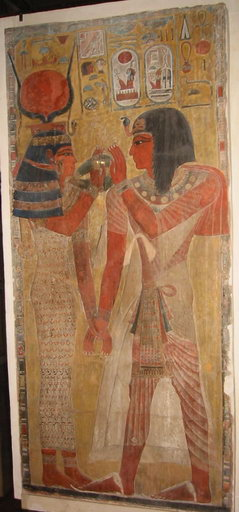
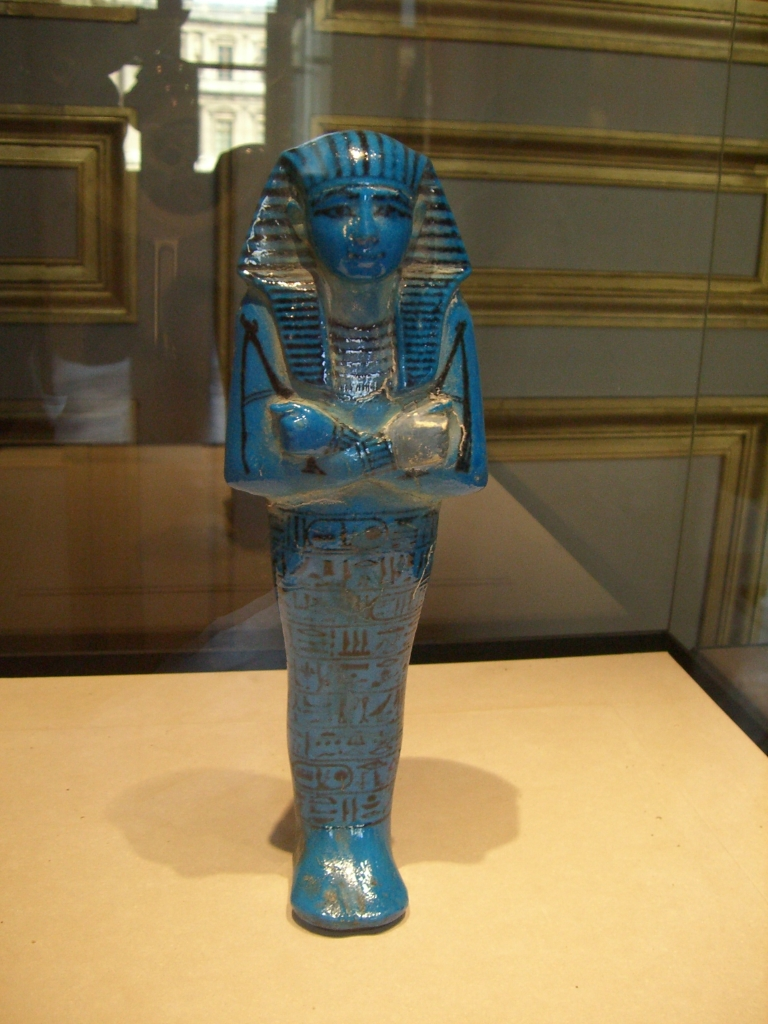
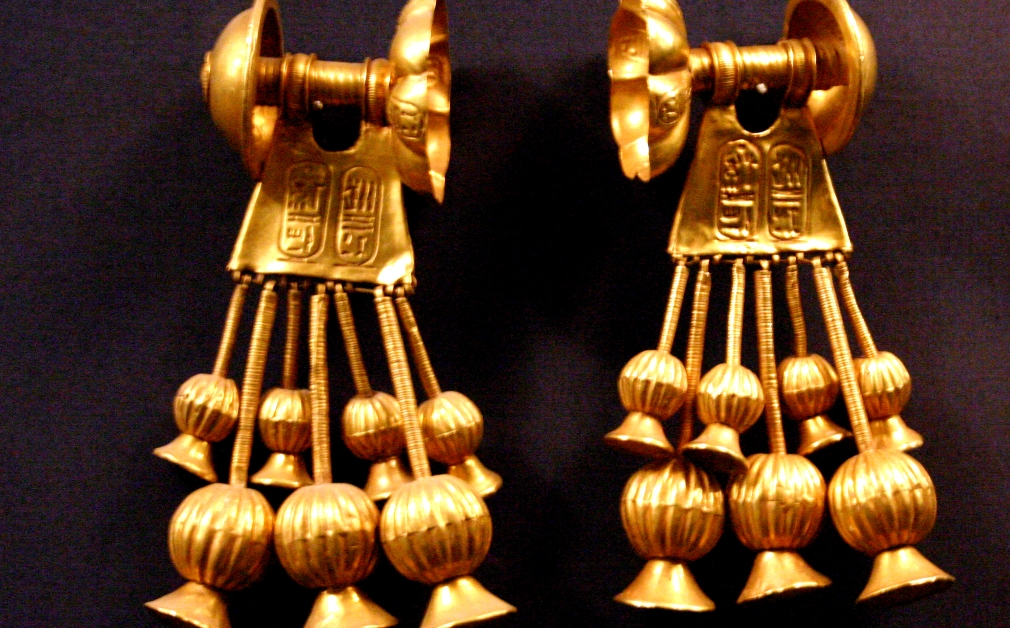
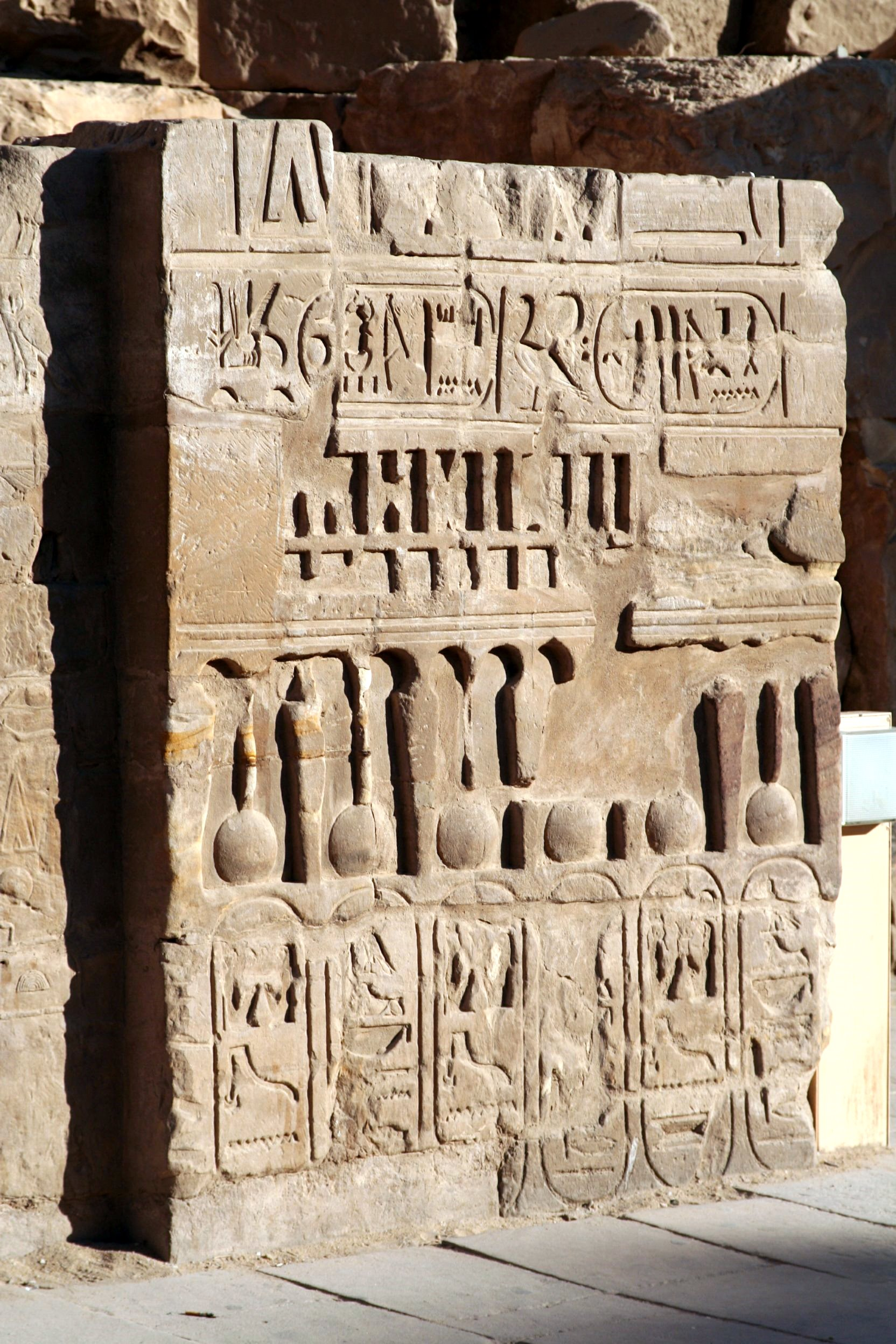
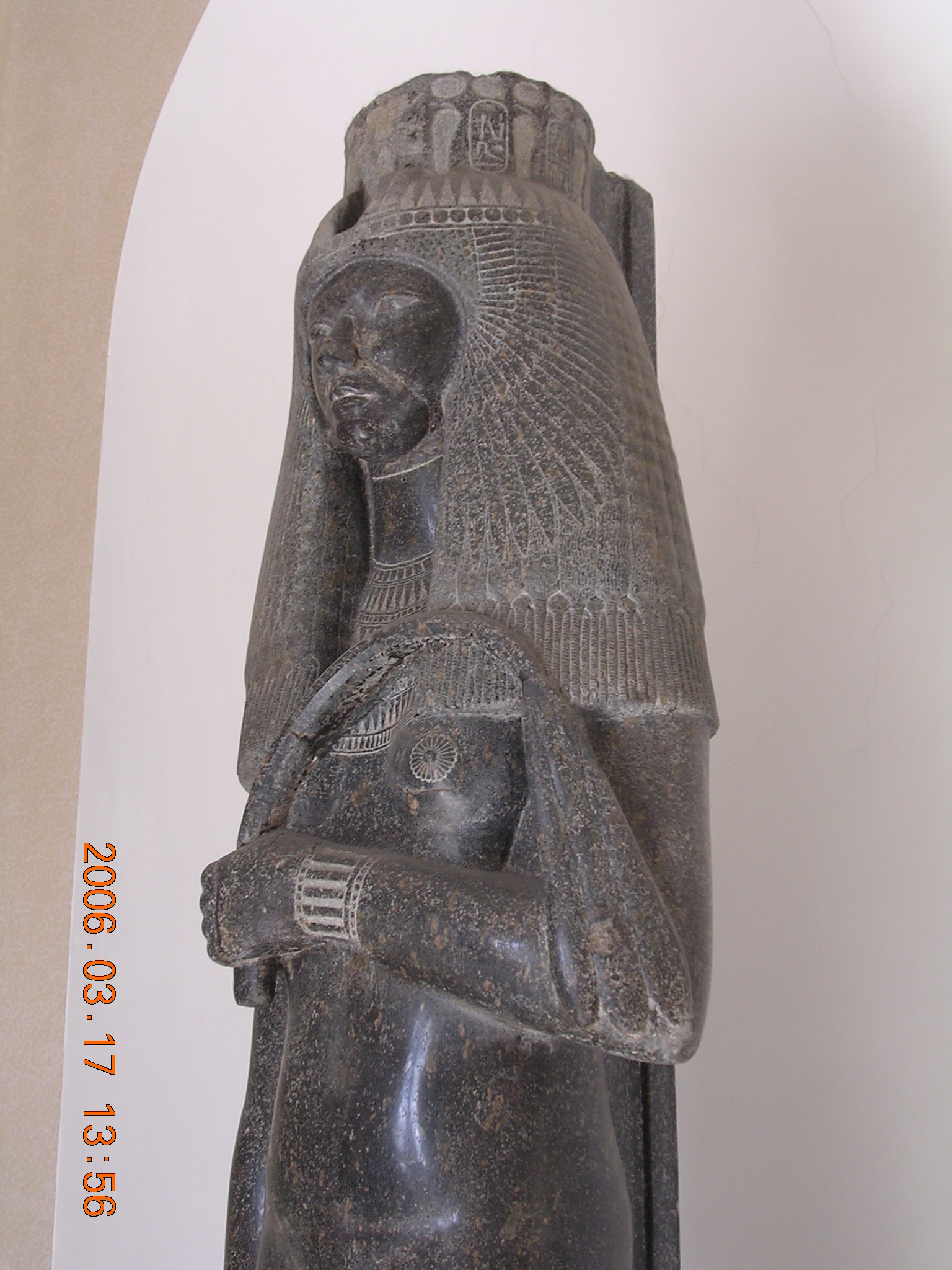
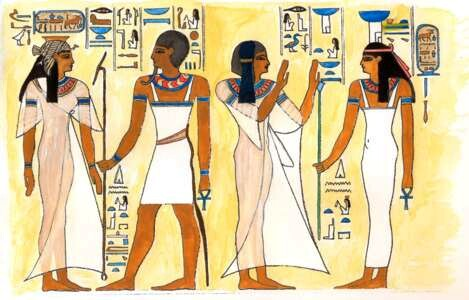
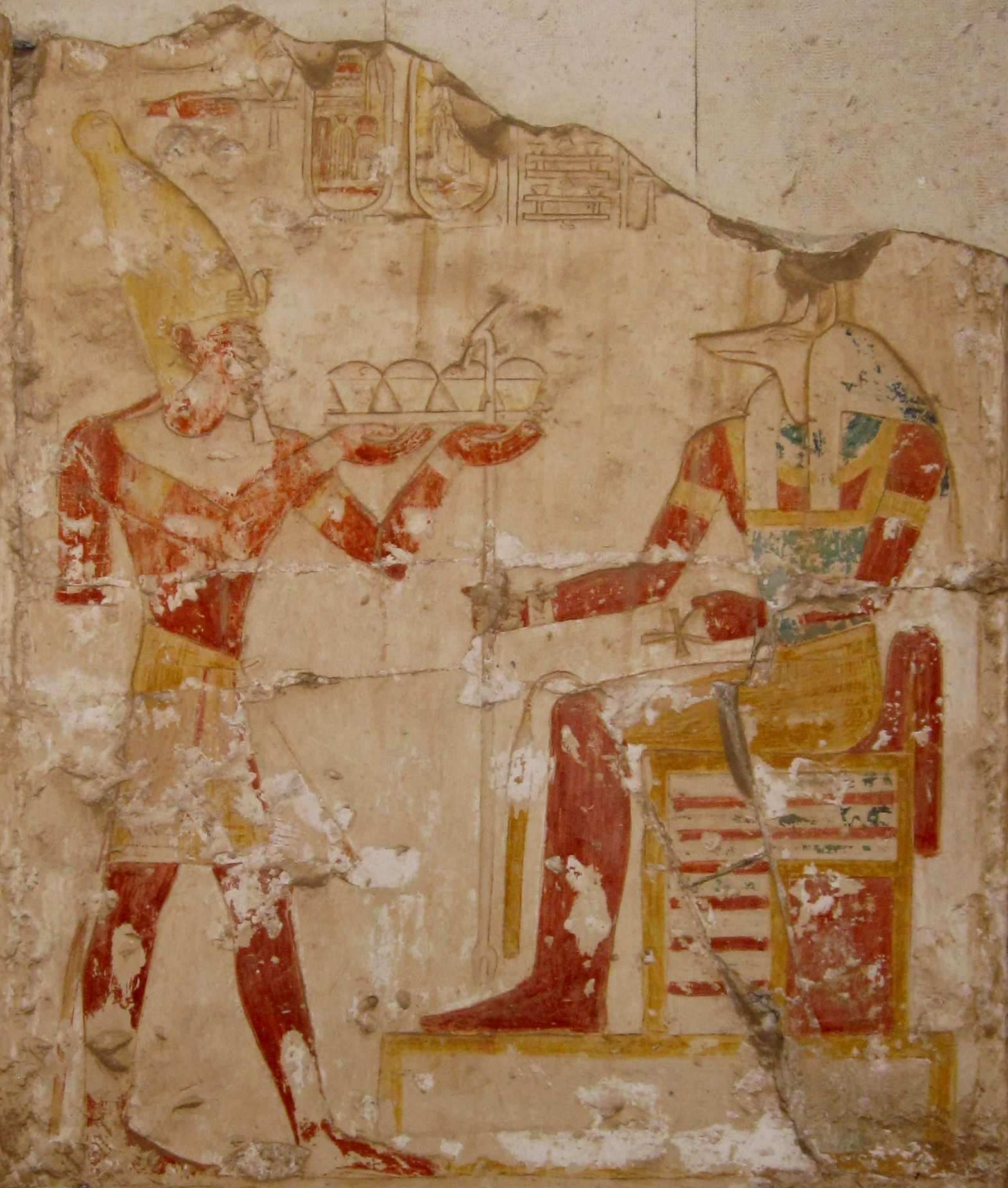
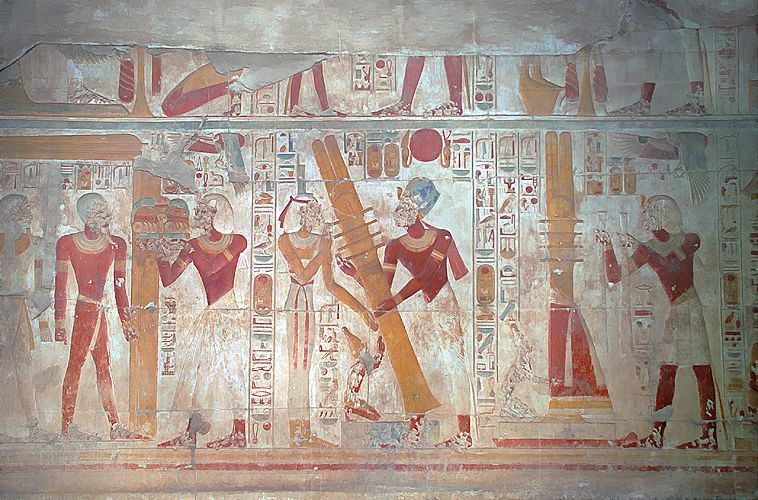
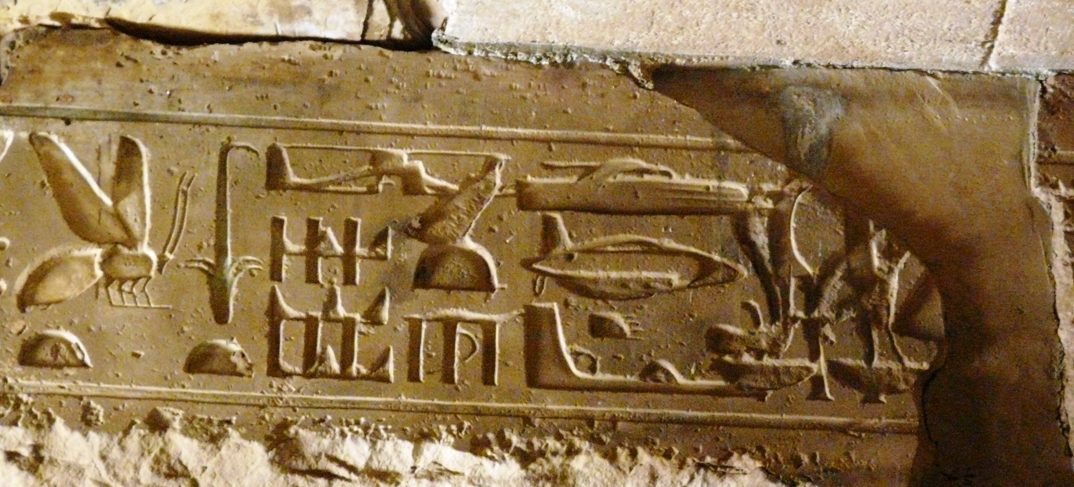
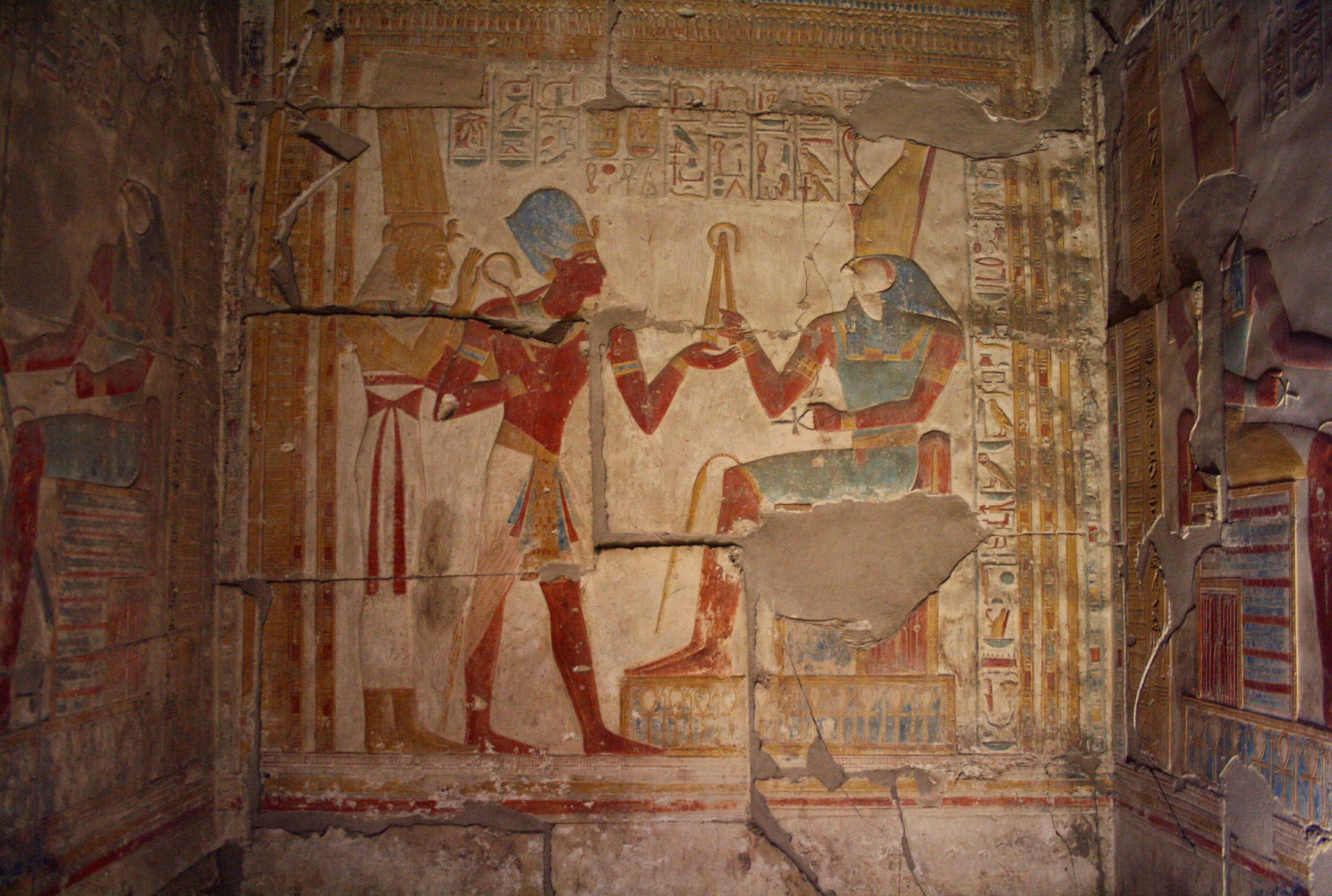
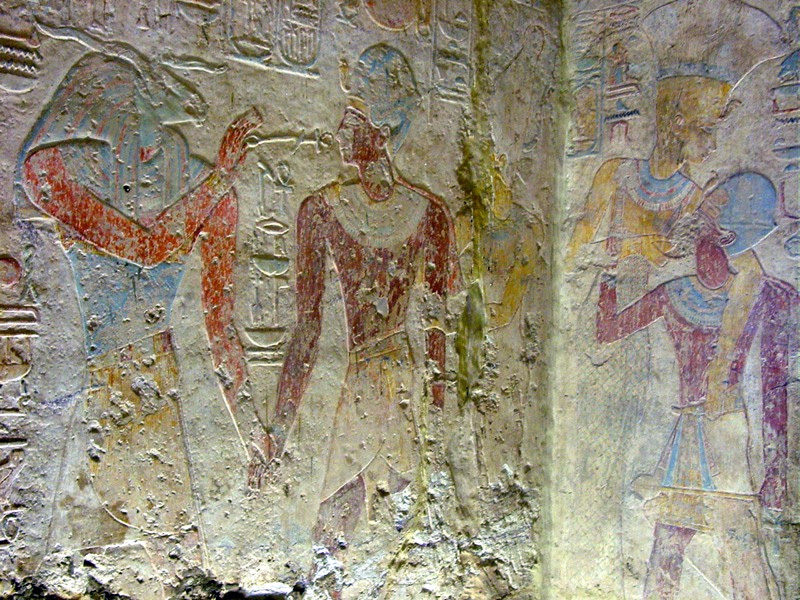

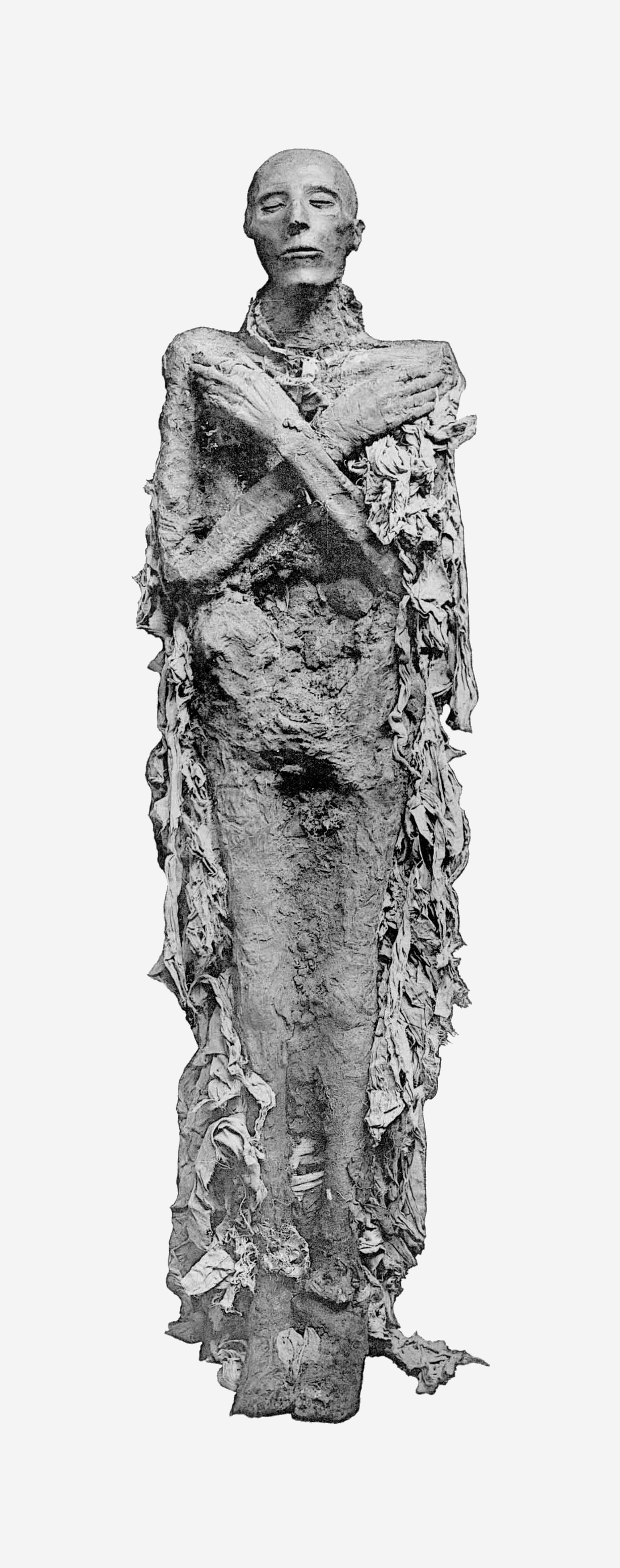
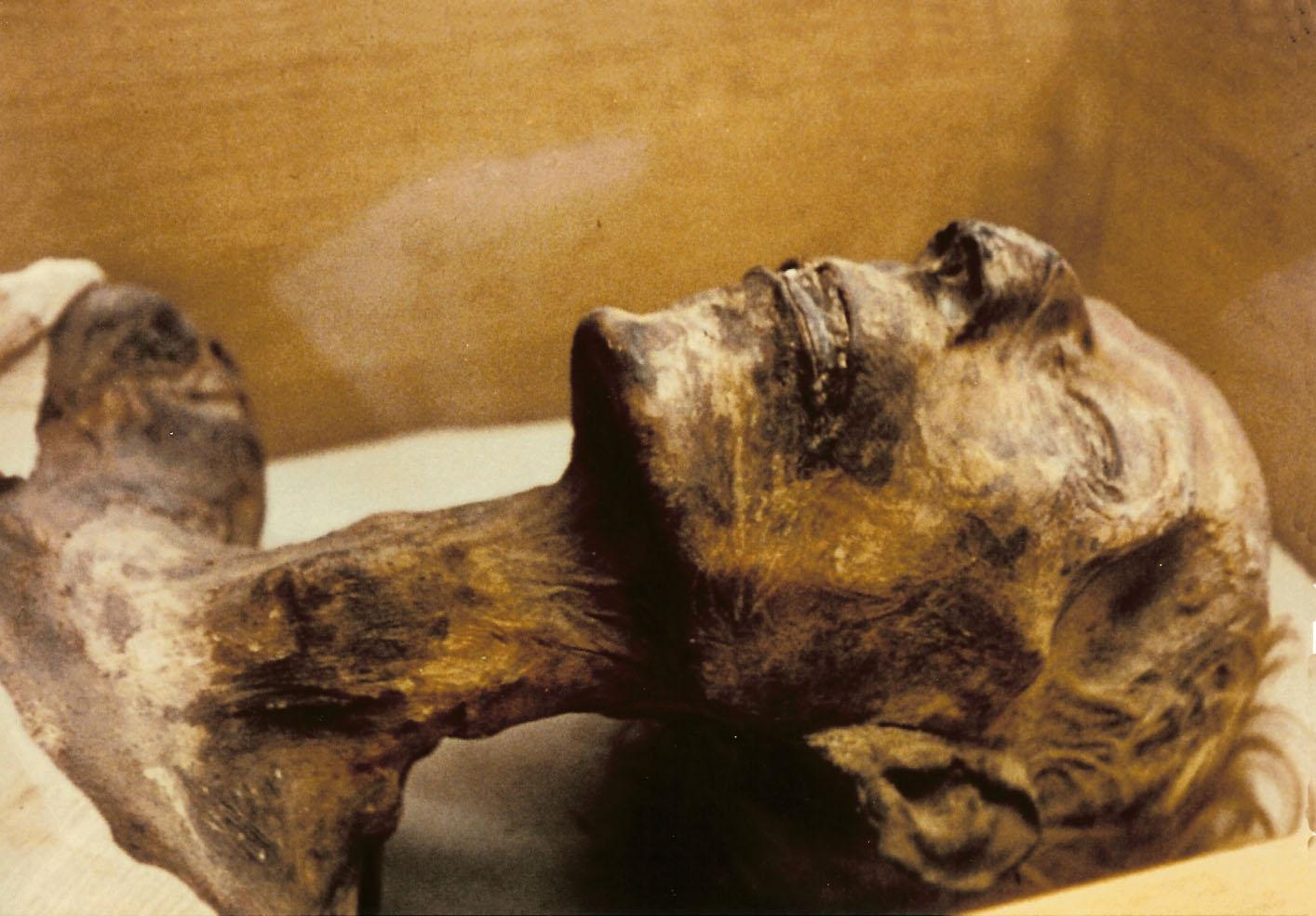
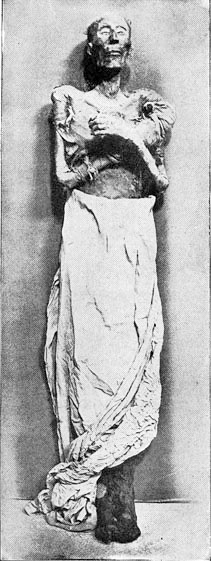
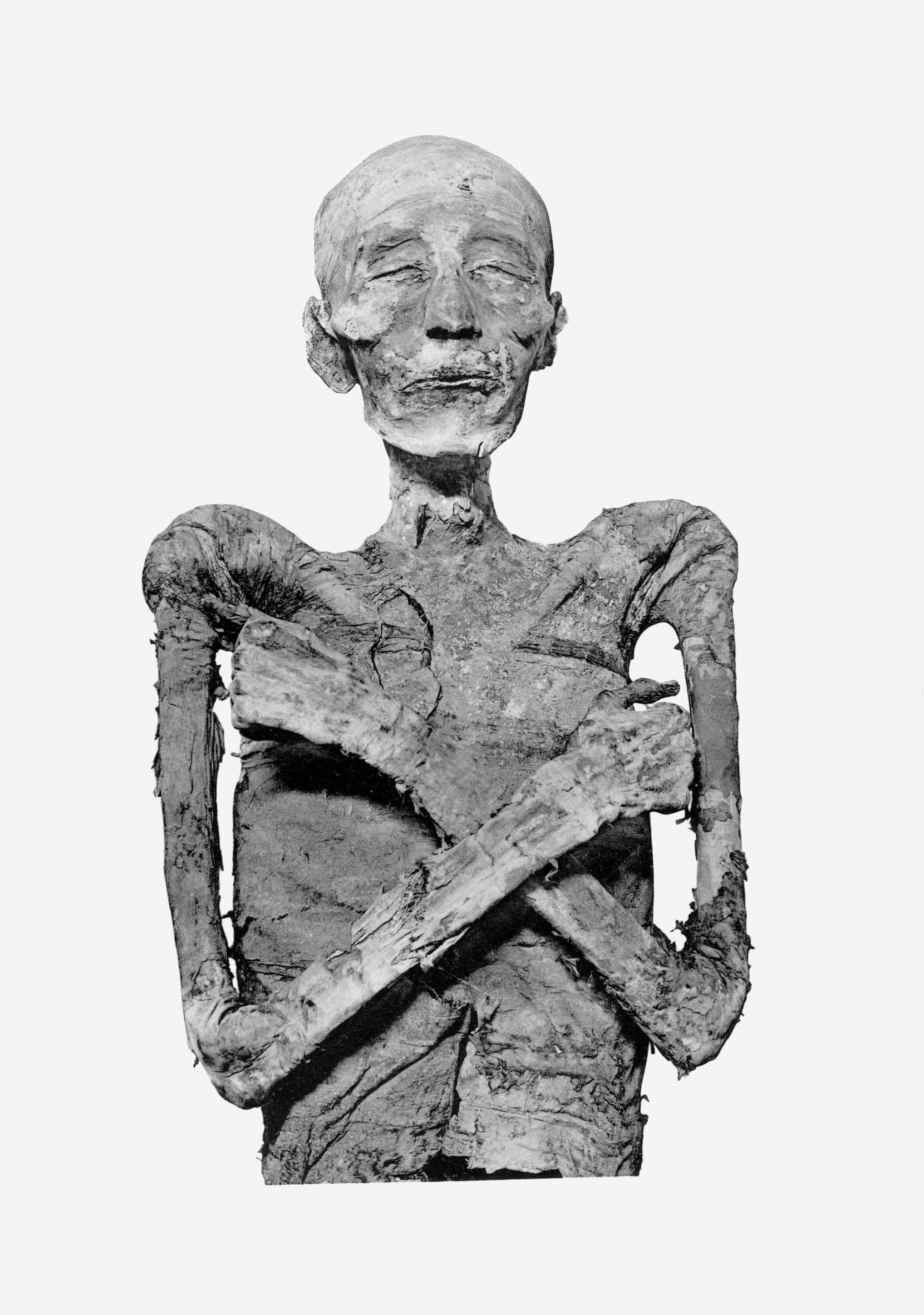

### Arhitectura

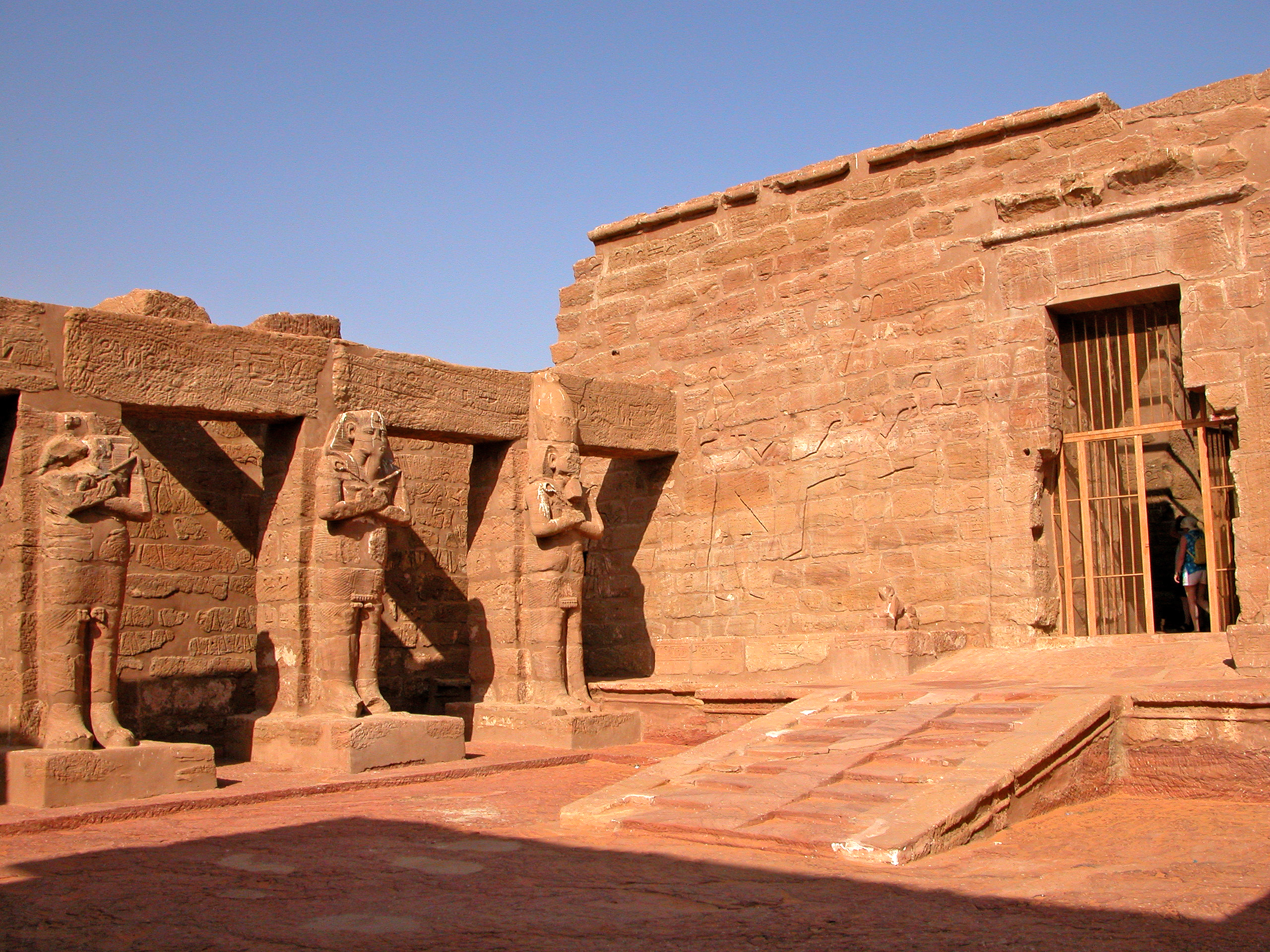
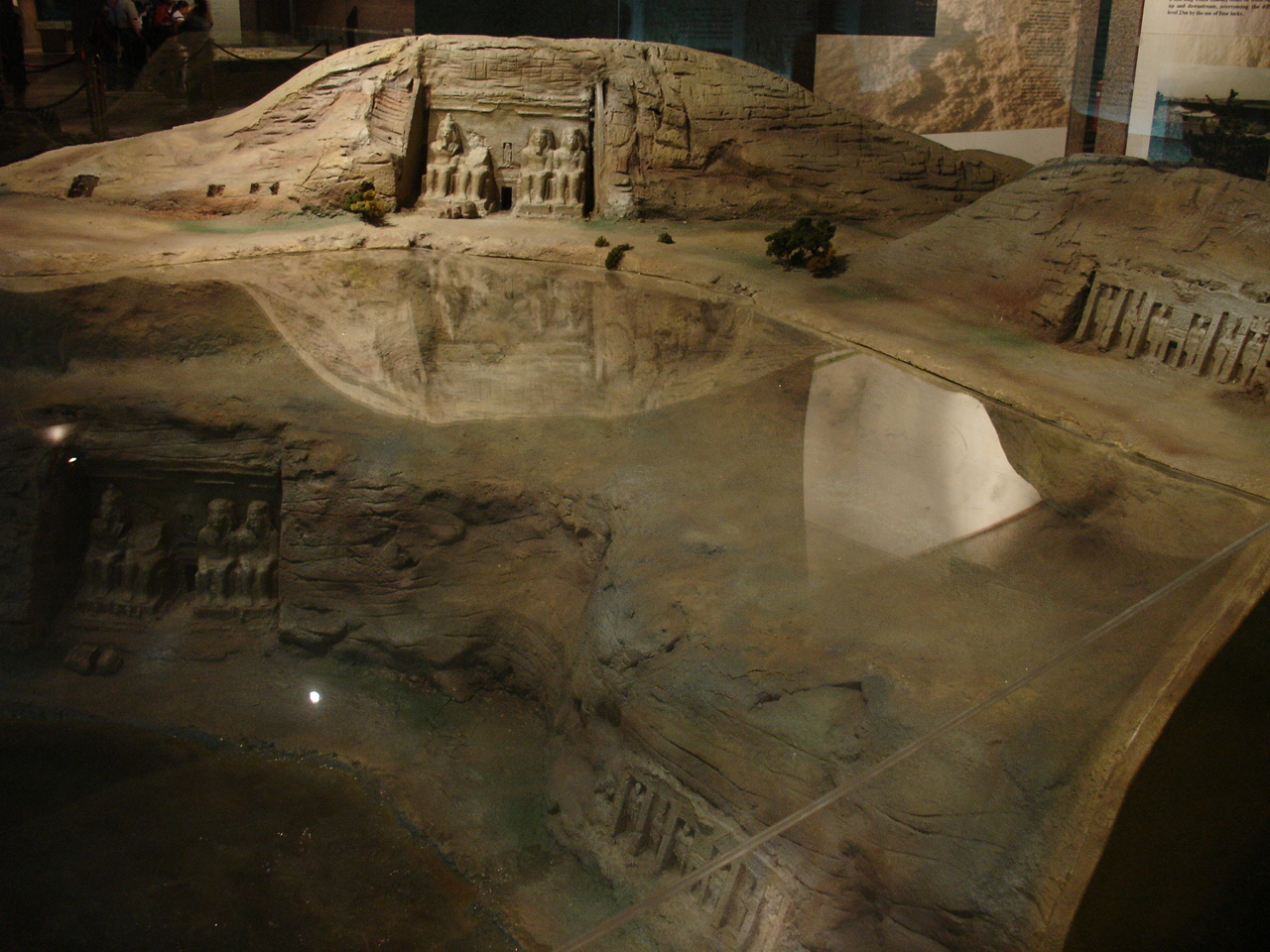
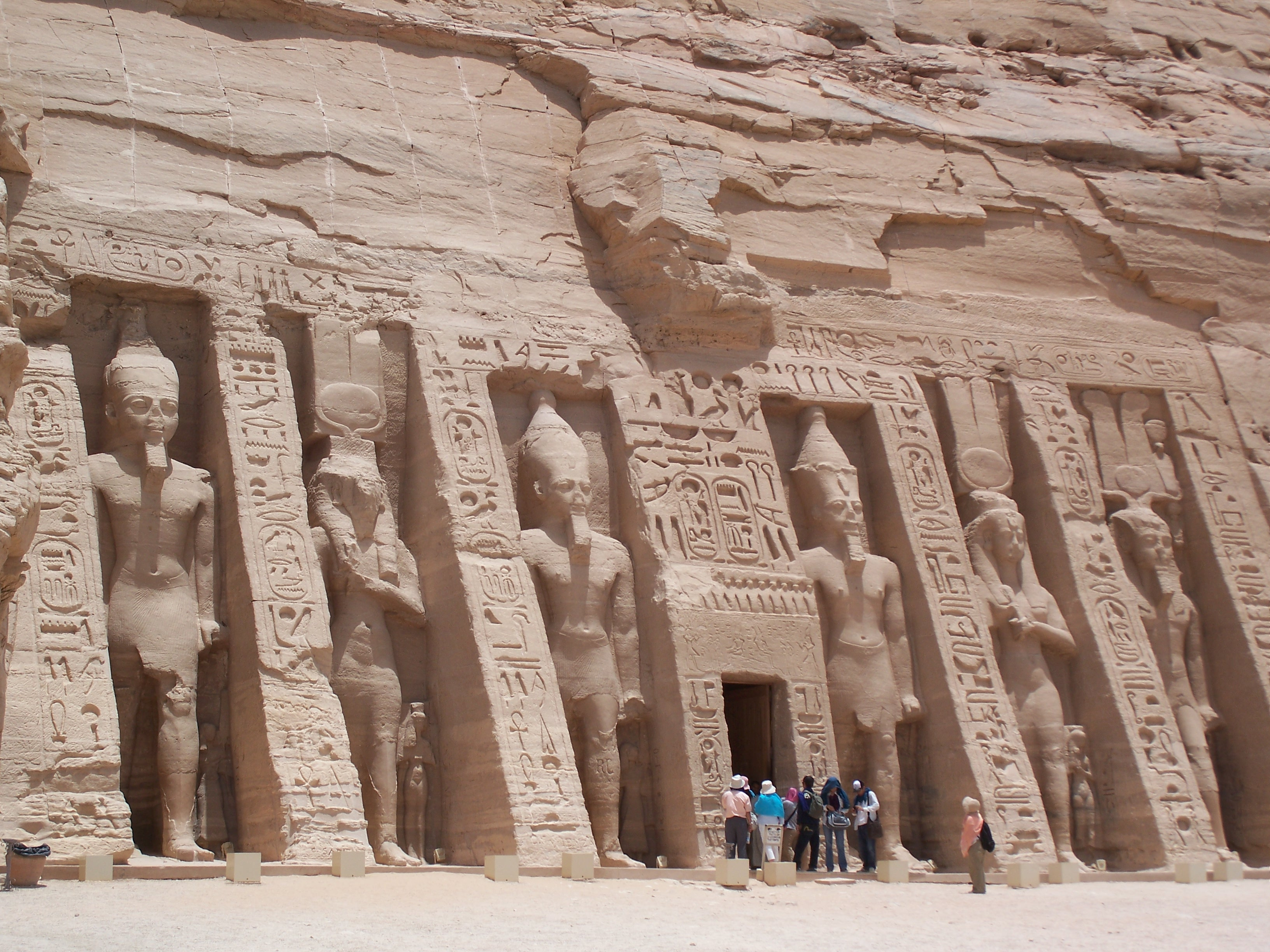
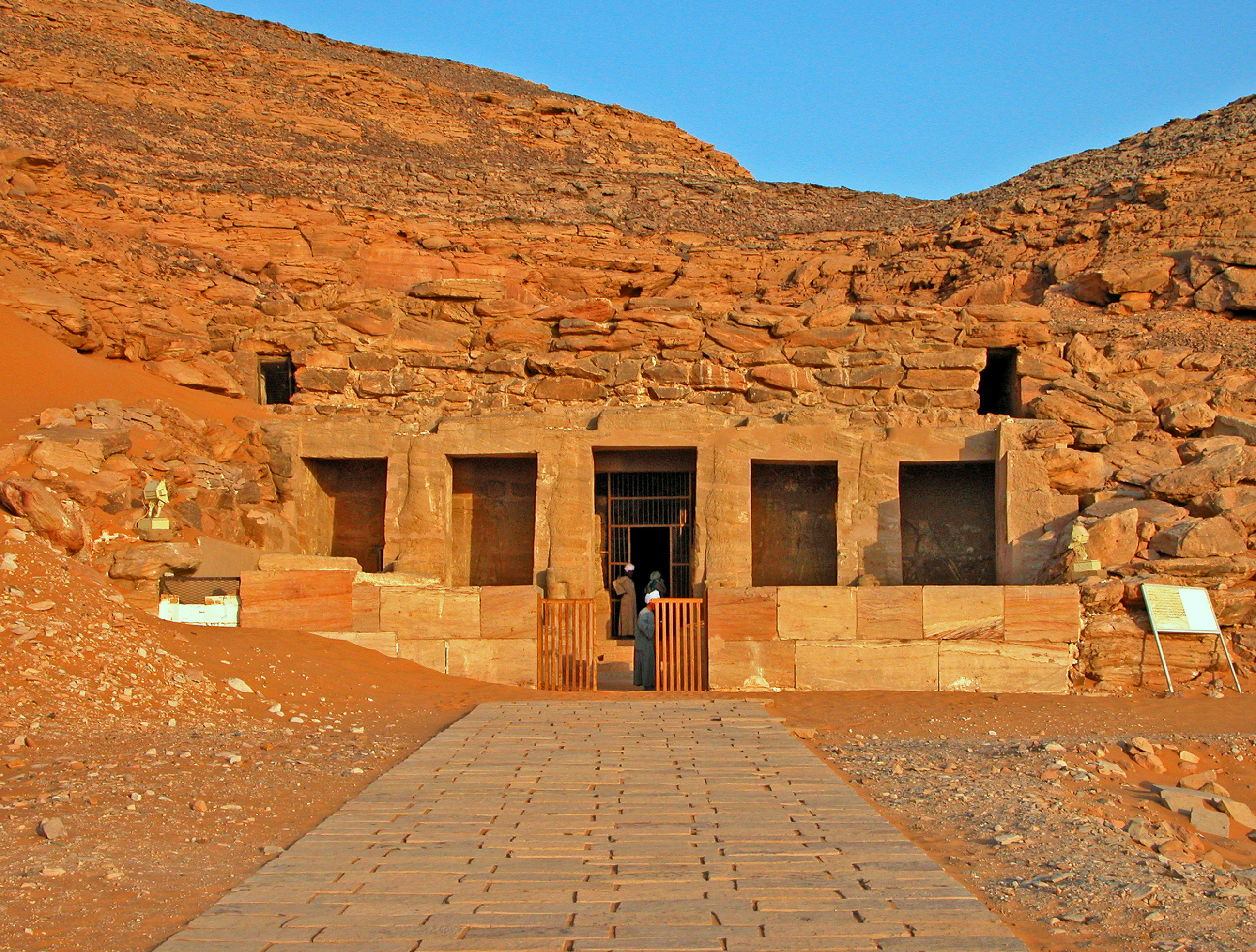
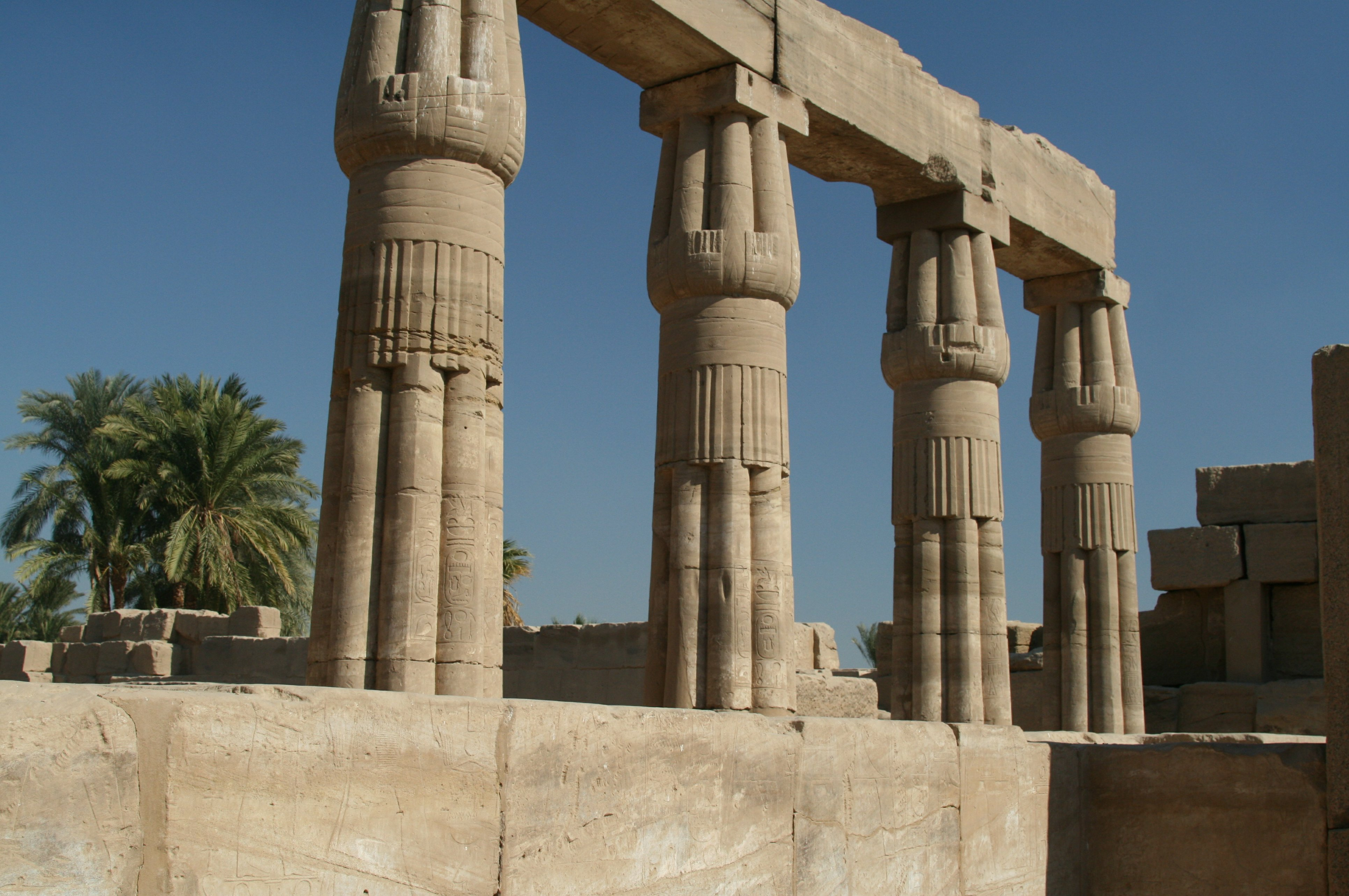
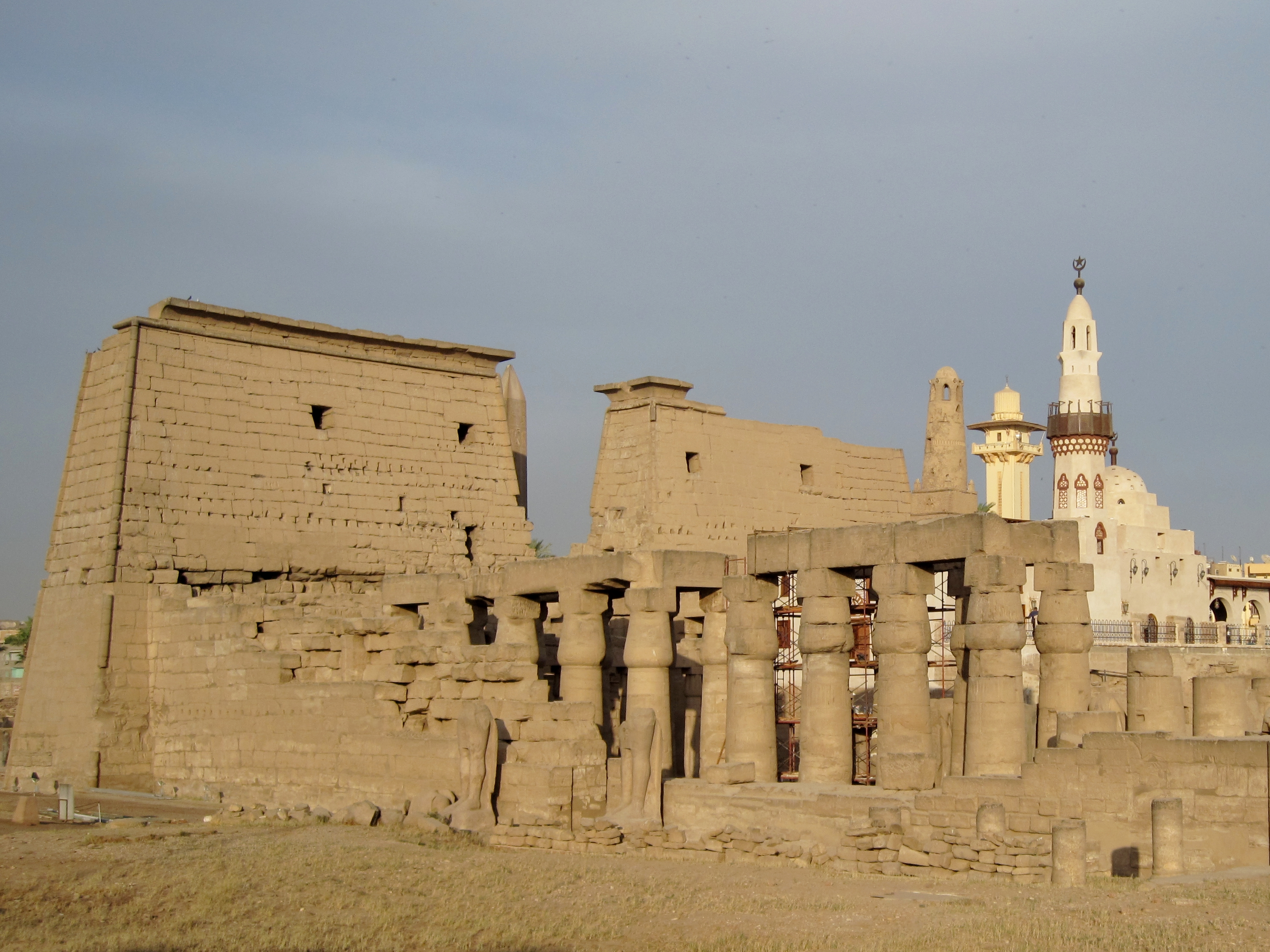
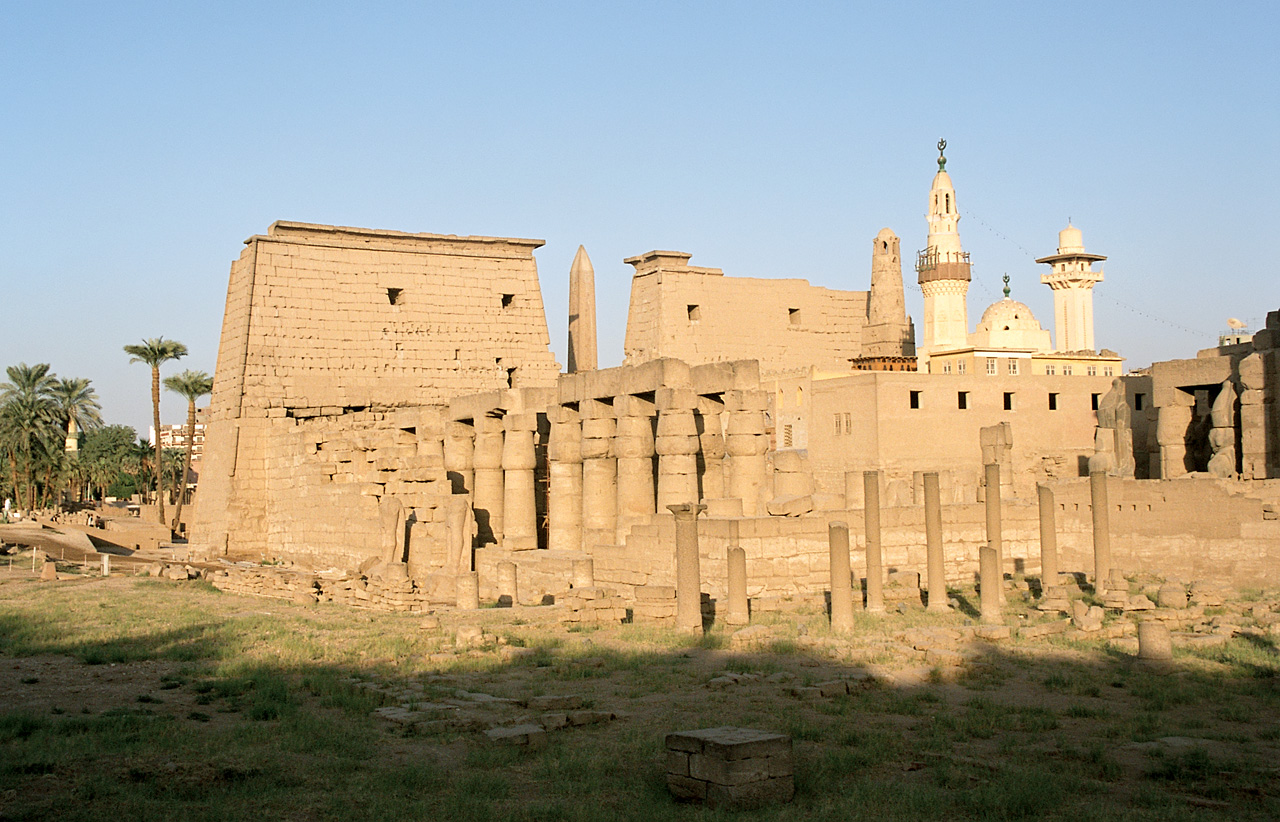
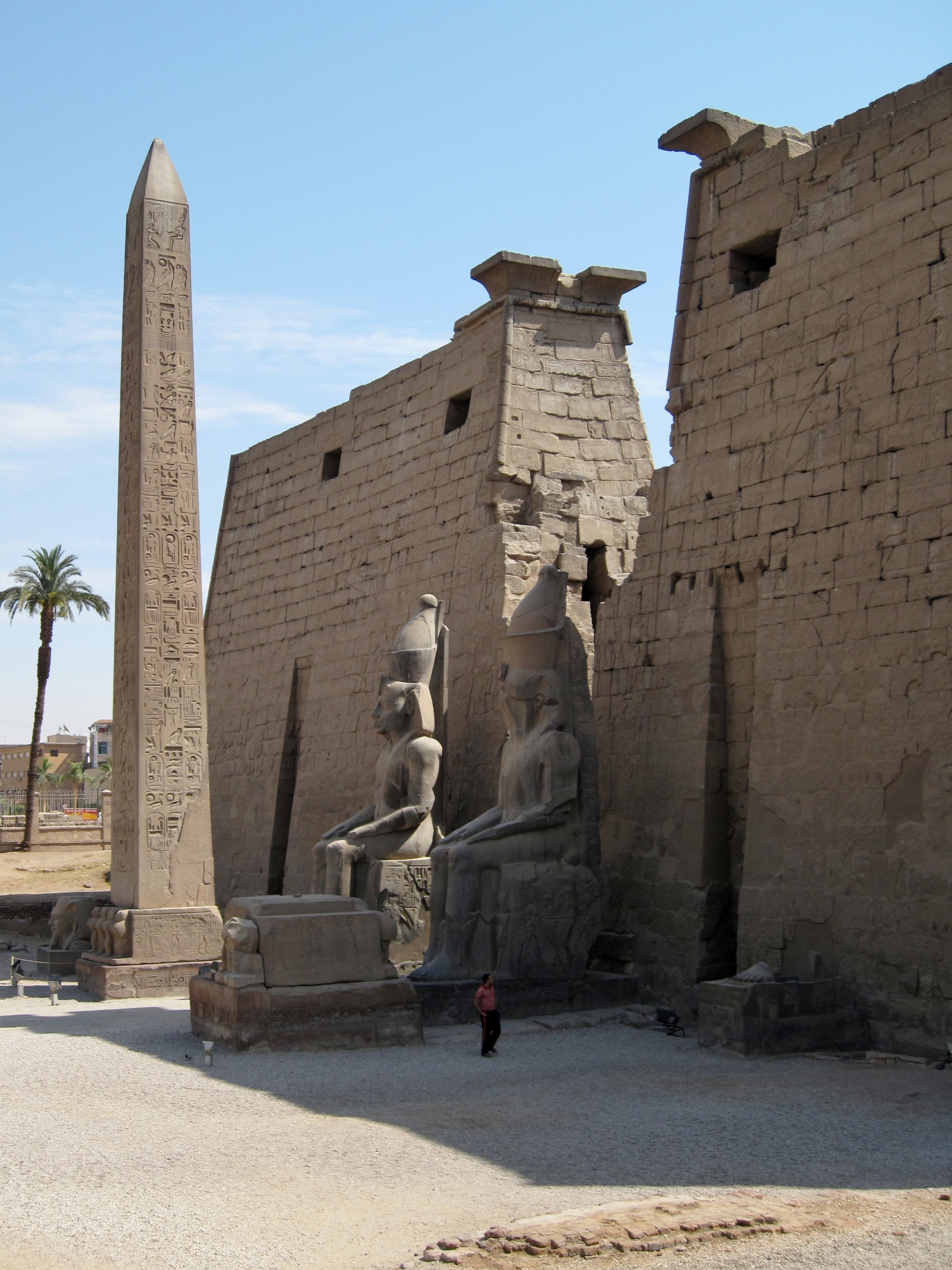
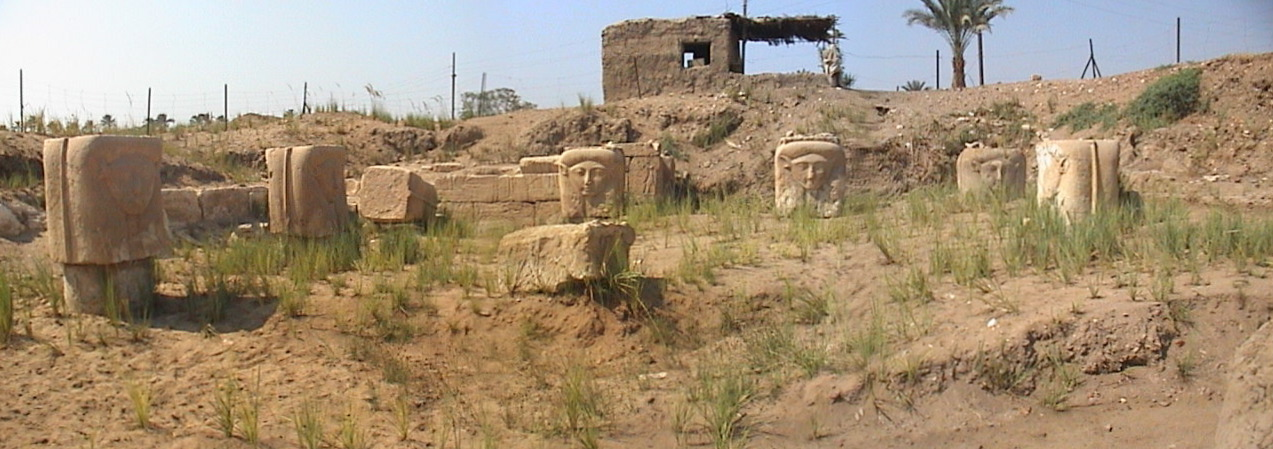
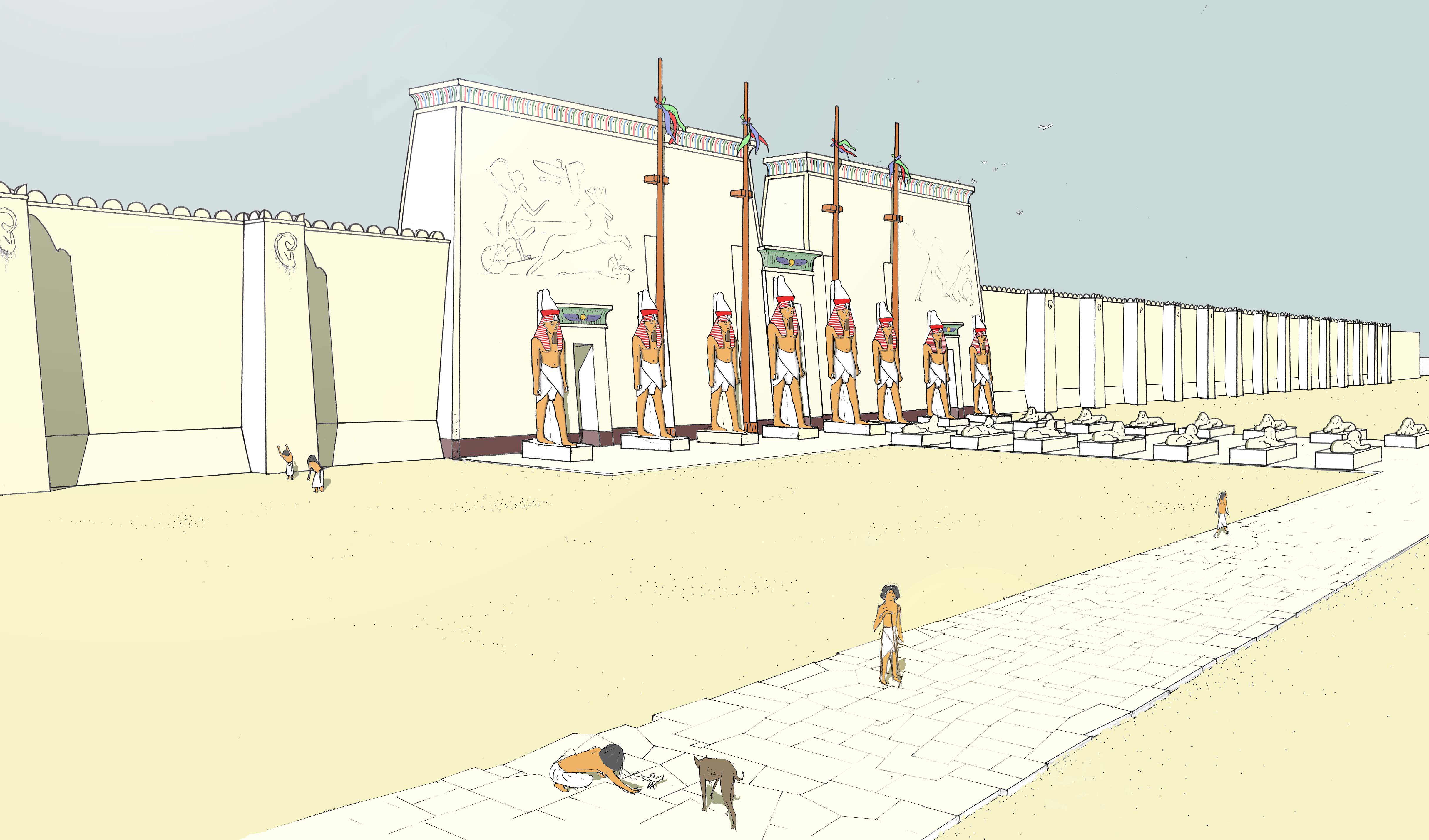
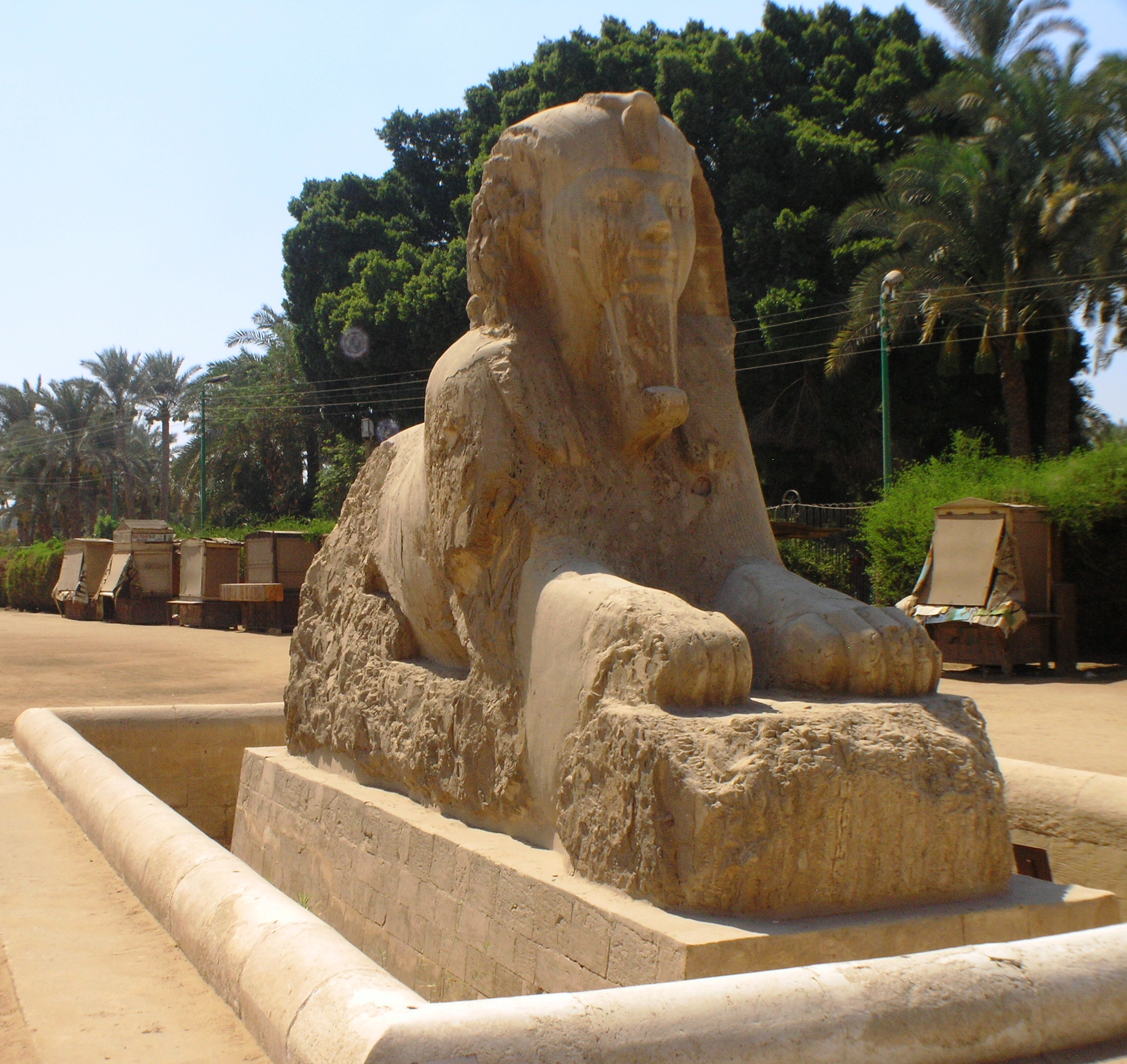
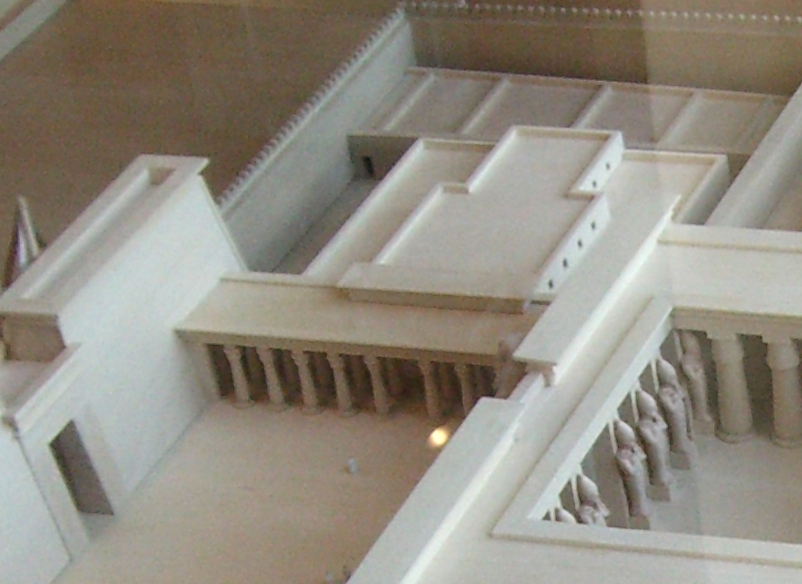
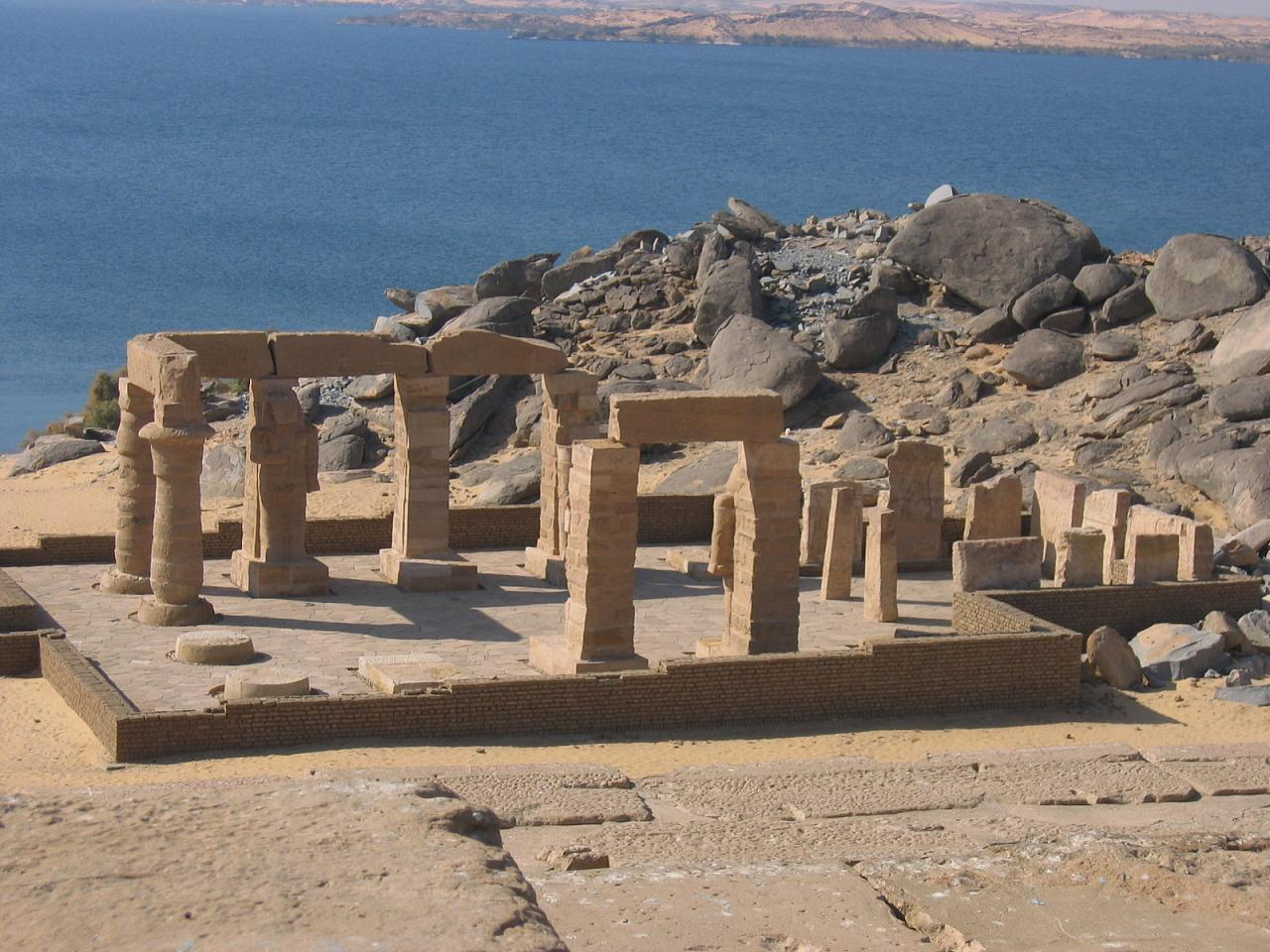
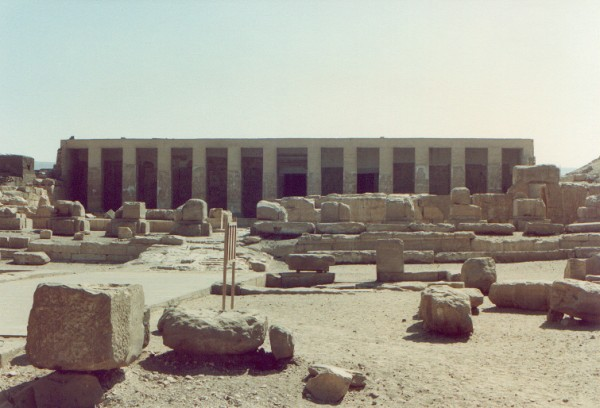
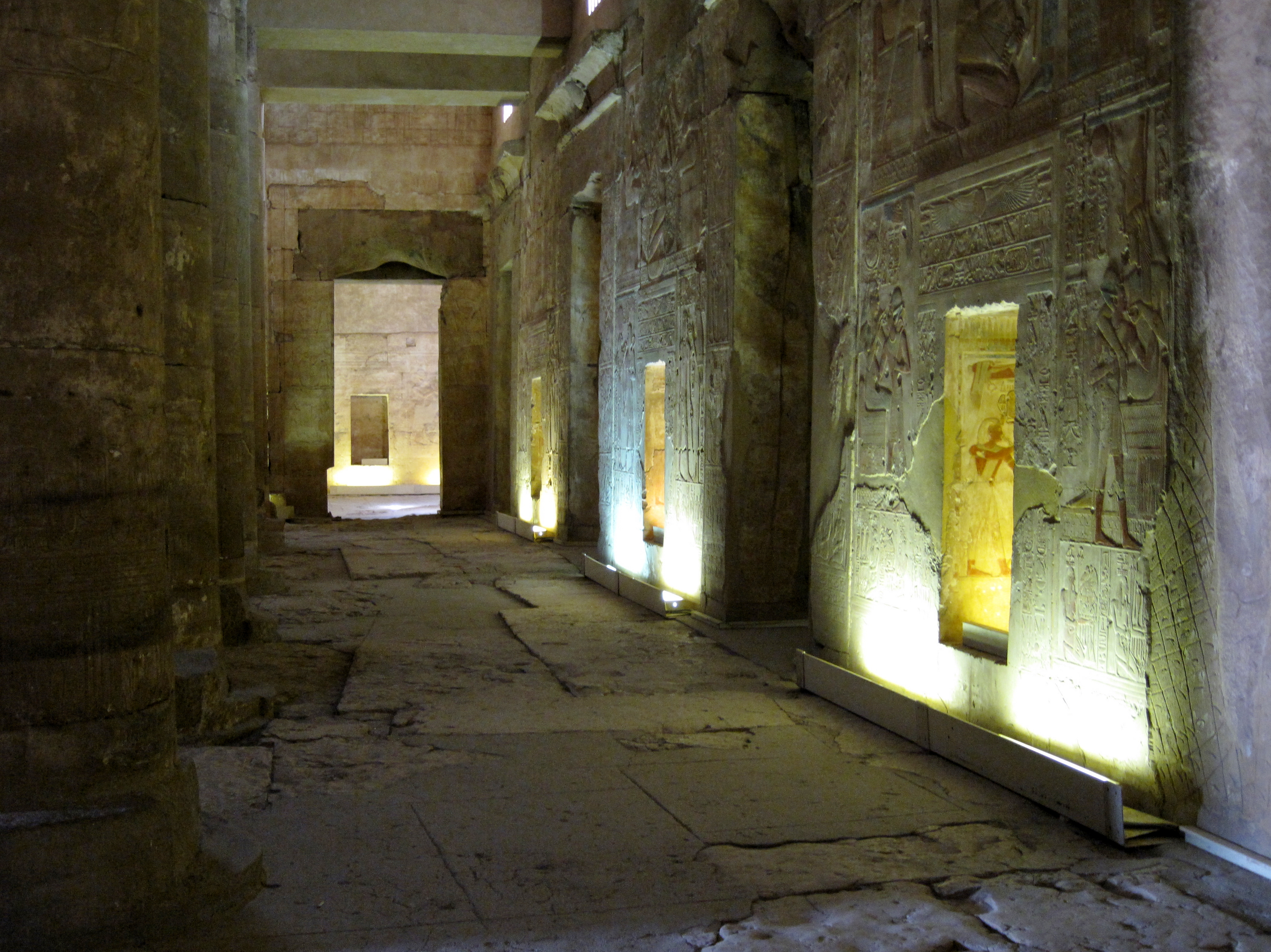
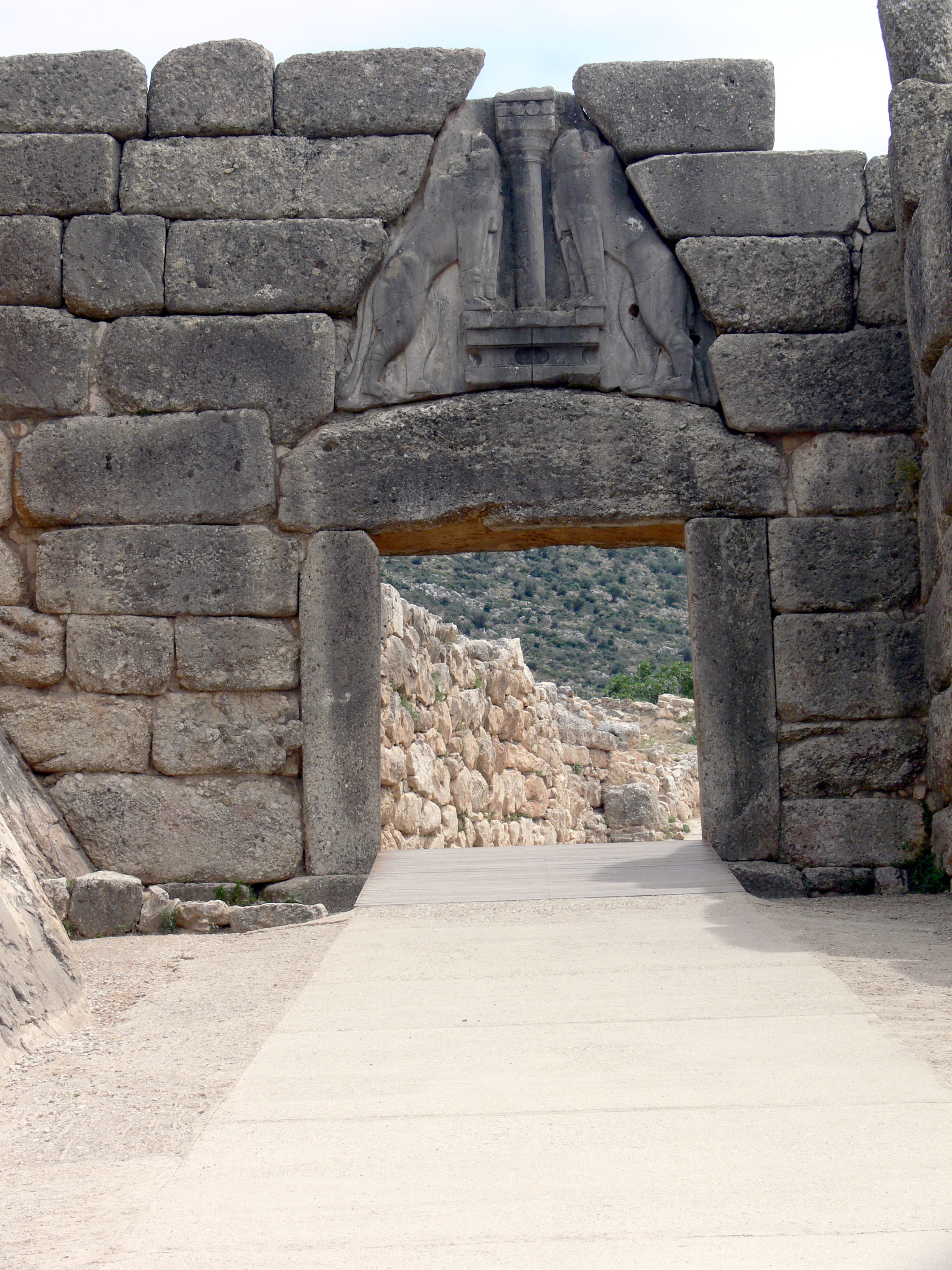
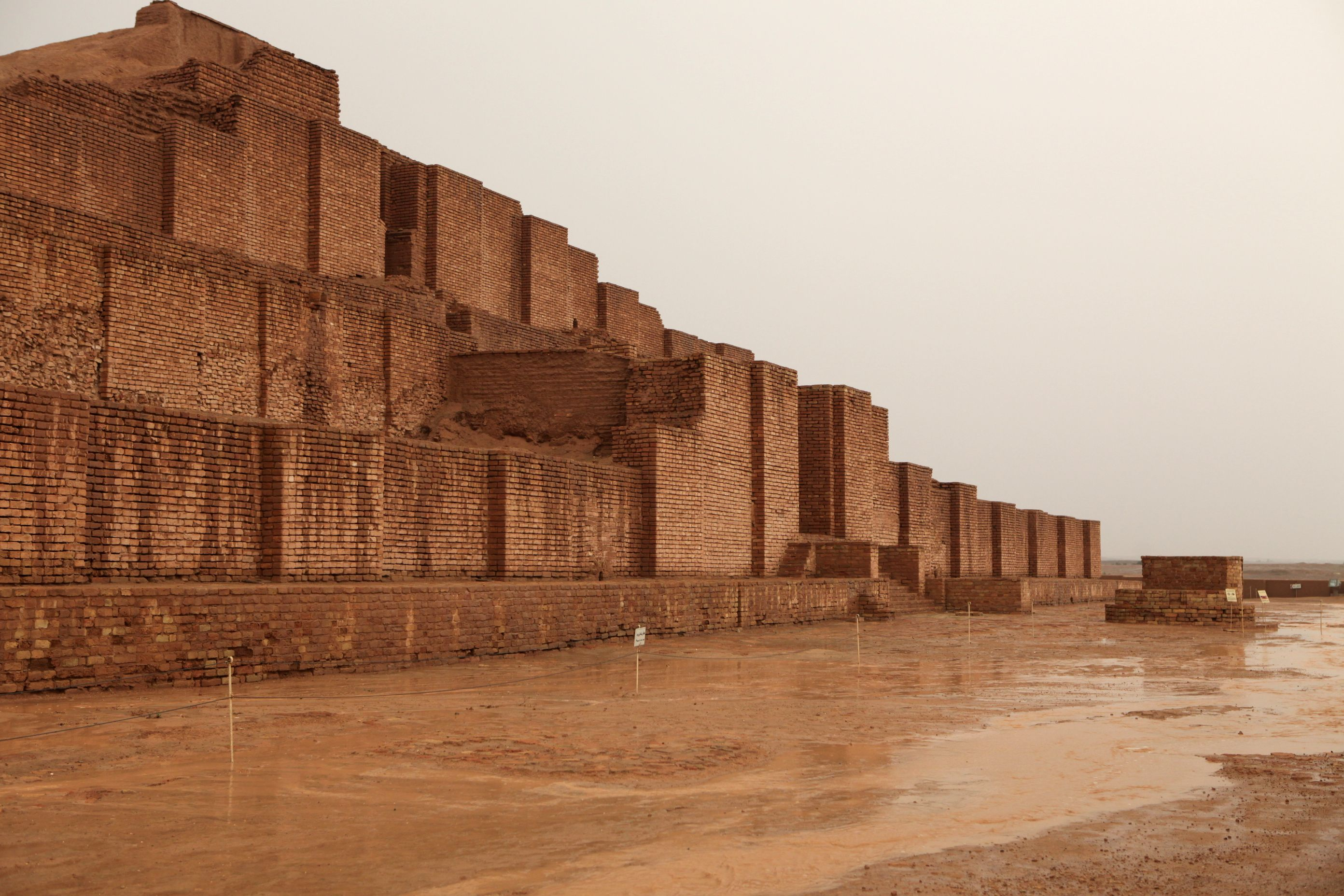
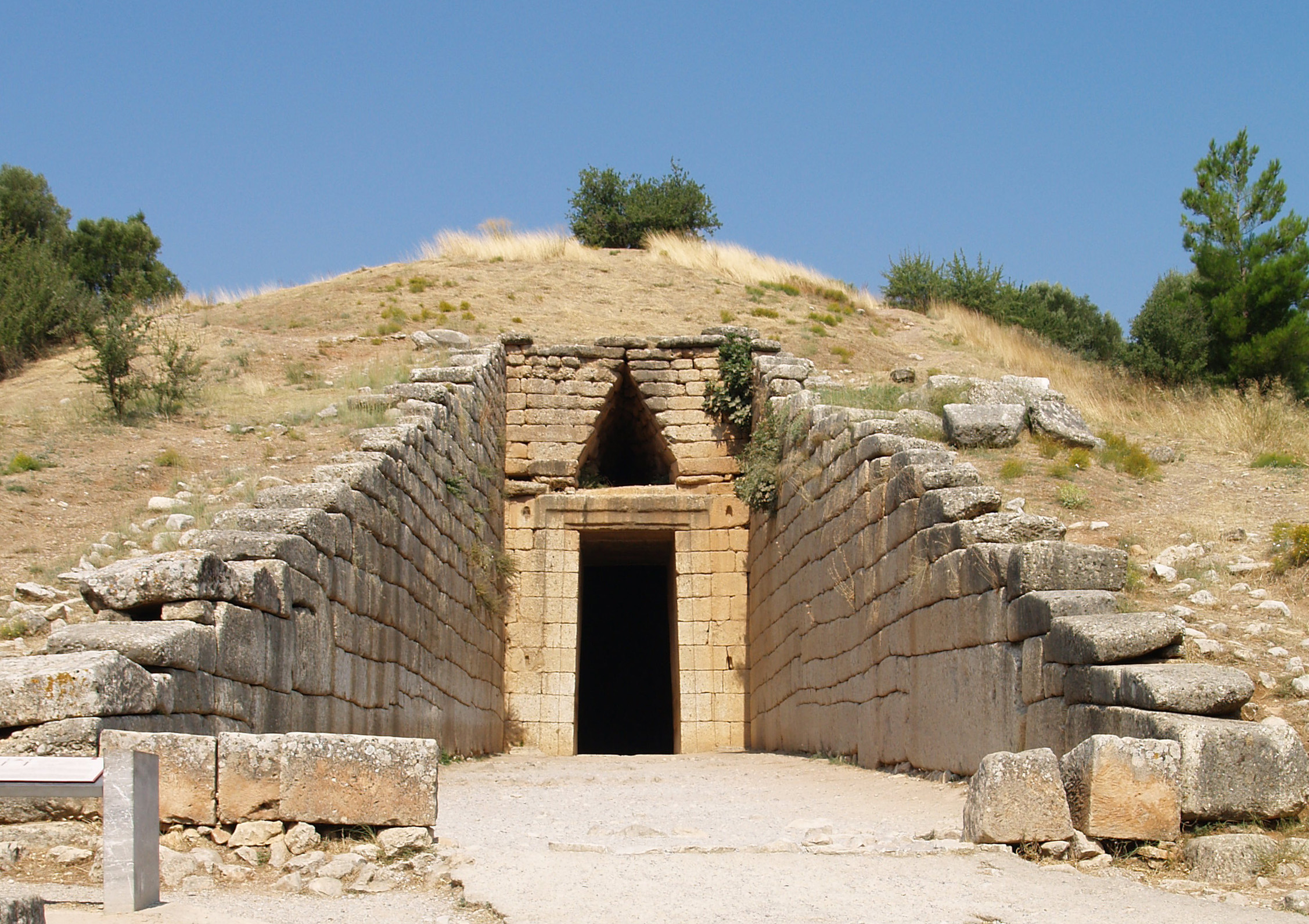

#### Abu Simbel

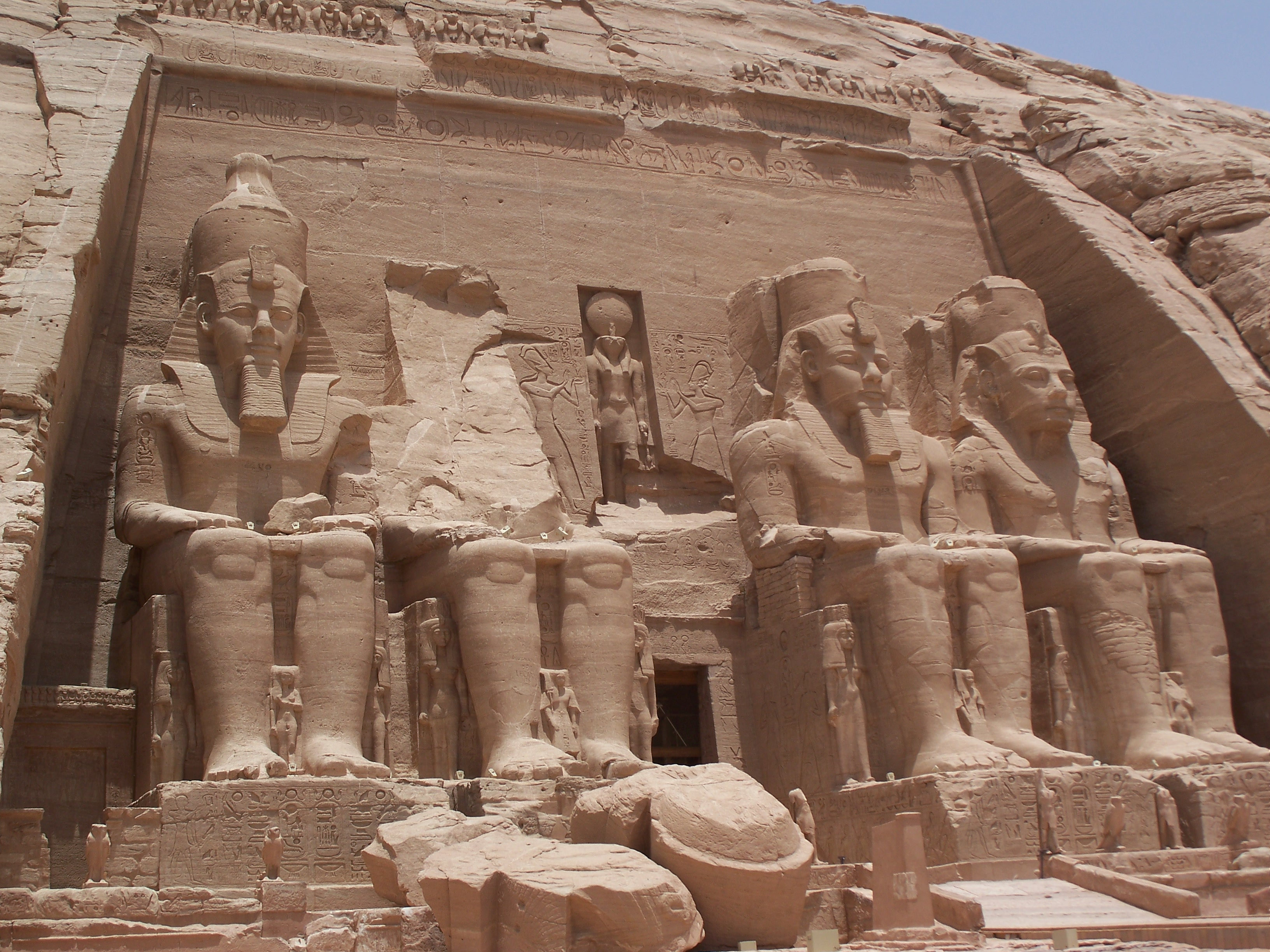
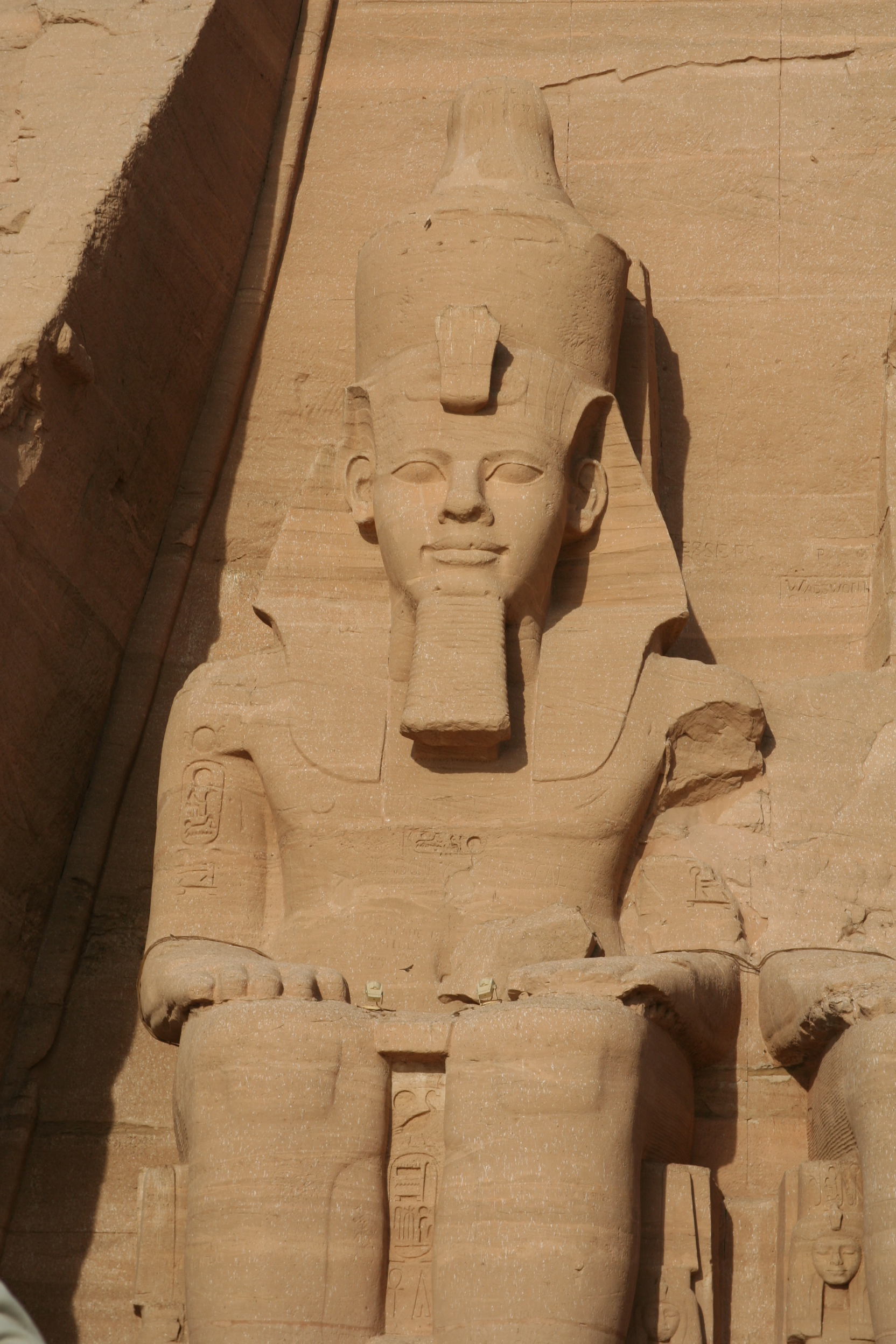
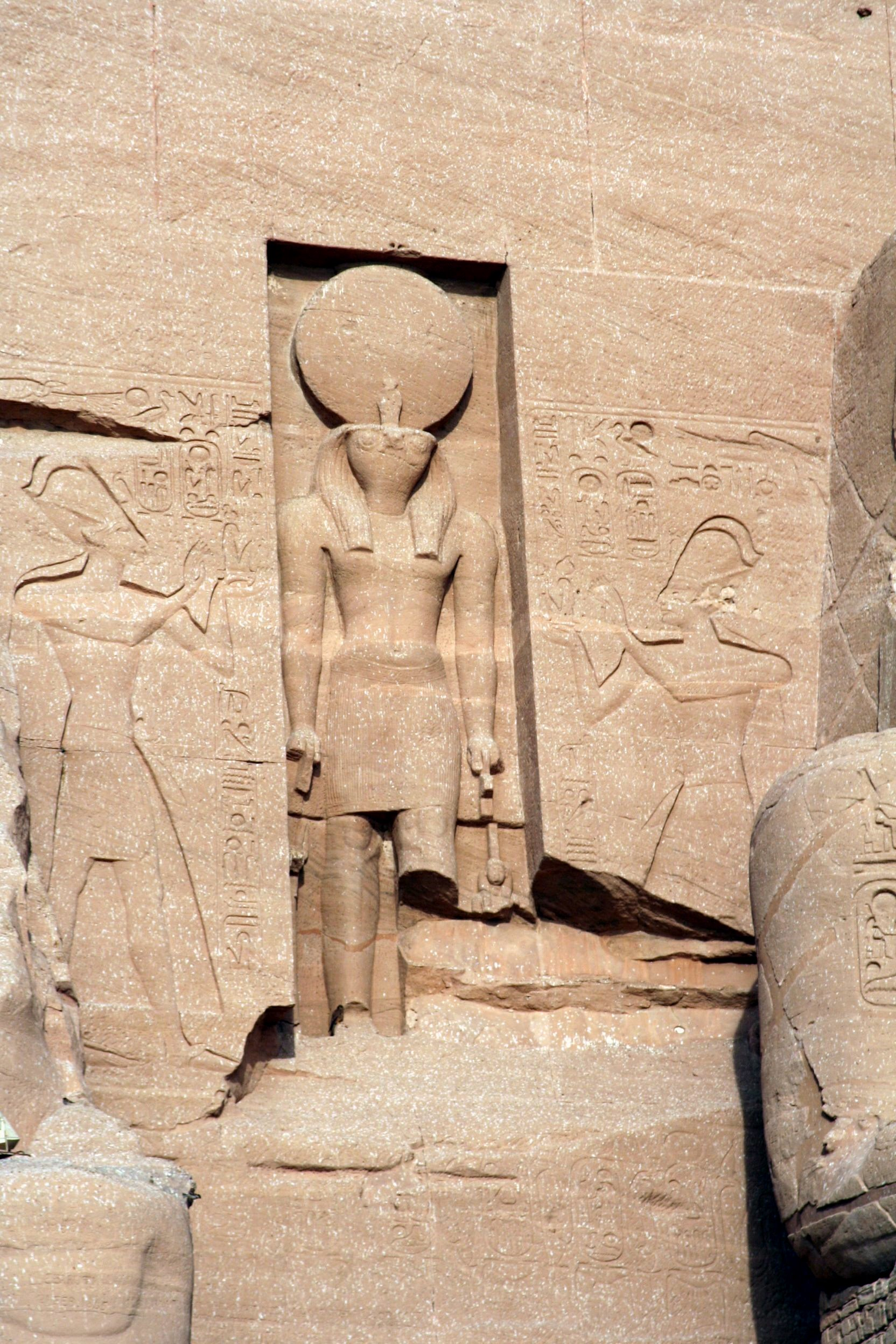
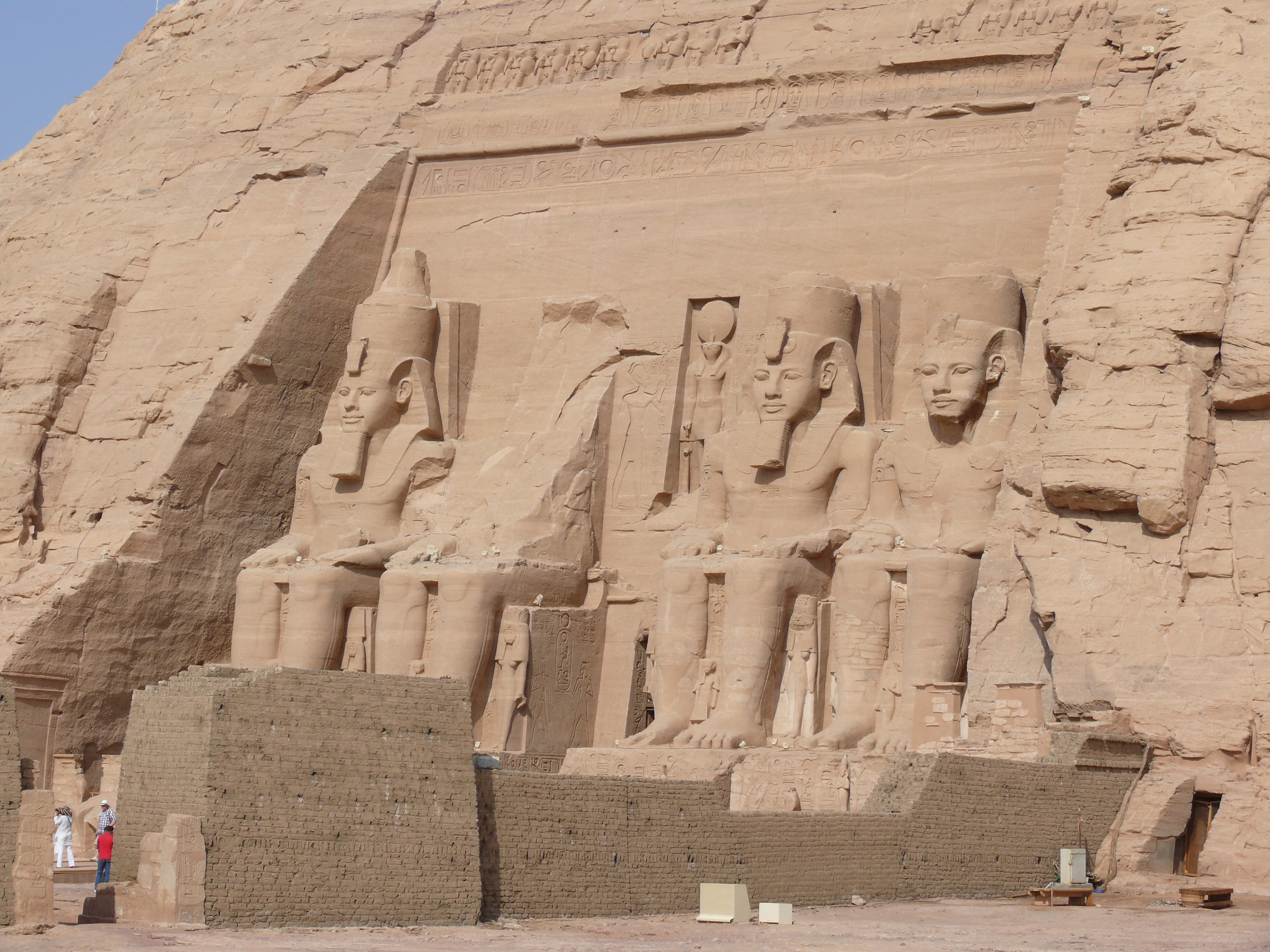
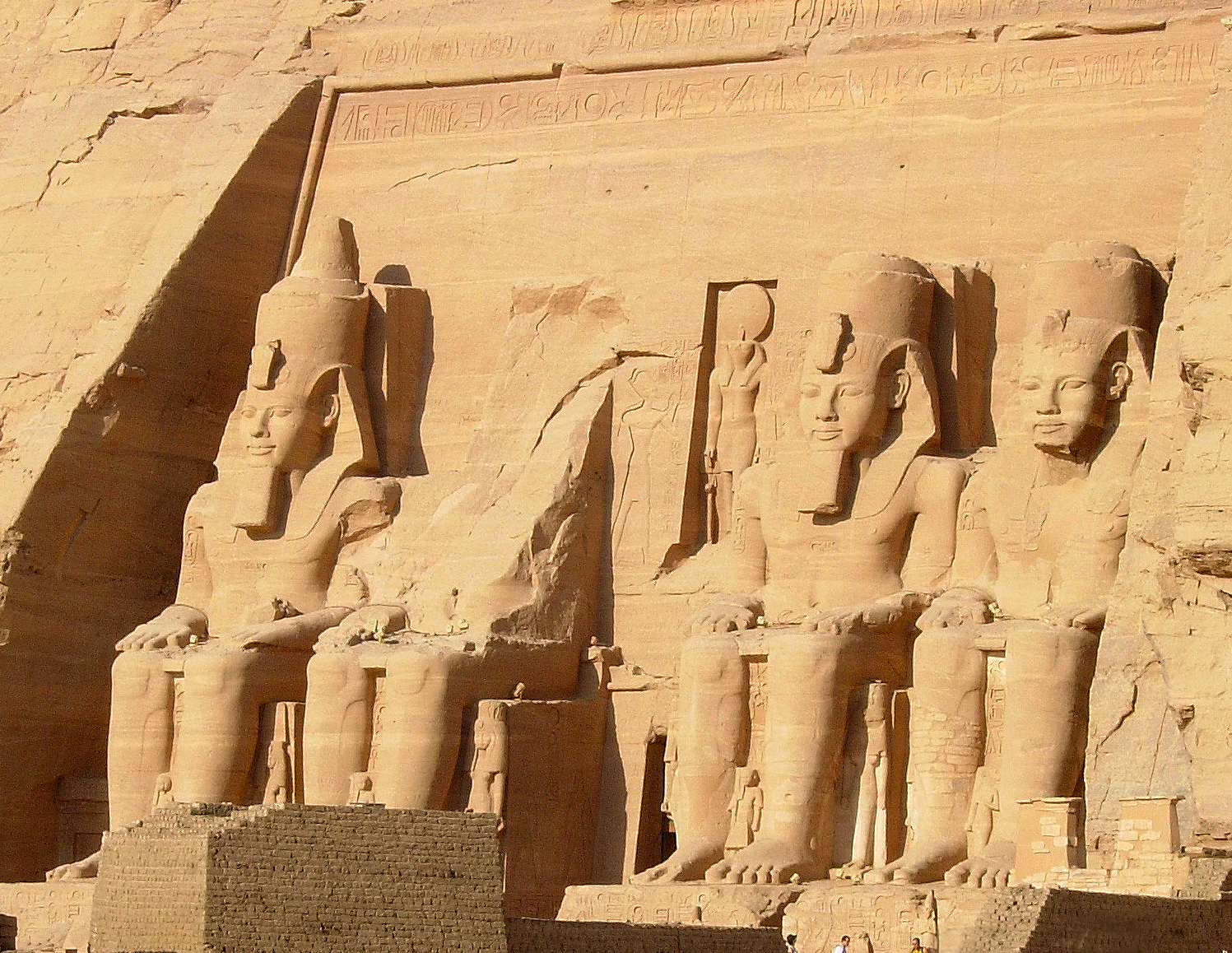
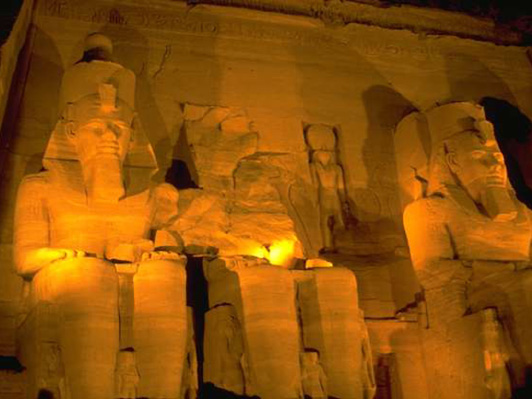
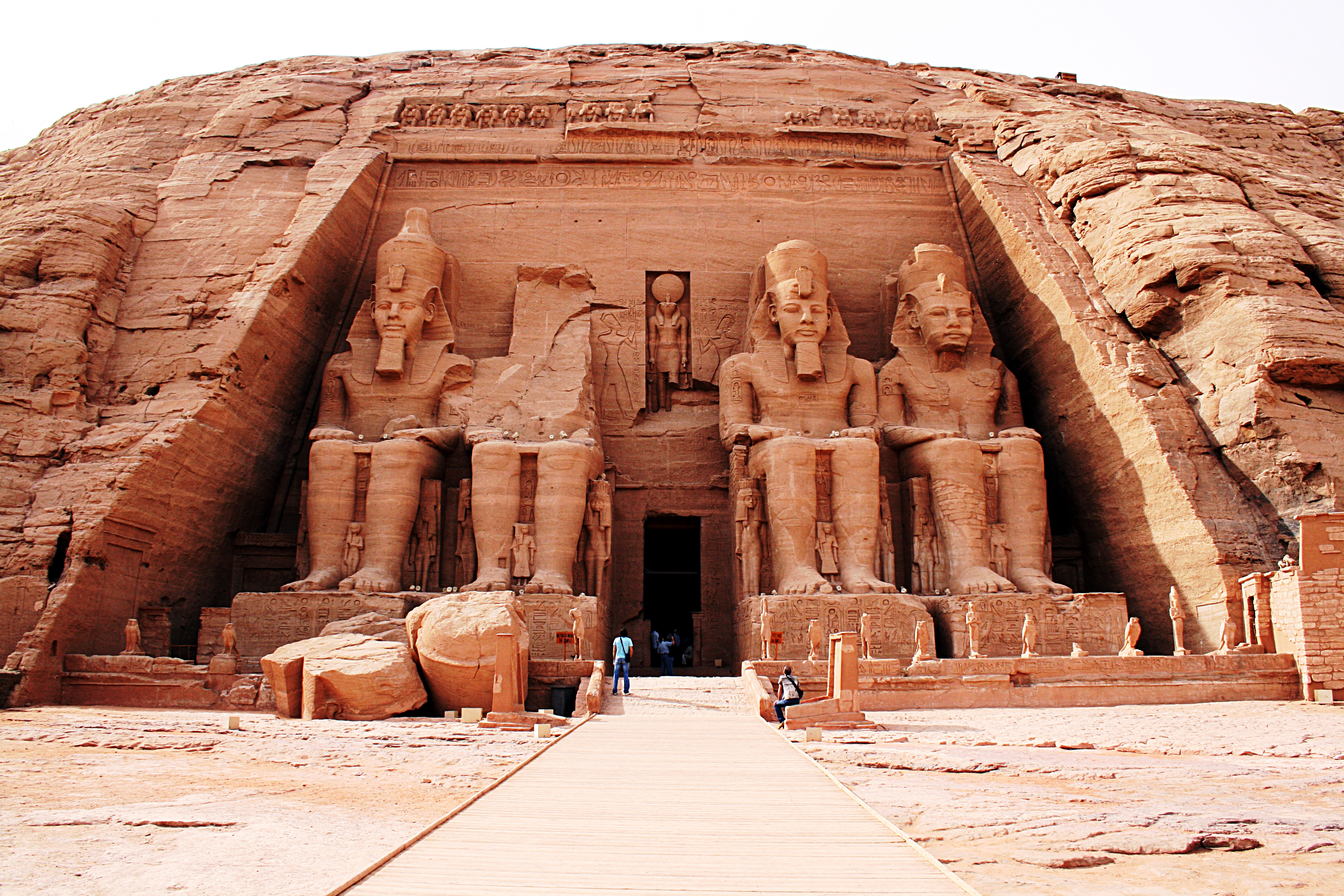

## Invenții, descoperiri
- 1.300 î.Hr. - 1.000 î.Hr. : India: zincul

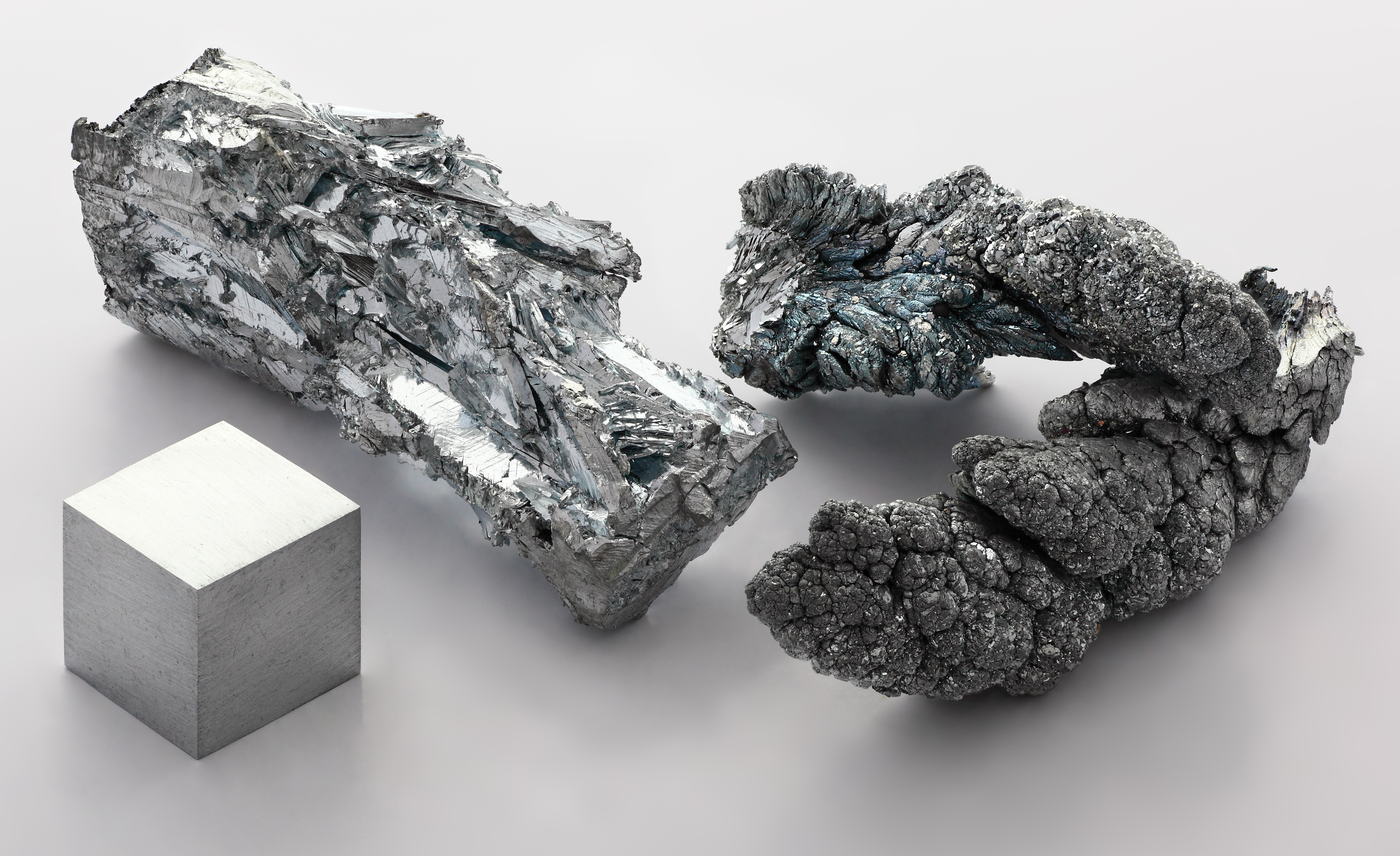

## Decenii
| Anii 1290 î.Hr. | Anii 1280 î.Hr. | Anii 1270 î.Hr. | Anii 1260 î.Hr. | Anii 1250 î.Hr. | Anii 1240 î.Hr. | Anii 1230 î.Hr. | Anii 1220 î.Hr. | Anii 1210 î.Hr. | Anii 1200 î.Hr. |